# Tomáš Bican

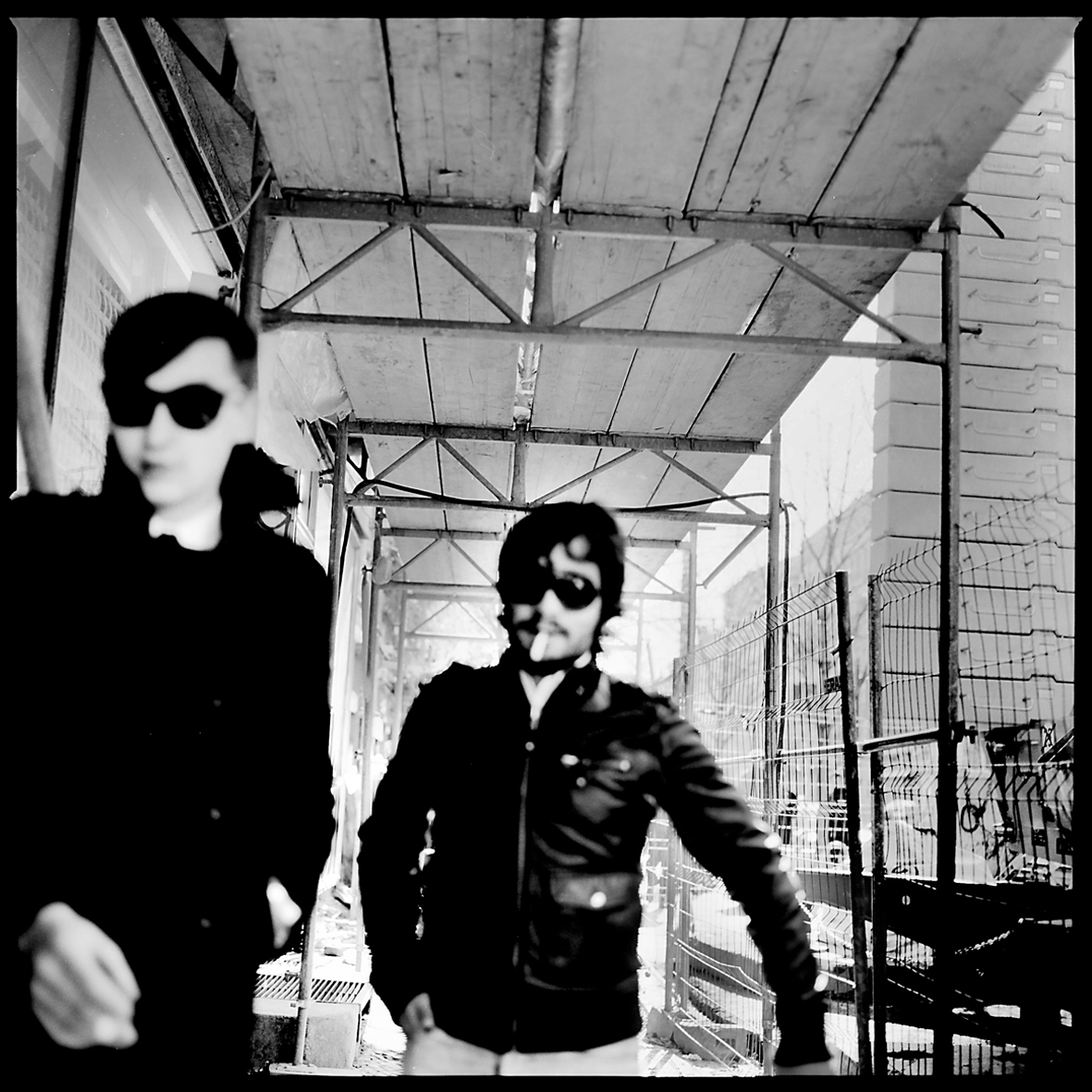
Fotografie z cyklu Berlin, Hasselblad

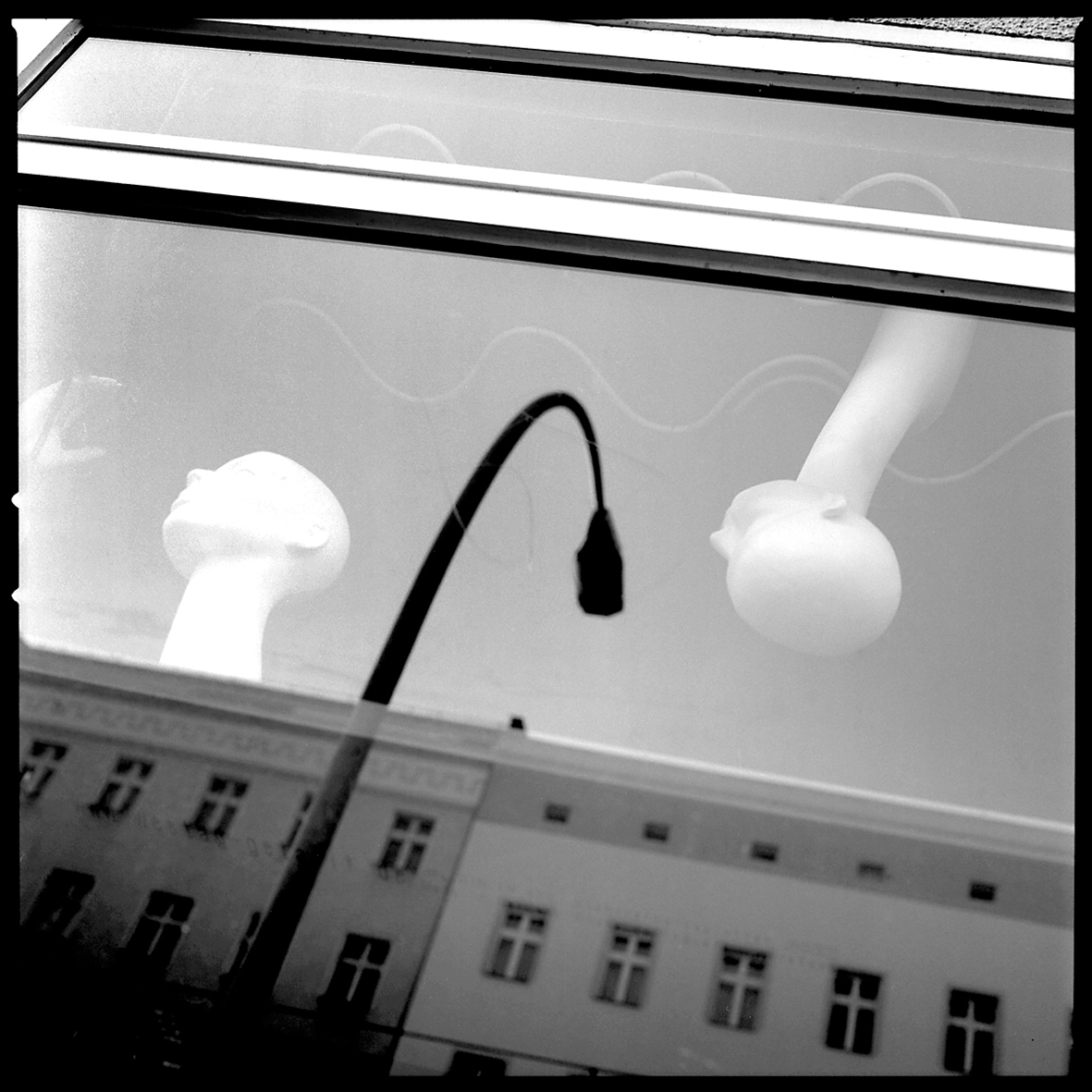
Fotografie z cyklu Berlin, Hasselblad

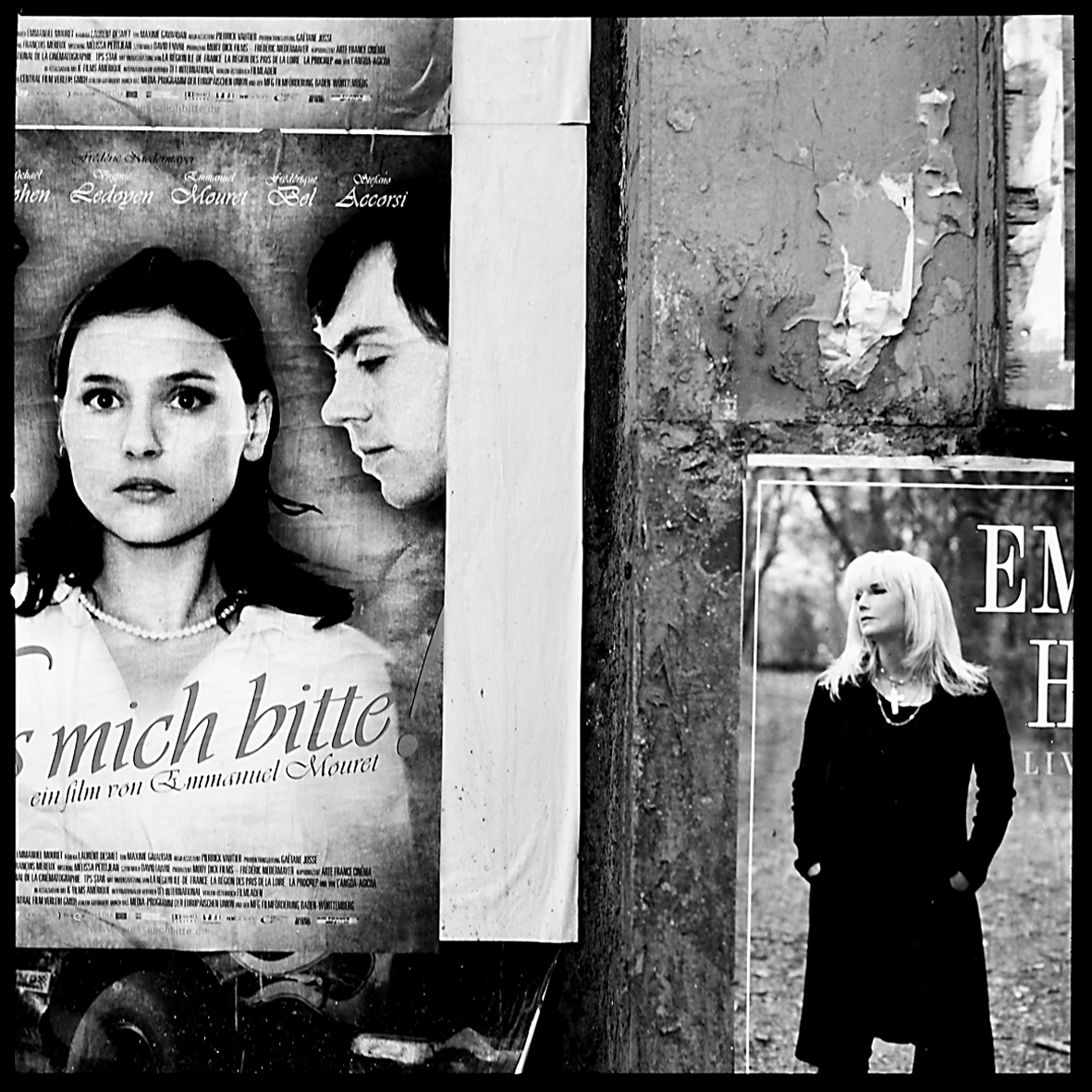
Fotografie z cyklu Berlin, Hasselblad

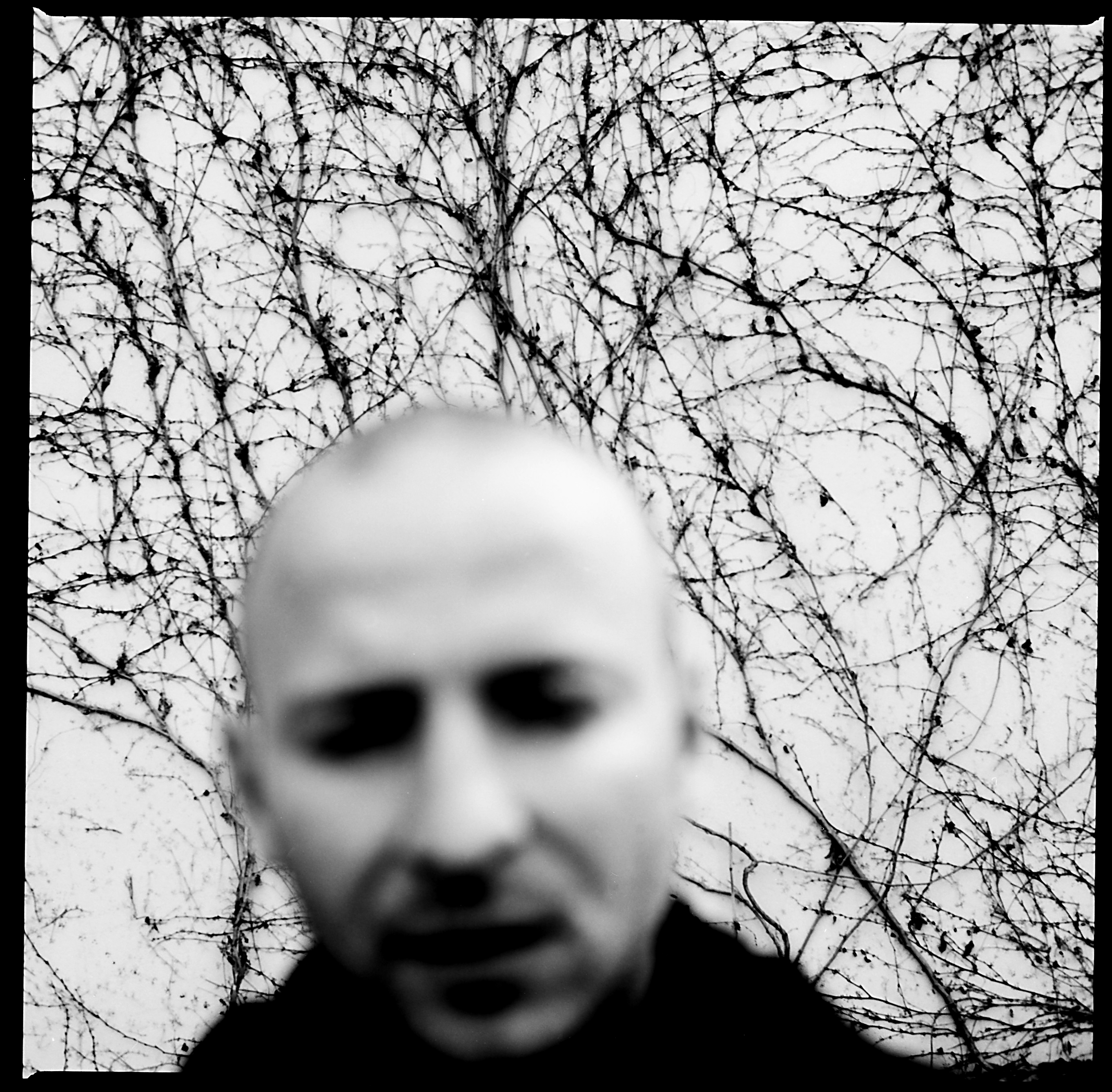
Fotografie z cyklu Berlin, Hasselblad

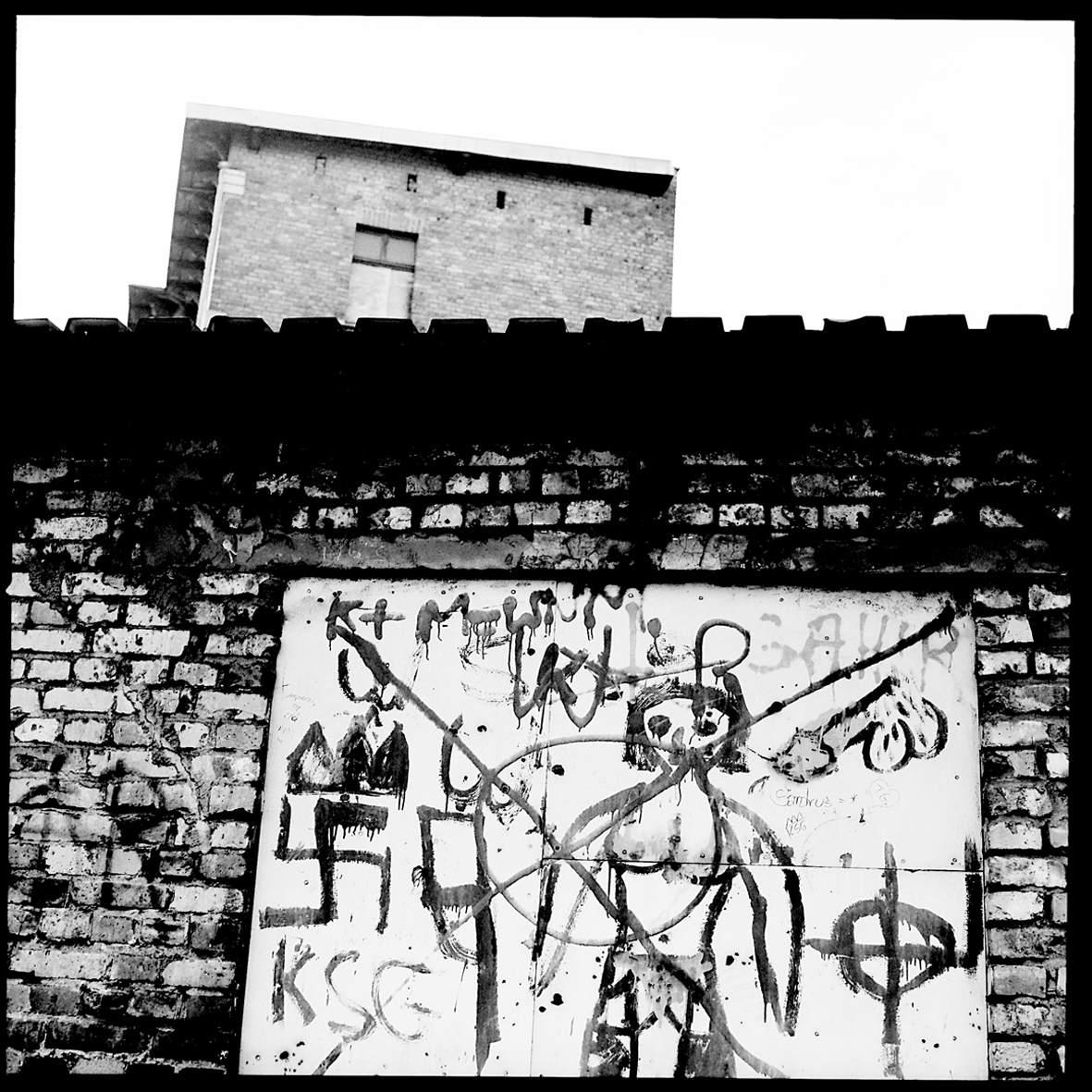
Fotografie z cyklu Berlin, Hasselblad

Tomáš Bican (* 20. dubna 1973 Praha) je český fotograf známý svými černobílými snímky. V jeho cyklech je typickým rukopisem buď vysoká citlivost filmu, nebo film středního formátu nebo panoramata. Z témat se věnuje krajině, architektuře, dokumentu, portrétům nebo výtvarné abstraktní fotografii.

## Život a dílo
Fotografii se věnuje od studií na Pražské fotografické škole. Od počátku tvorby ho přitahovalo téma městské a urbanizované krajiny a věnuje se mu dodnes. Během let si vytvořil charakteristický styl, který lehce měnil v závislosti na používané technice. První dekádu tvořil kinofilmovým přístrojem Nikon FE, kdy fotografoval především na filmy s vysokou citlivostí. V tomto období vznikla převážná část souboru o Praze s názvem Město, který byl vystaven v prosinci 2006 v Galerii Václava Špály. Za tyto snímky byl oceněn 25 cenami v soutěži Praha fotografická. Druhou část souboru tvořily fotografie panoramatické. Fotoaparátem Noblex vznikly též soubory z Ulanbátaru (3. cena CPP), Argentiny, Ruska, Maroka, Indie a dalších zemí. Stejně jako u kinofilmu, tak i u panoramatického formátu kombinuje krajinu s dokumentem. Od roku 2008 tvořil převážně s fotoaparátem Hasselblad. Toto období uzavřel výstavou s názvem Krajina, která proběhla v Českém centru Praha v lednu 2010. Poslední dva roky příležitostně pracuje se starou zrcadlovkou Yashica. Žije a tvoří v Praze na Žižkově.

## Výstavy

### Samostatné výstavy
- 2012 Alcalá de Henáres: La ciudad
- 2011 Aranjuez: La ciudad
- 2011 Bukurešť: Landscape
- 2010 České centrum Praha: Krajina !
- 2008 Kávovarna, Praha: Varánasí
- 2008 Budapešť: Město
- 2008 Tarnowskie gory: Miasto
- 2007 Varšava: Miasto
- 2007 Kávovarna, Praha: Maroko
- 2007 Blatenský fotofestival: Město
- 2007 Moskva – Nacional Centre of Contemporary Art: Gorod
- 2006 Galerie Václava Špály, Praha: Město
- 2006 Centrum FotoŠkoda, Praha: Argentina
- 2005 Humanistické centrum Narovinu, Praha: Ulánbátar
- 2005 Kávovarna, Praha: Argentina
- 2005 Underground Photo Gallery, Iisalmi, Finsko: Praha, Ulanbátar, Buenos Aires
- 2005 Underground Photo Gallery, Iisalmi, Finsko: Praha
- 2005 Wold Webphoto Gallery: Město
- 2005 Gallery FotoGrafic, Praha: Landscapes
- 2004 Galería del Quijote, Praha: Cuba
- 2004 ČTK, Praha: Havana
- 1996 Strahovský klášter, Praha: Město a siluety

### Společné výstavy
- 2012 DOX: prezentace na Prague Photo
- 2011 Mánes: prezentace na Prague Photo
- 2008 Mánes, Praha: Jeden den České republiky
- 2006 Synagoga, Děčín: Panhorama
- 2004 Galerie Václava Špály: Panhorama
- 2004 Synagoga, Děčín: Panhorama
- 2001 - 2008 Staroměstská radnice: Czech press photo
- 1998 - 2009 Staroměstská radnice: Praha fotografická

## Ocenění
Praha fotografická
- 2008 2.cena – kategorie Problémy Prahy, čestné uznání – kategorie Krása Prahy, čestné uznání – kategorie Lidé v Praze
- 2006 1.cena – kategorie Umění v ulicích, 2.cena – kategorie Kronika hl. m. Prahy

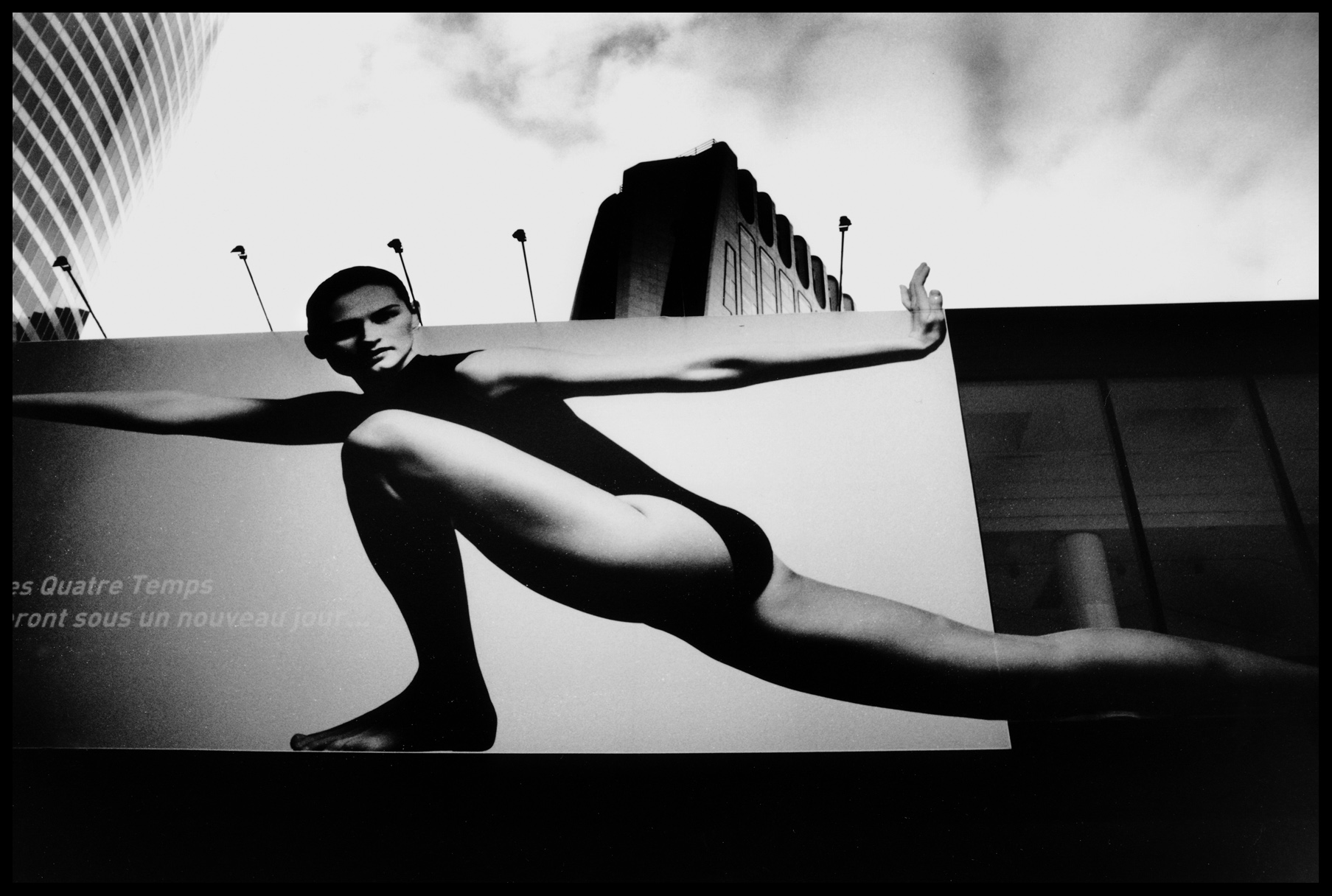
2005 3.cena – kategorie Kronika hl. m. Prahy, 3.cena – kategorie Lidé v Praze
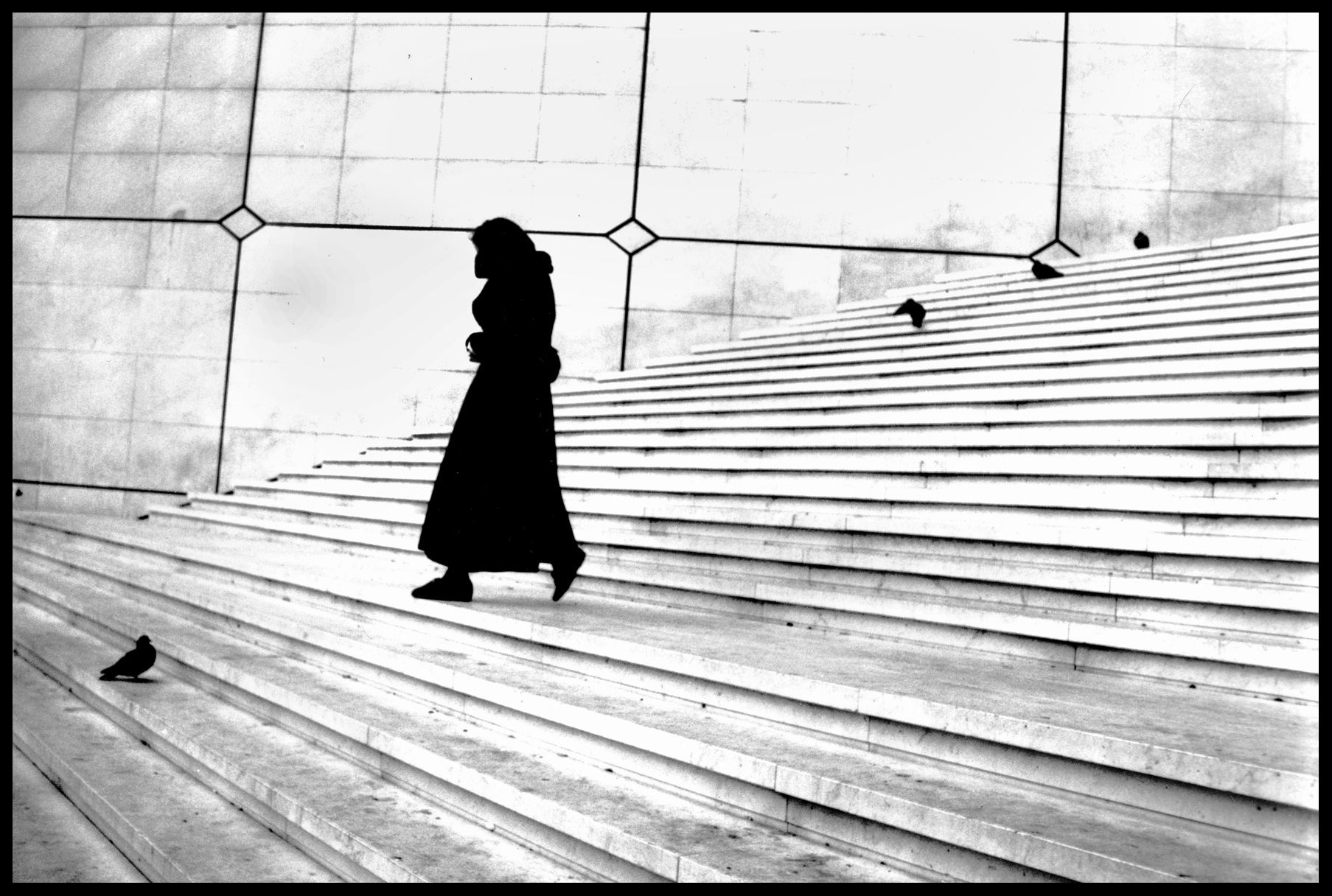
Paříž 2005

- 2004 čestné uznání – kategorie Problémy Prahy, čestné uznání – kategorie Krása Prahy
- 2003 2.cena – kategorie Problémy Prahy, 3.cena – kategorie Kronika hl. města Prahy, 3.cena – kategorie Lidé v Praze
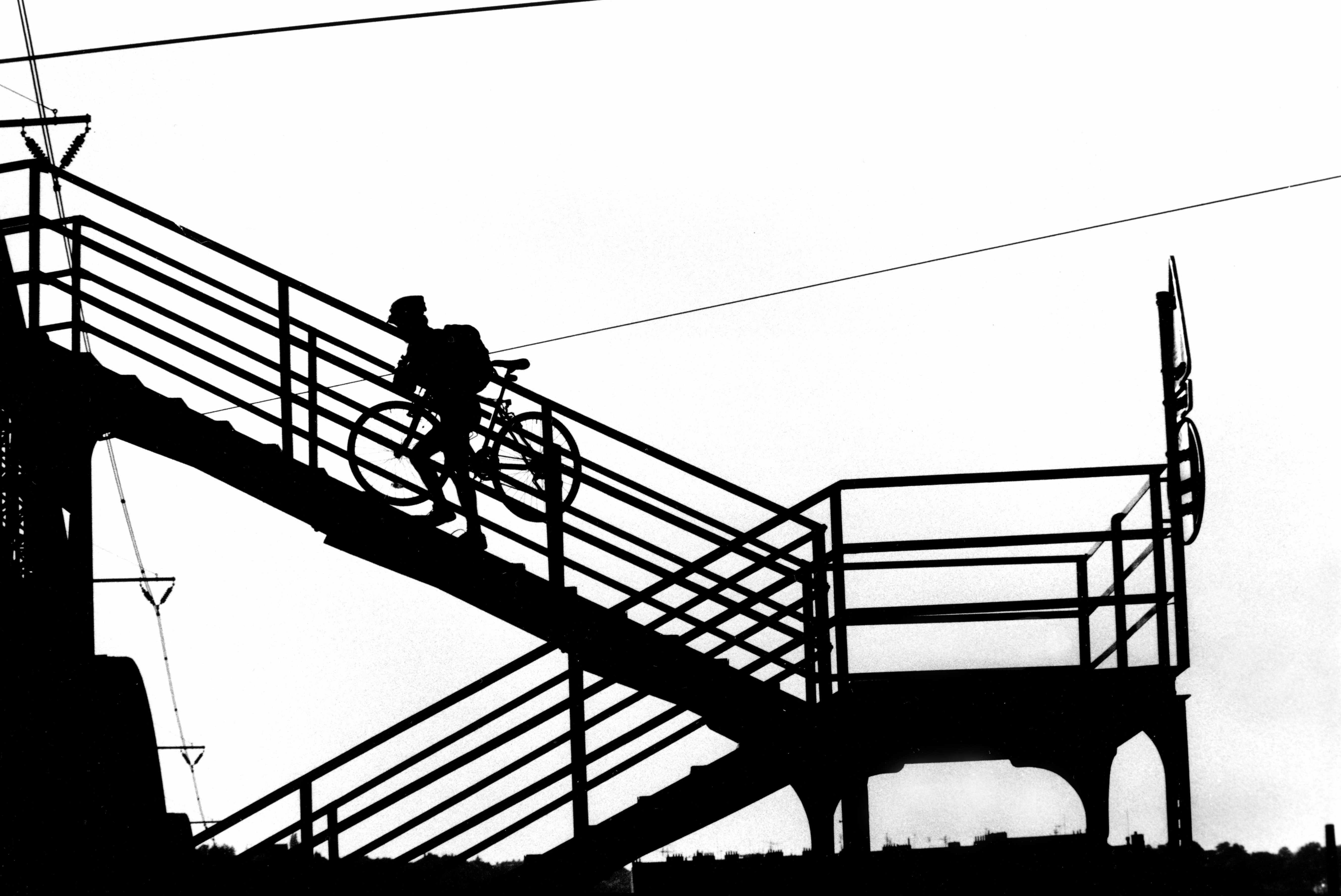
2002 3.cena – kategorie Problémy Prahy
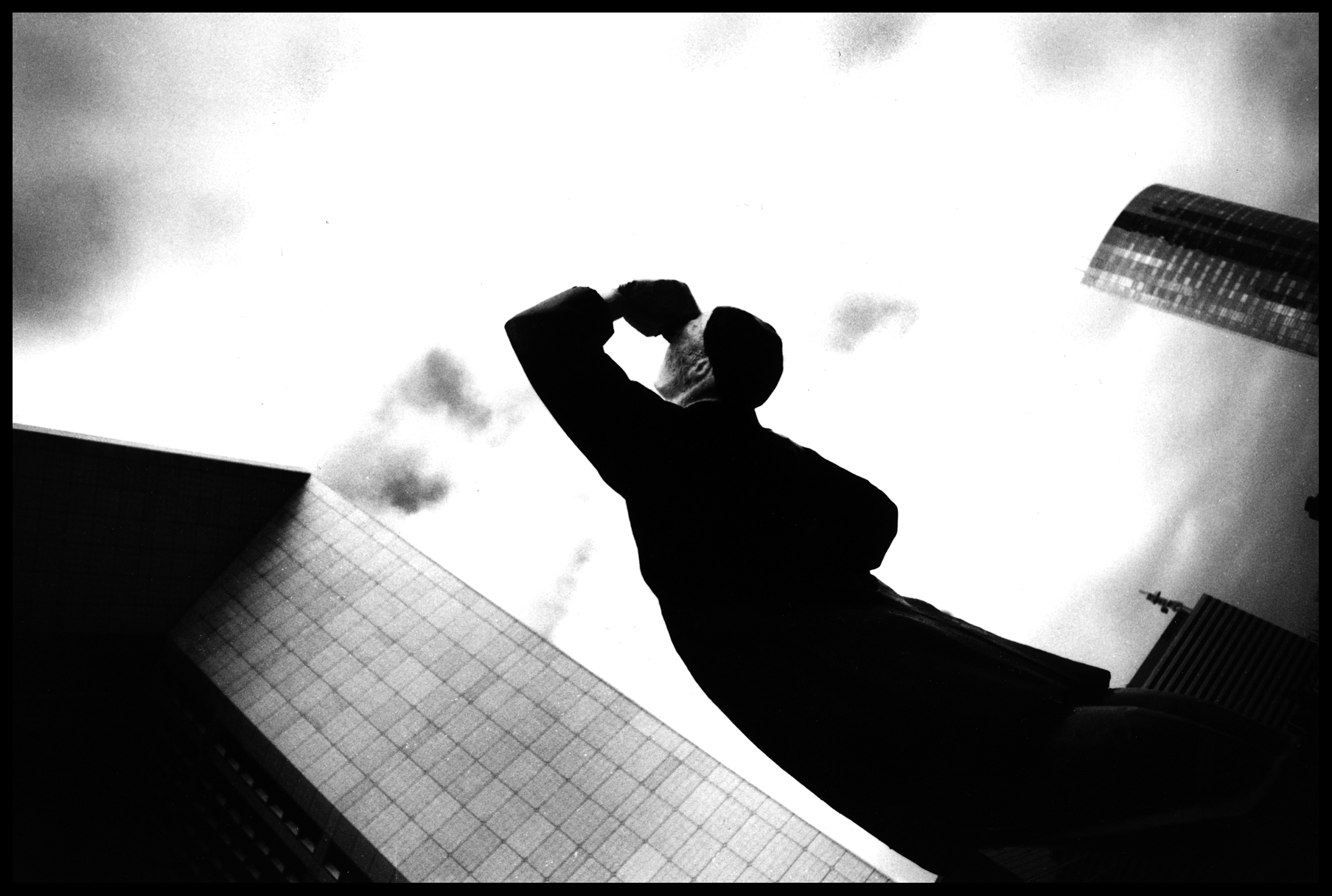
Paříž 2005

- 2001 čestné uznání – speciální kategorie, cena za nejlepší černobílou fotografii
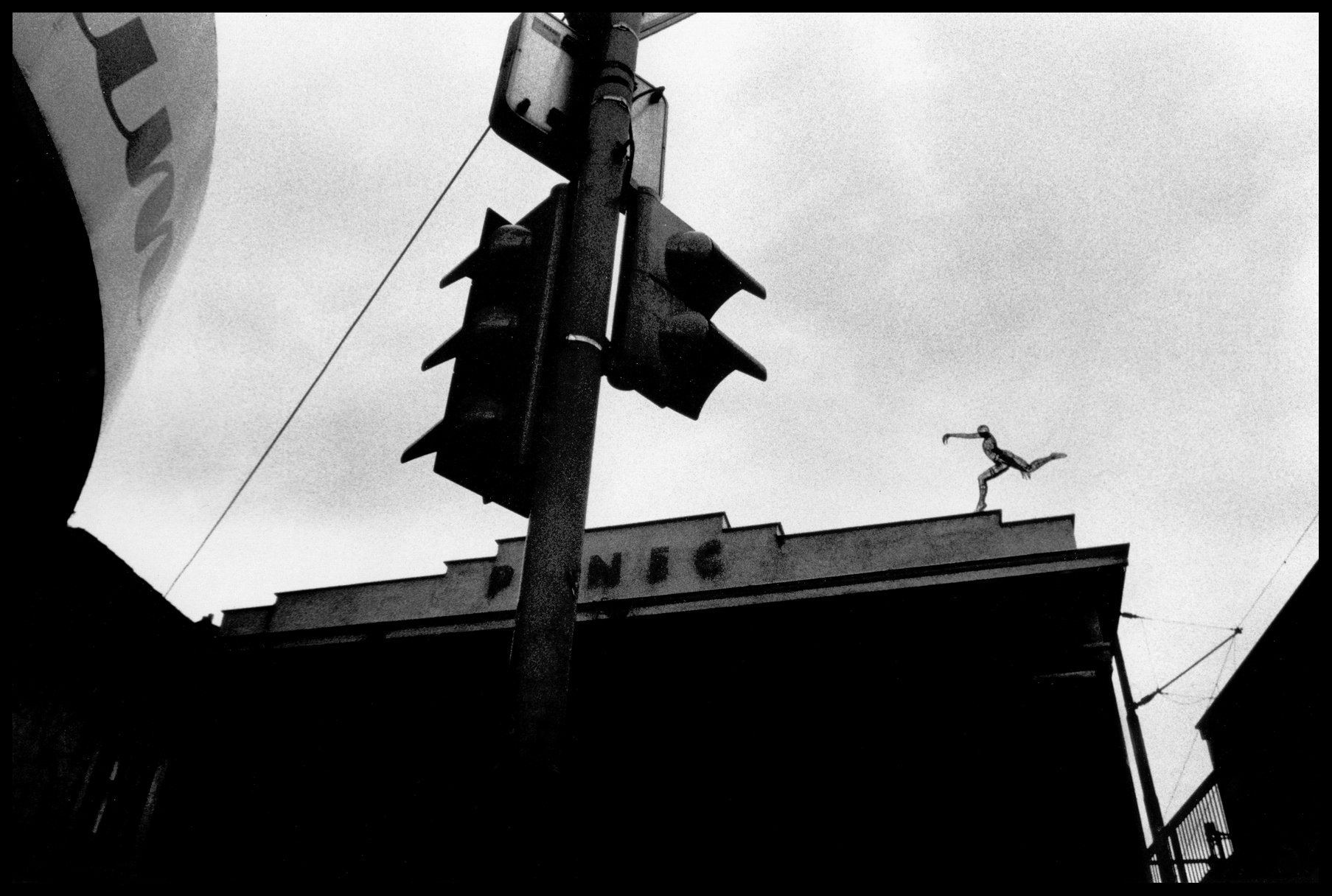
2000 1.cena – kategorie Kronika hl. města Prahy, 1.cena – kategorie Praha pohostinná, 2.cena – kategorie Krása Prahy, 3.cena – kategorie Lidé v Praze, čestné uznání – speciální kategorie
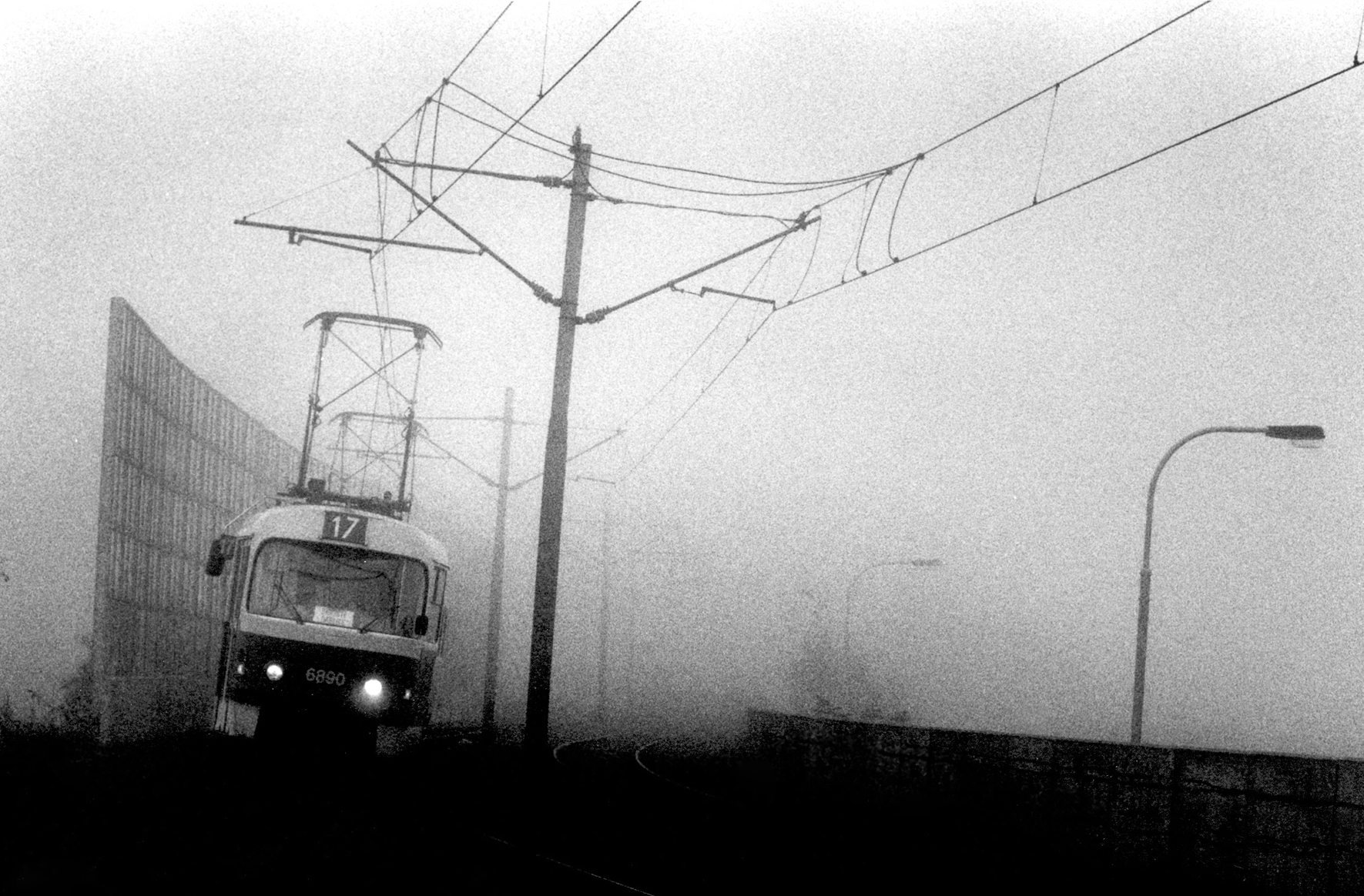
1999 1.cena – kategorie Lidé v Praze, cena za nejlepší černobílou fotografii
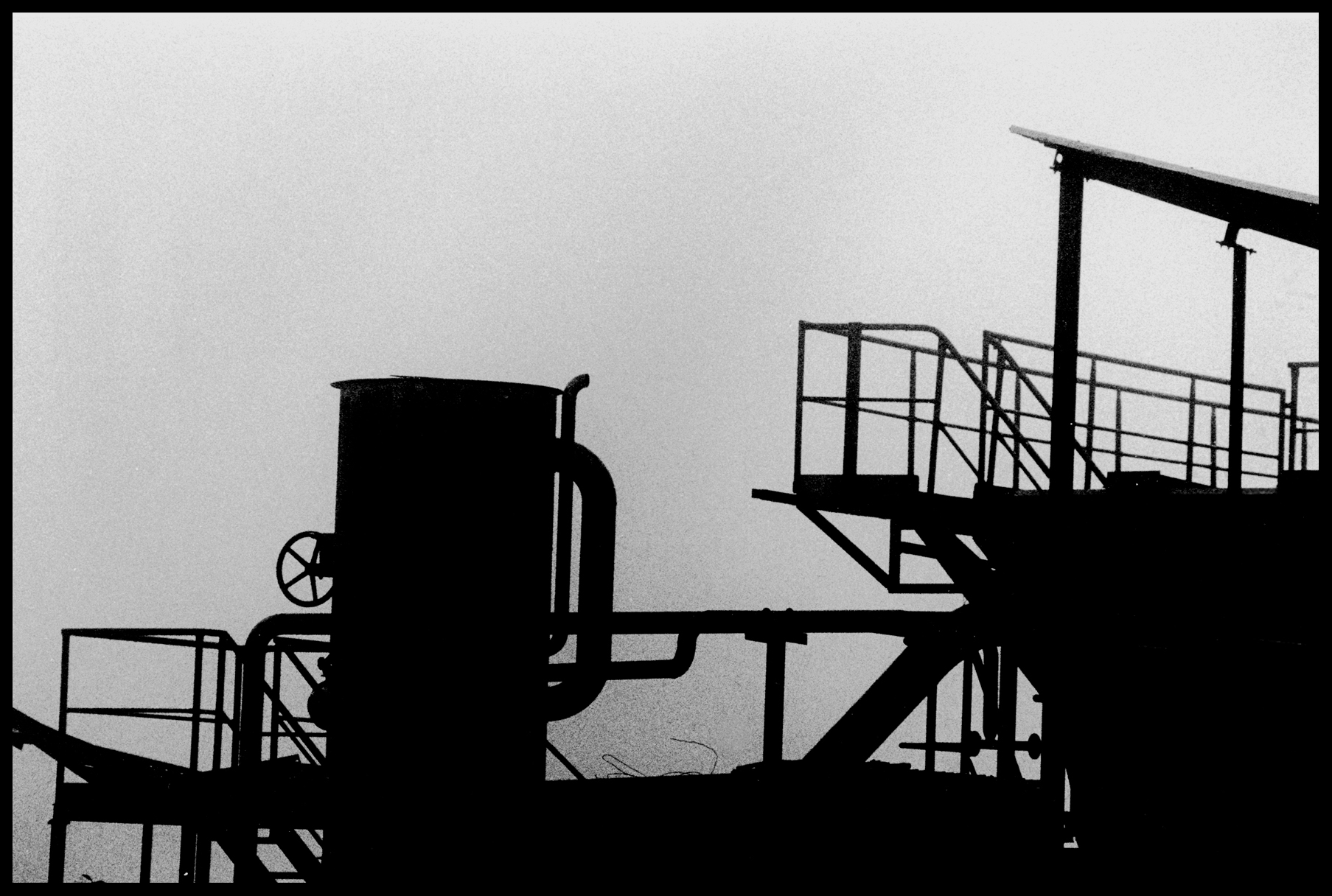
Praha 1999
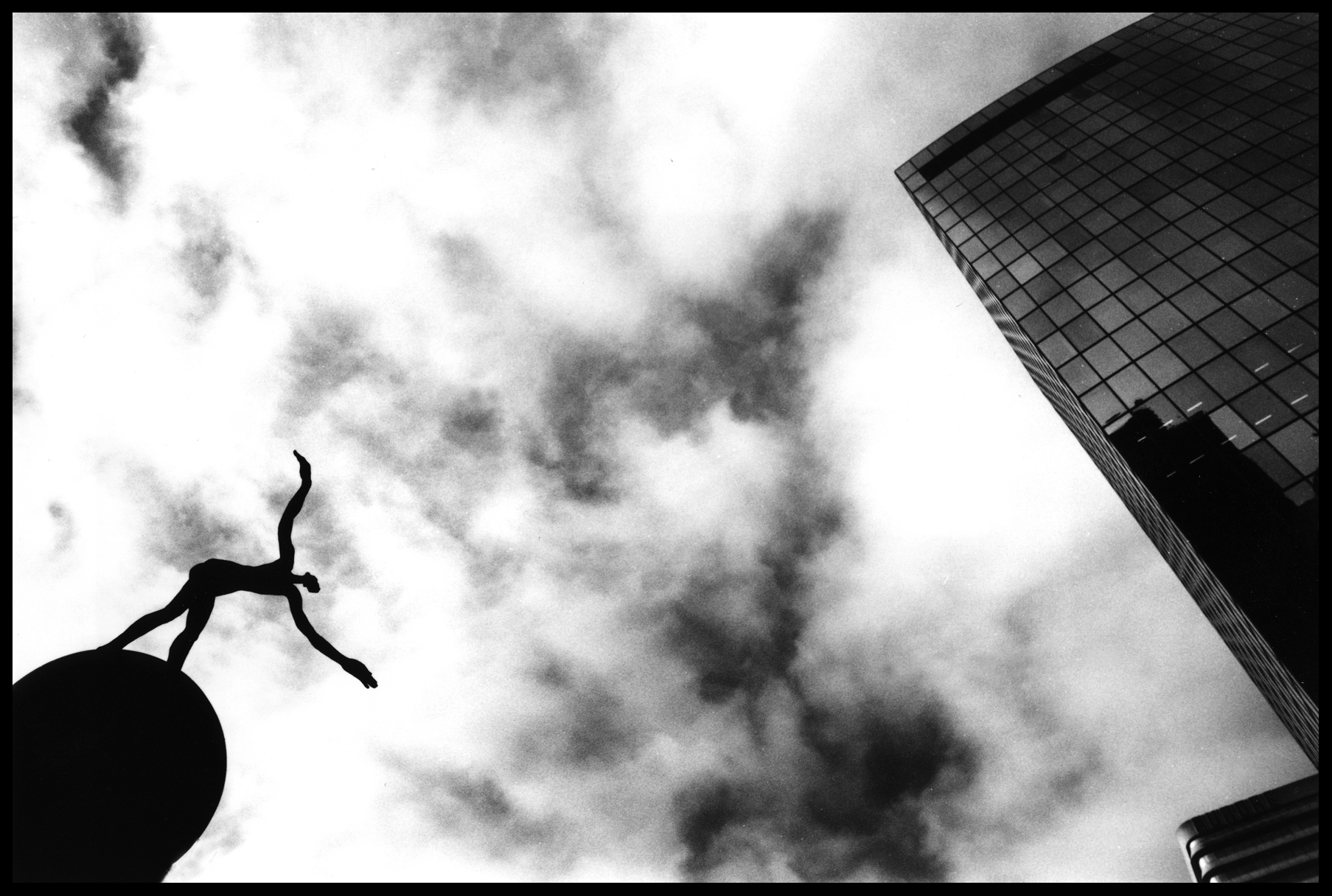
Paříž 2005

- 1998 1.cena – kategorie Krása Prahy, čestné uznání – kategorie Krása Prahy, čestné uznání – kategorie Lidé v Praze
- 1996 2.cena – kategorie Lidé v Praze

Czech Press Photo
- 2001 2.cena – kategorie Umění
- 2004 3.cena – kategorie Příroda a životní prostředí

## Galerie

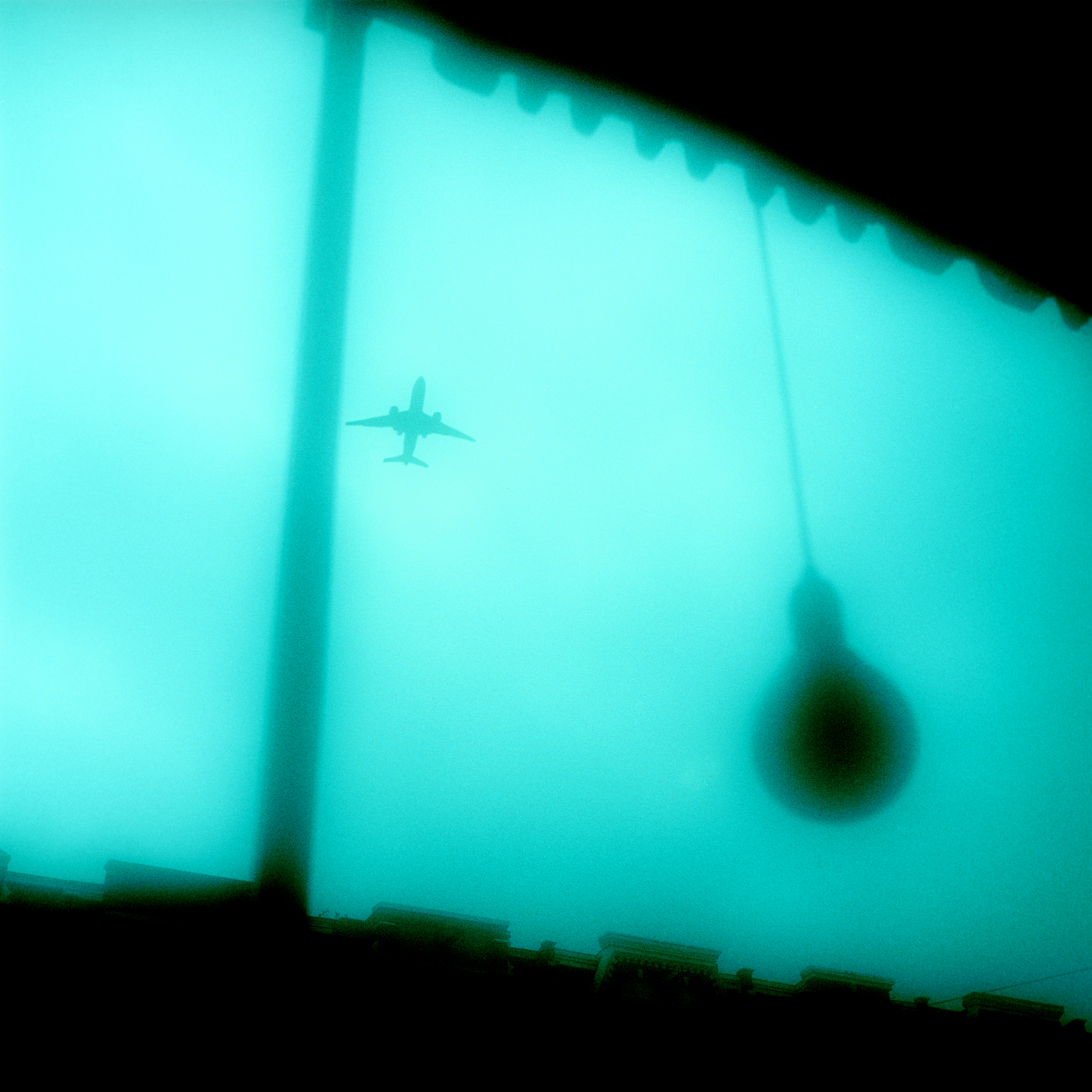
Amsterdam 2011
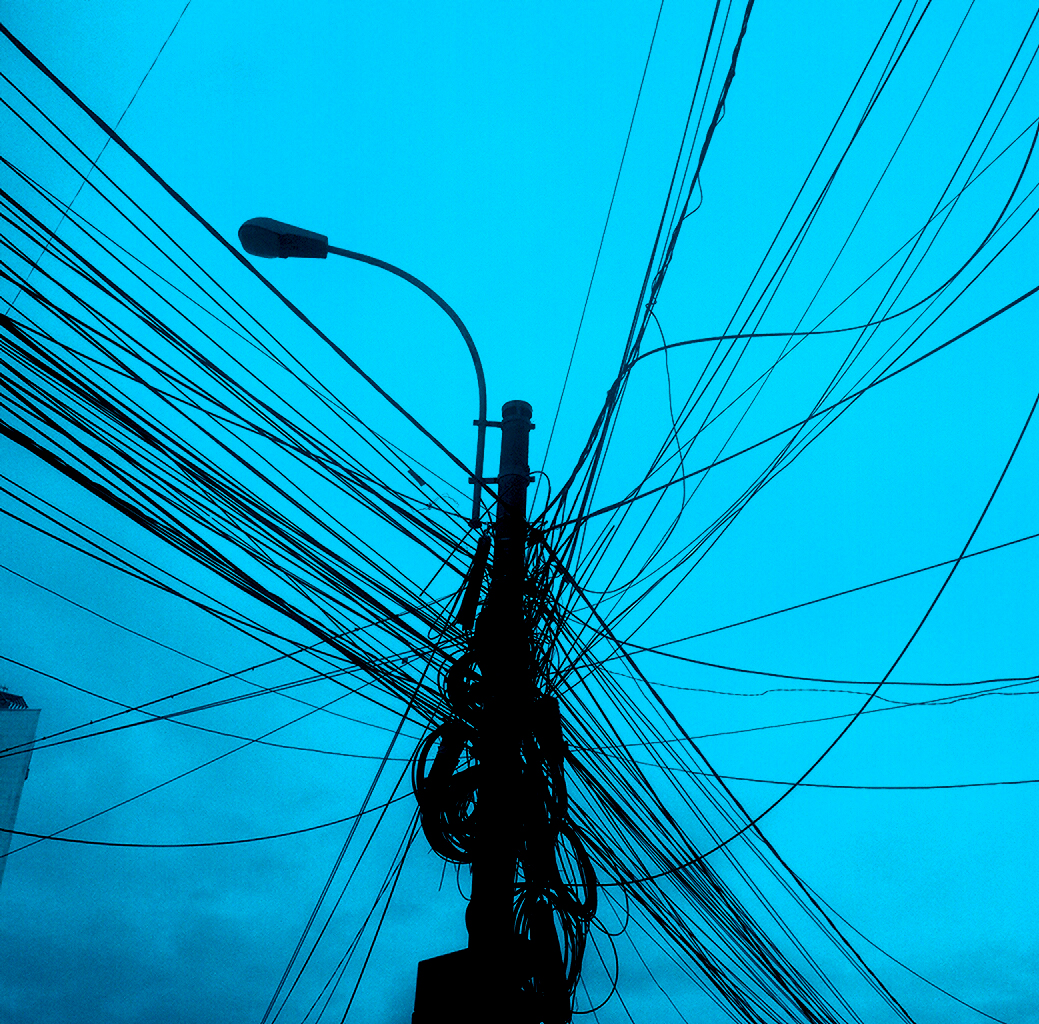
Bukurešť 2011
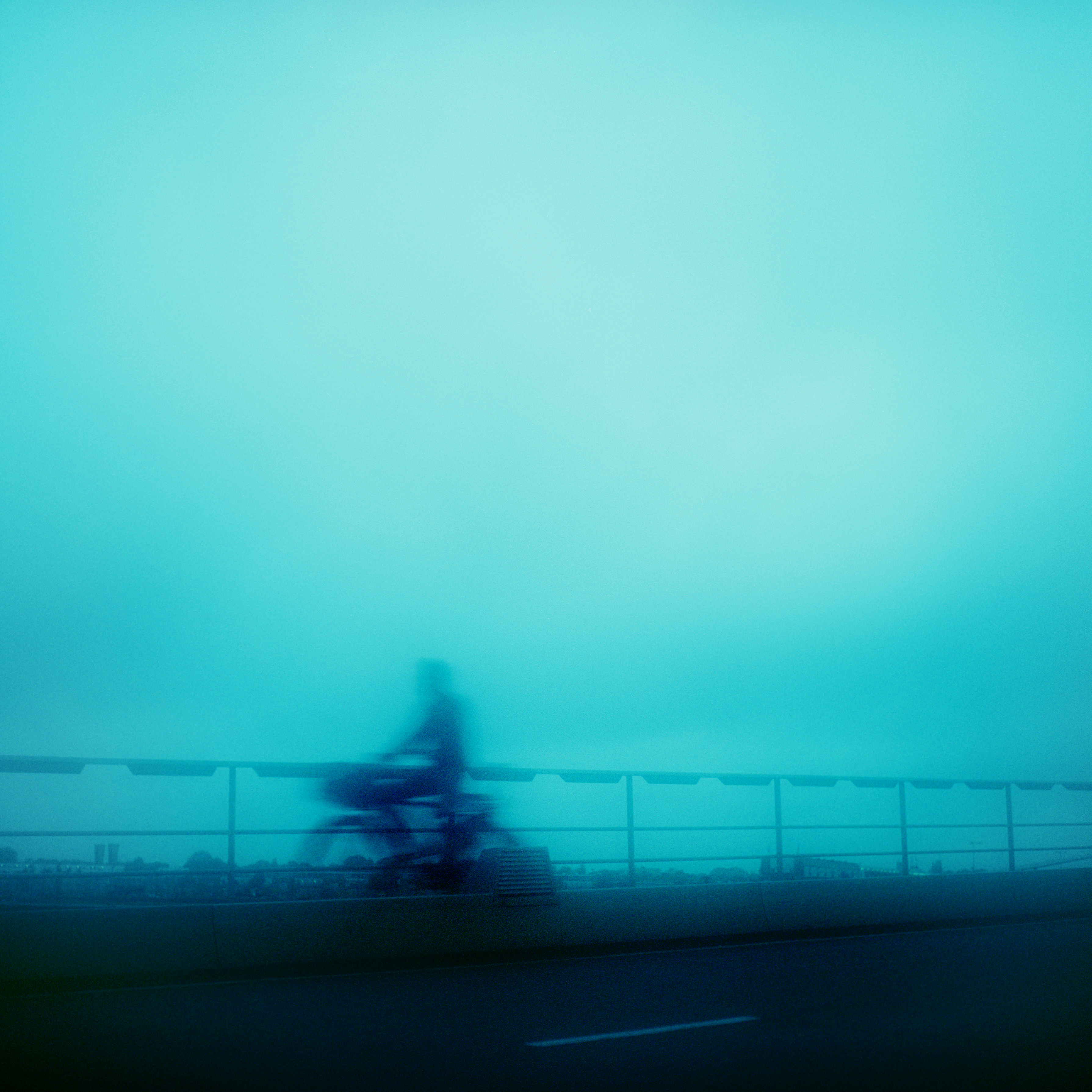
Amsterdam 2011
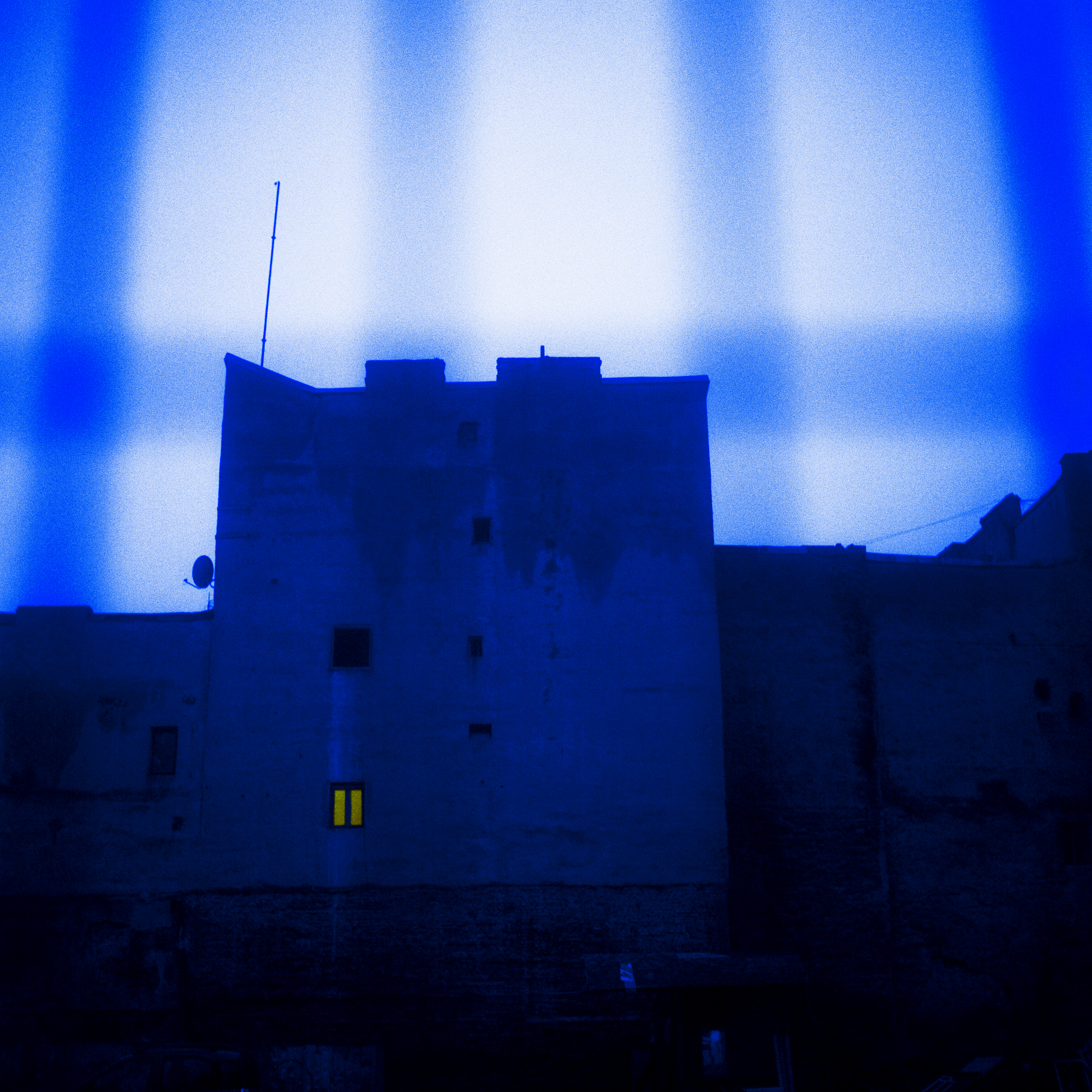
Bukurešť 2011

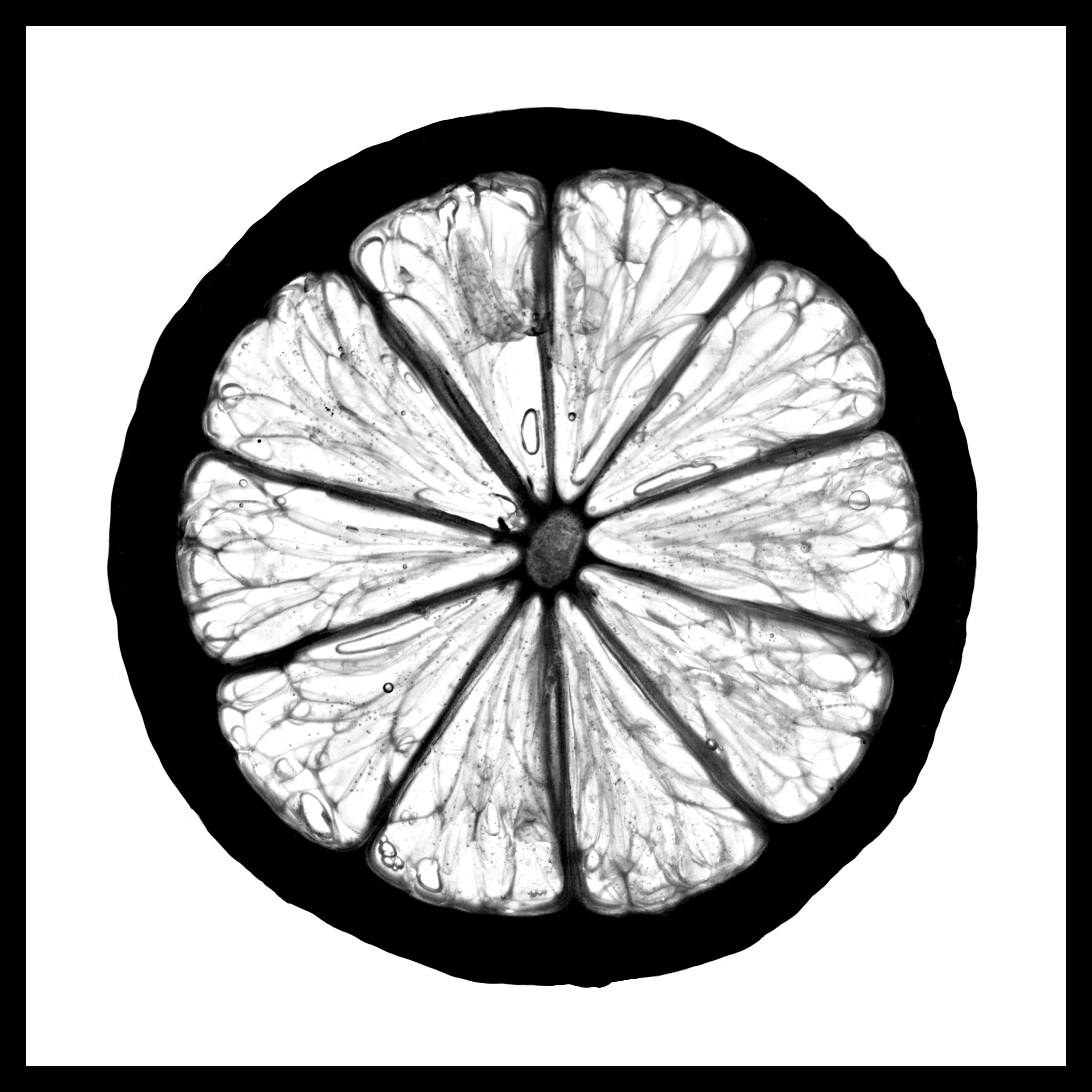
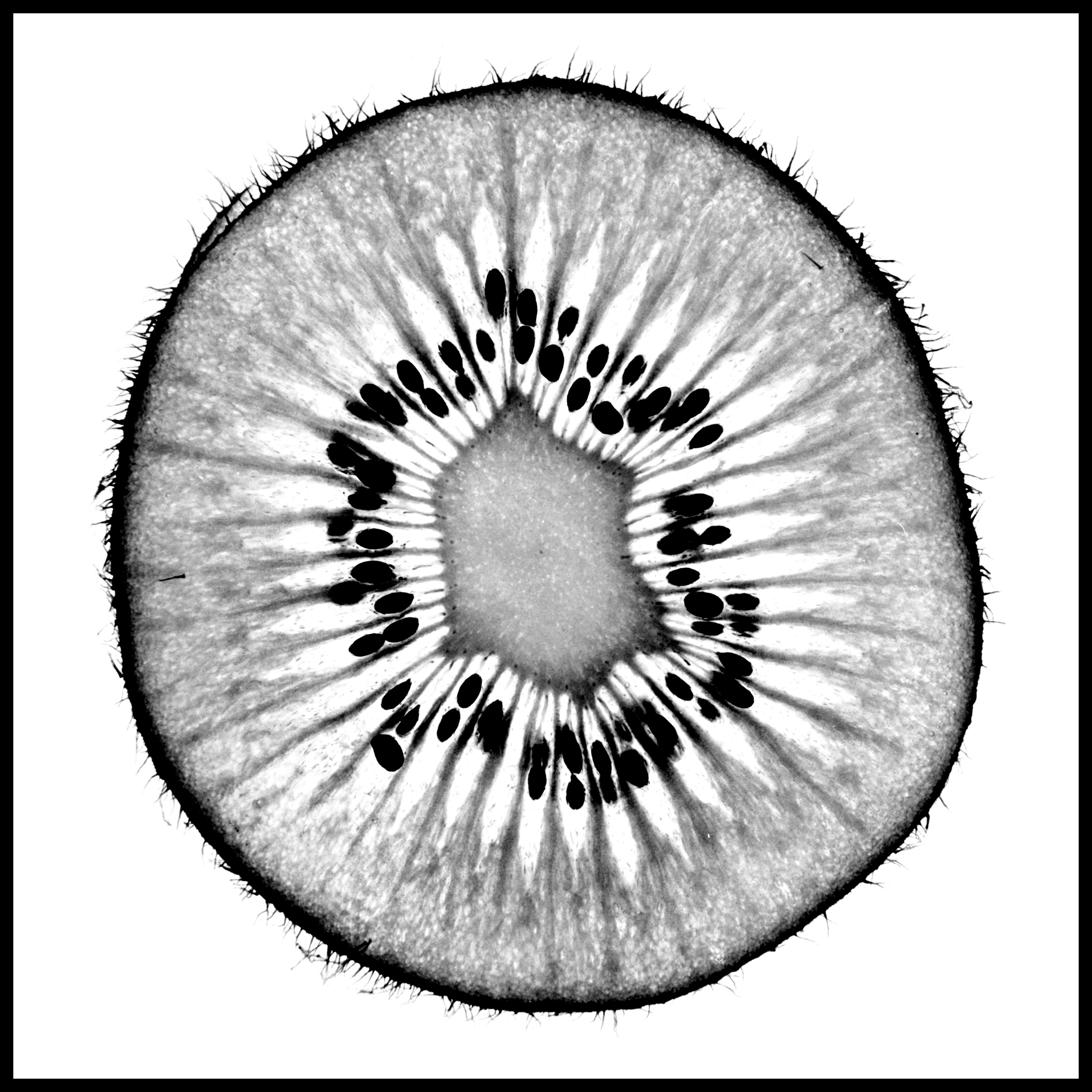
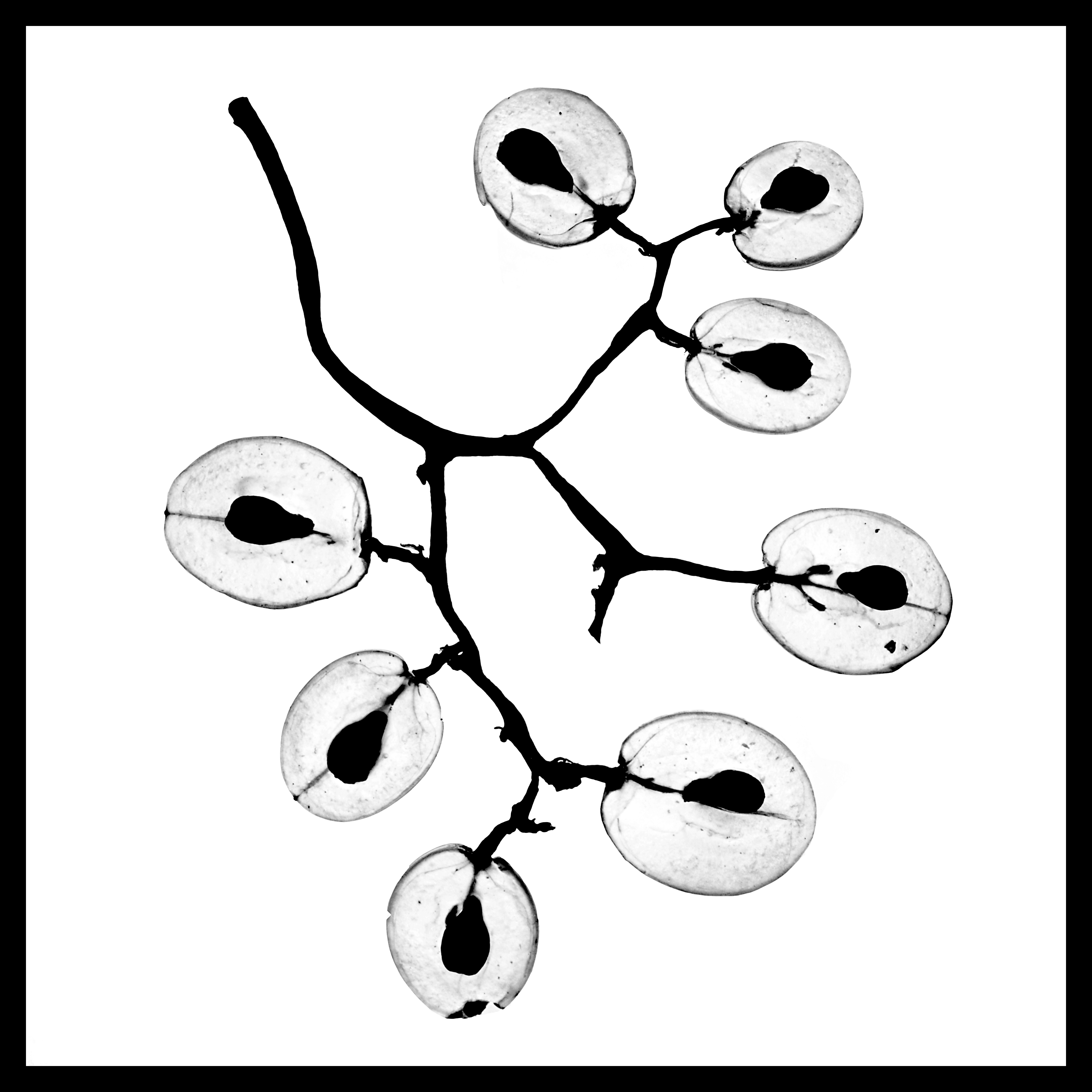
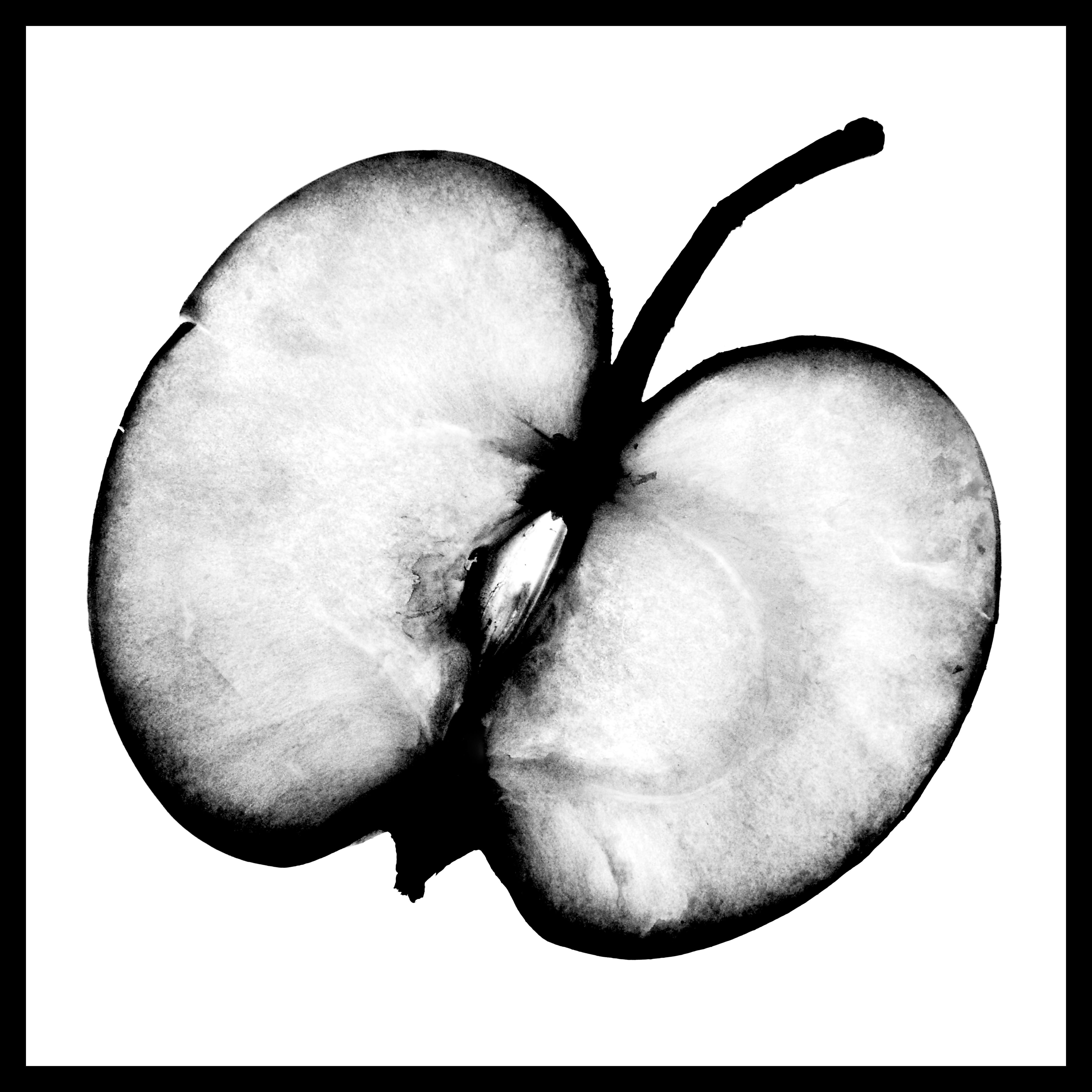
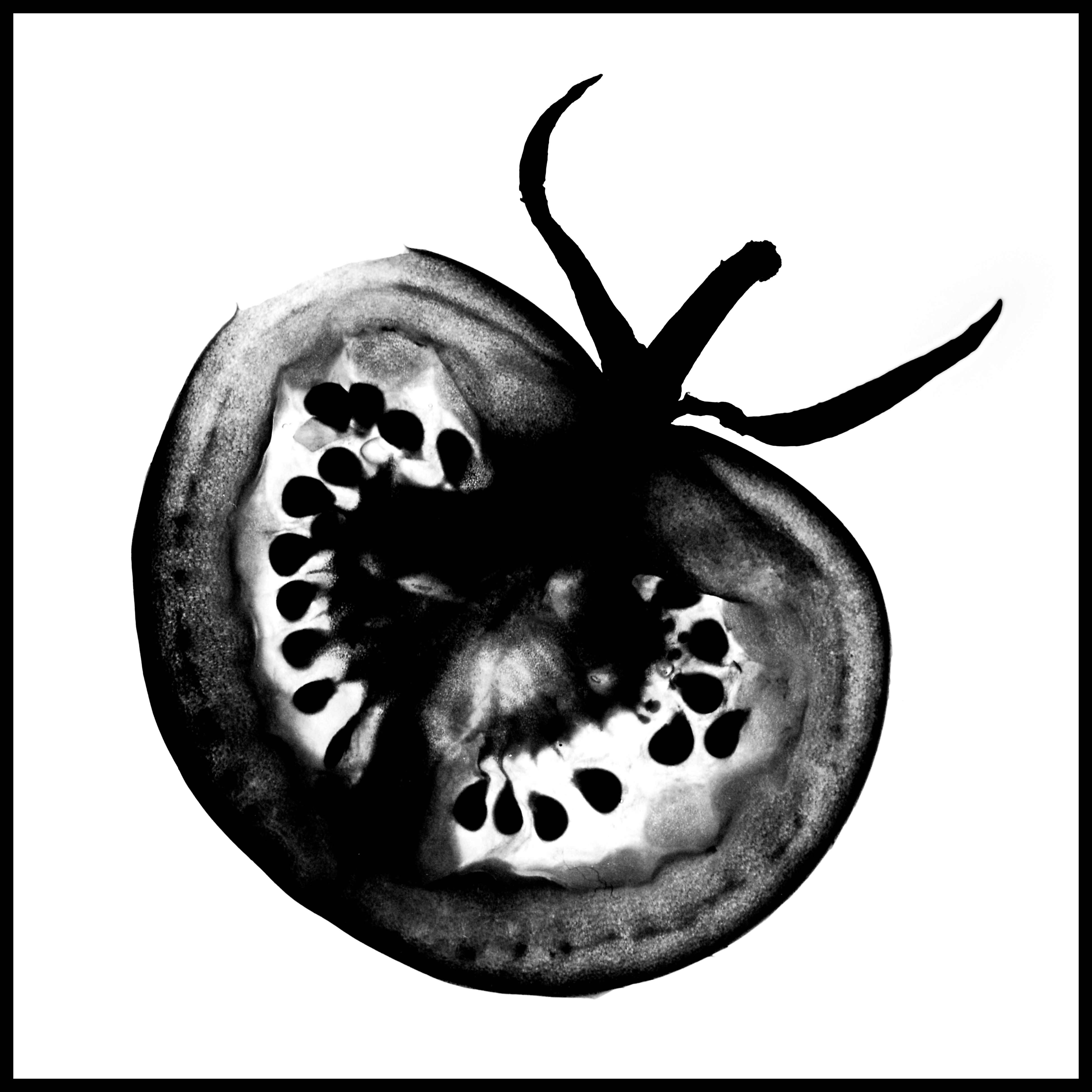
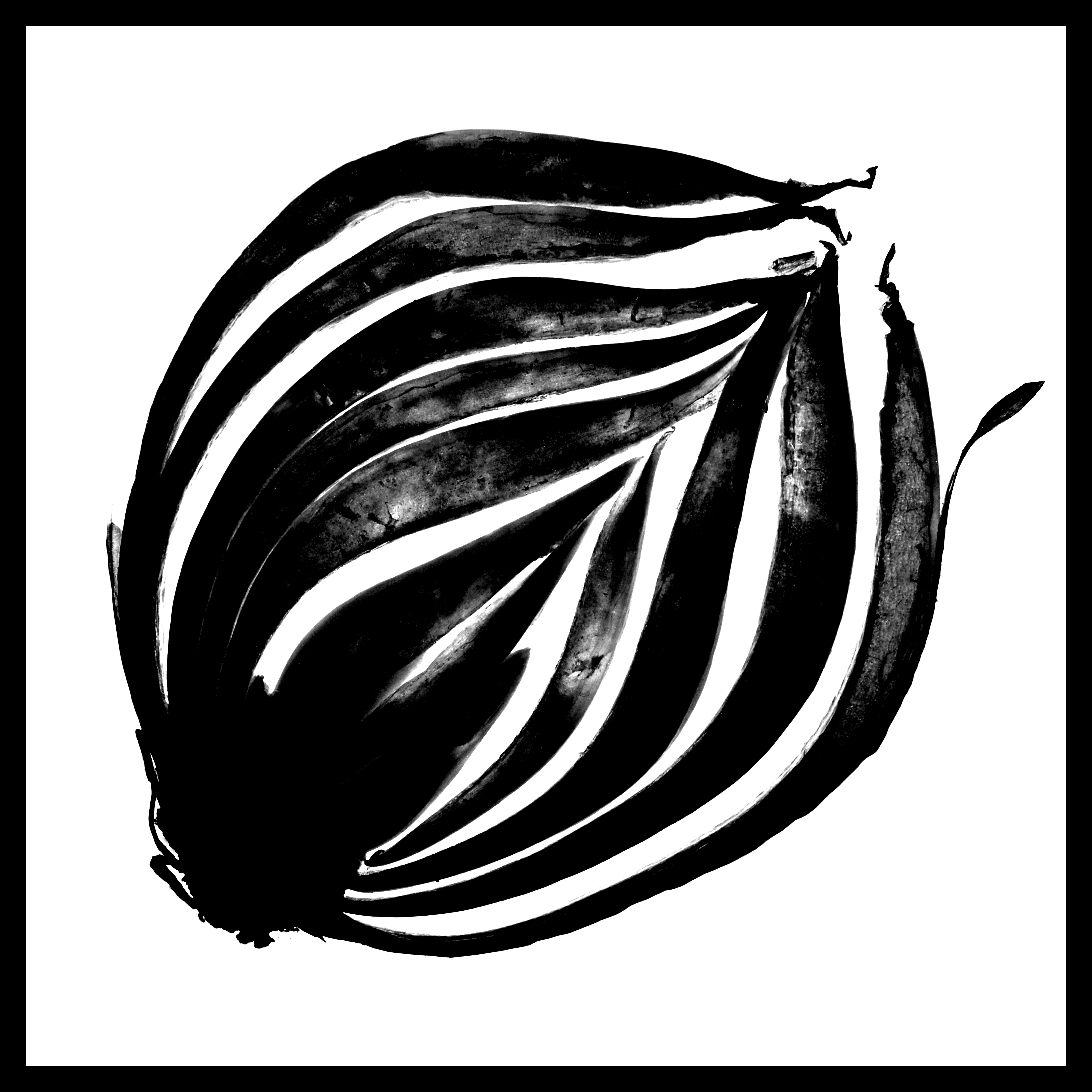
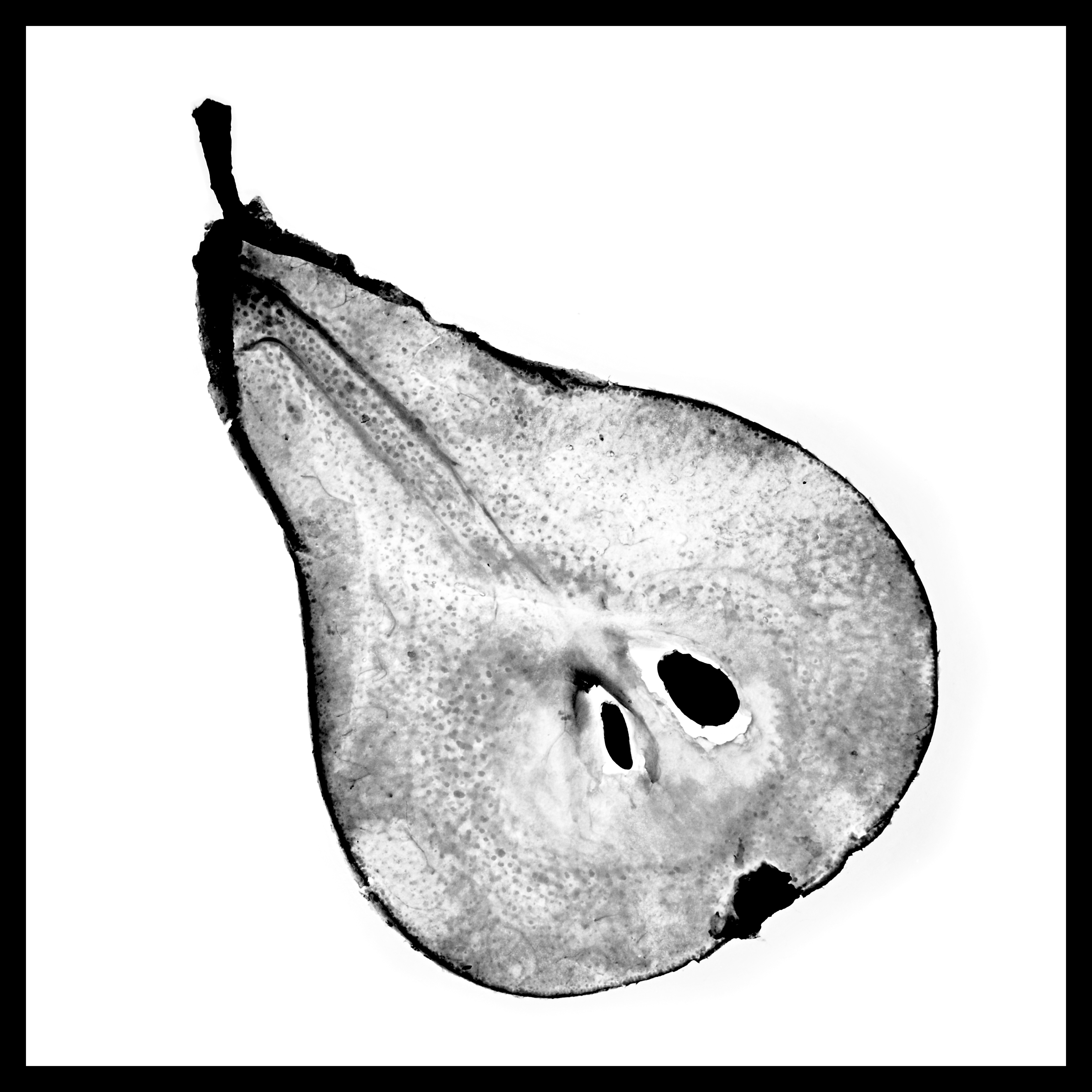
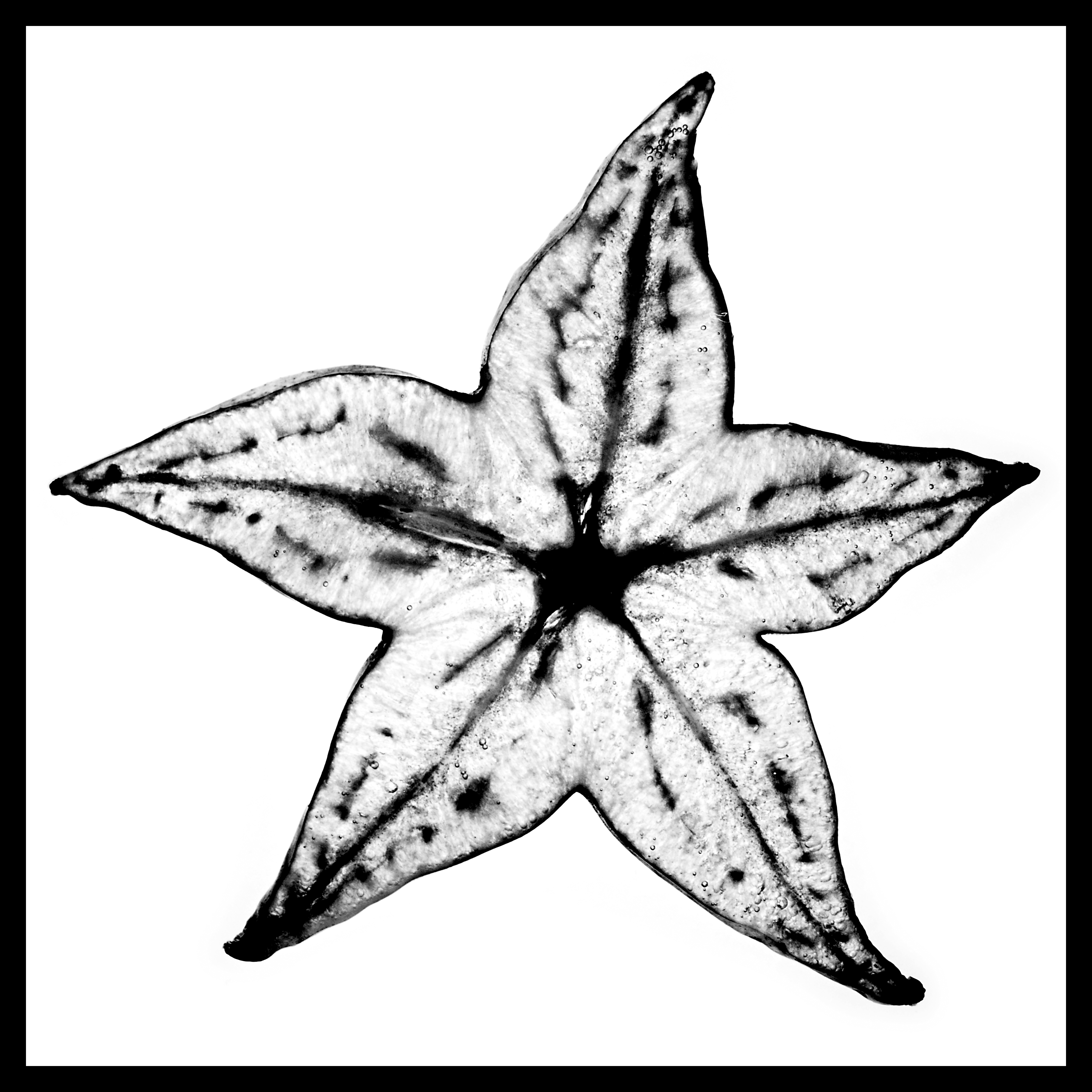

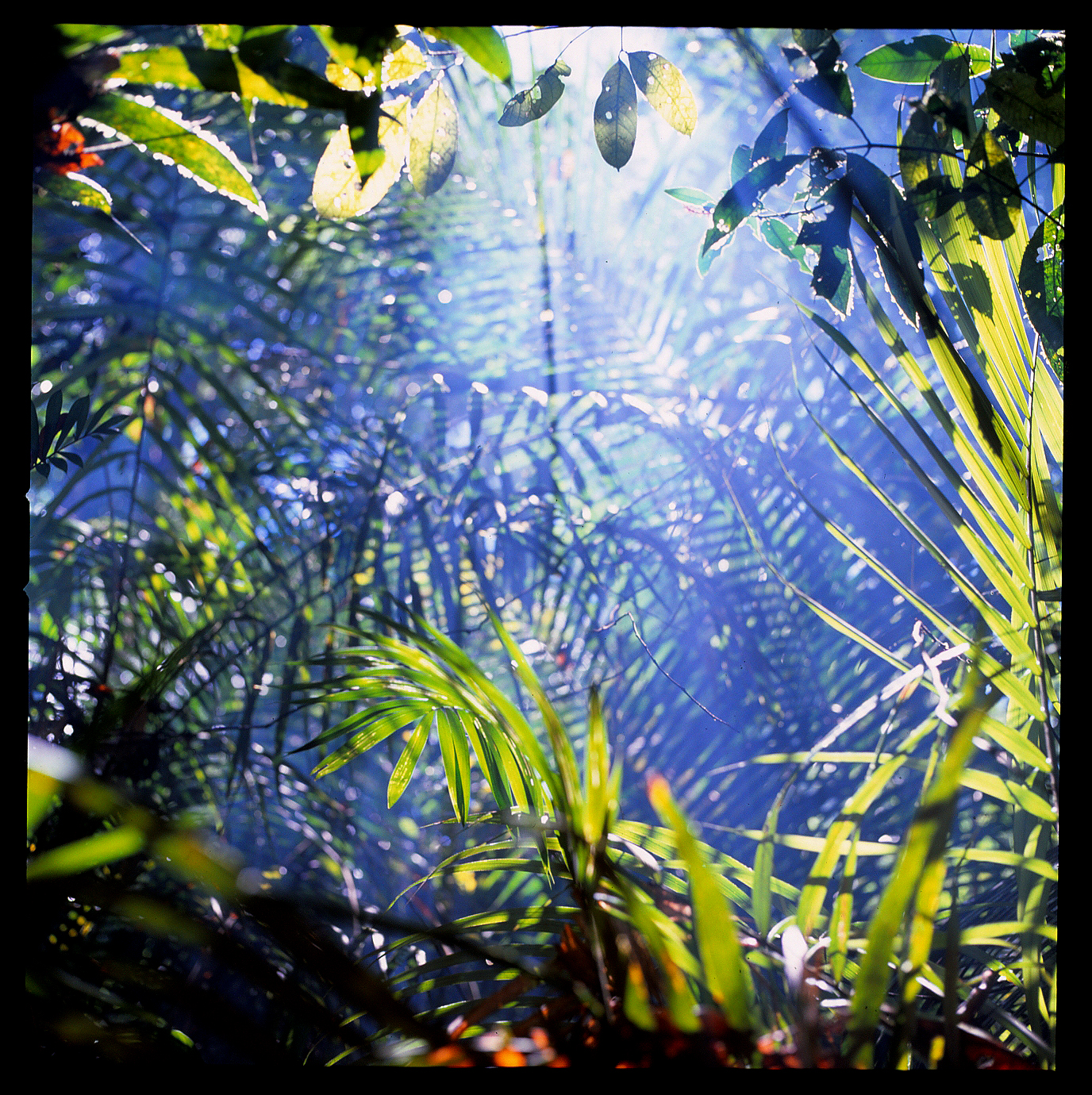
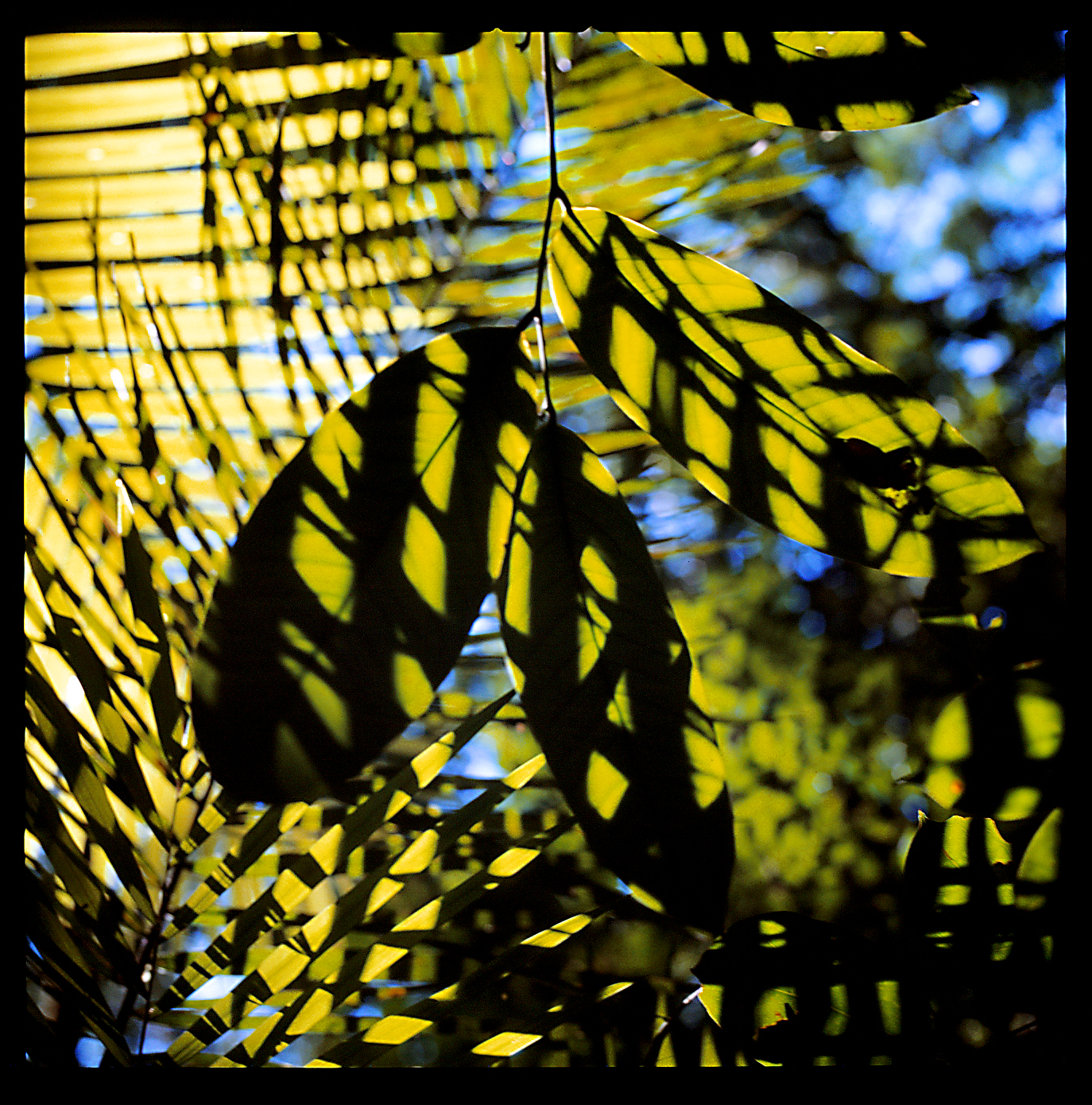
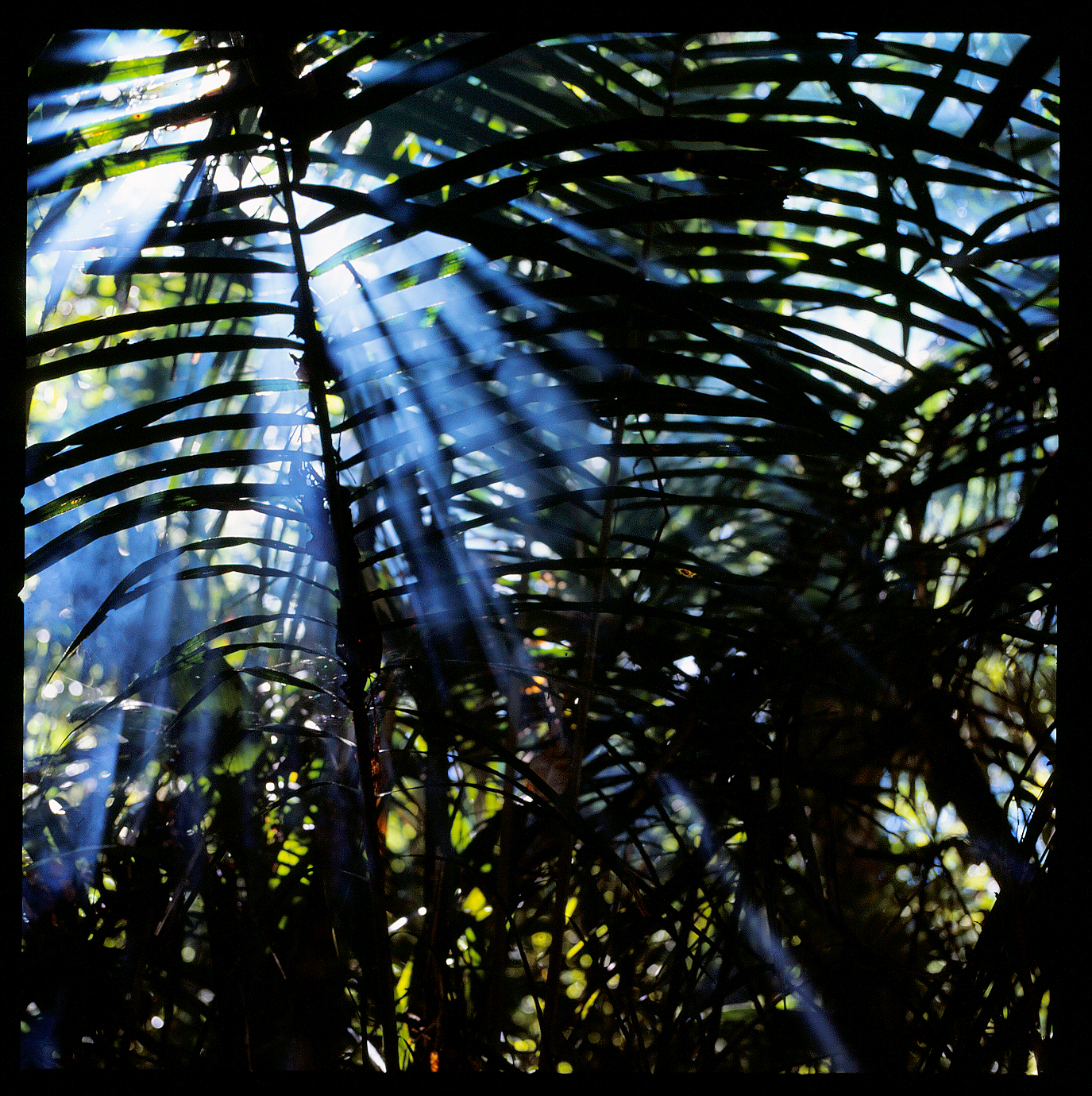
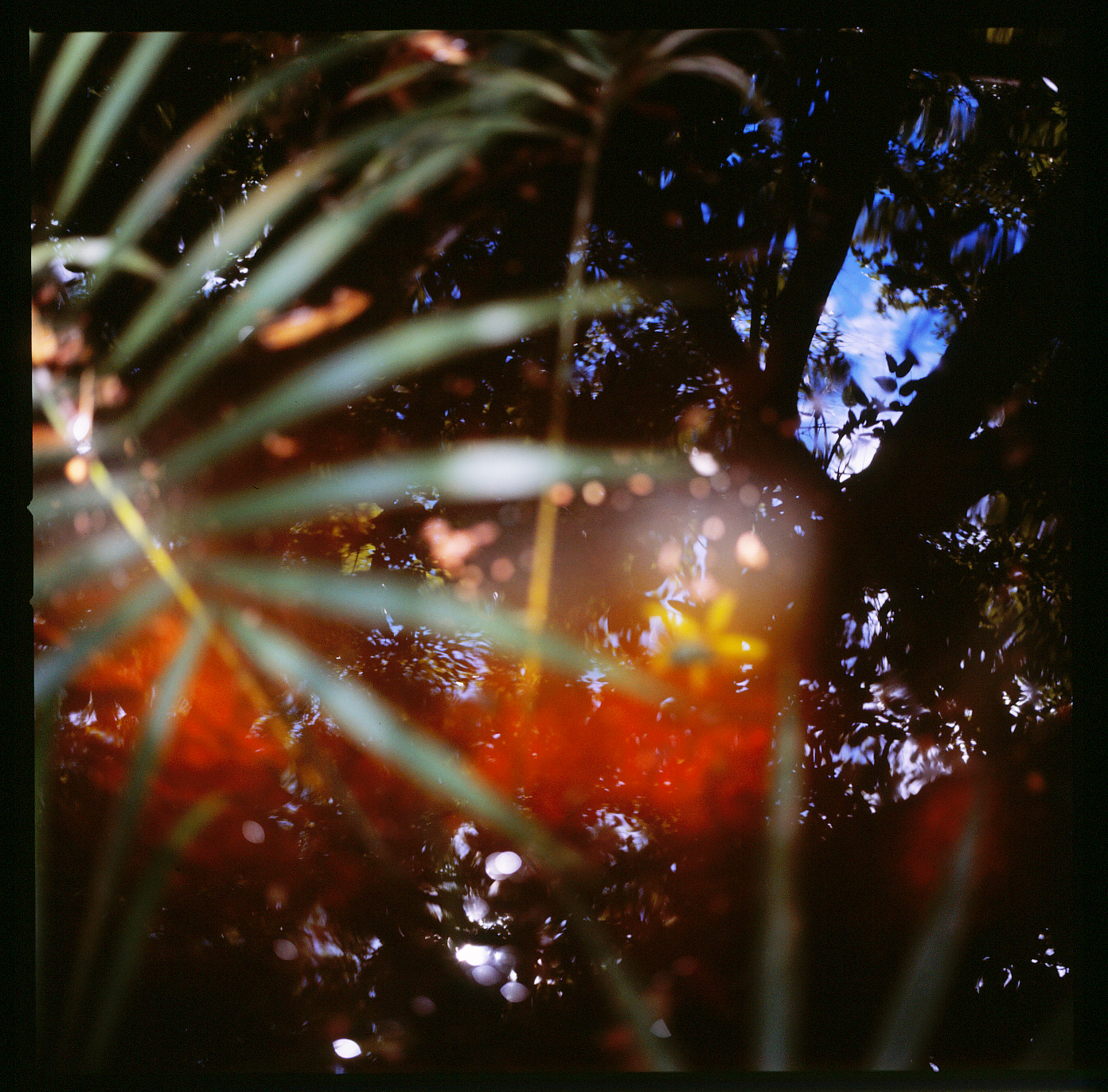
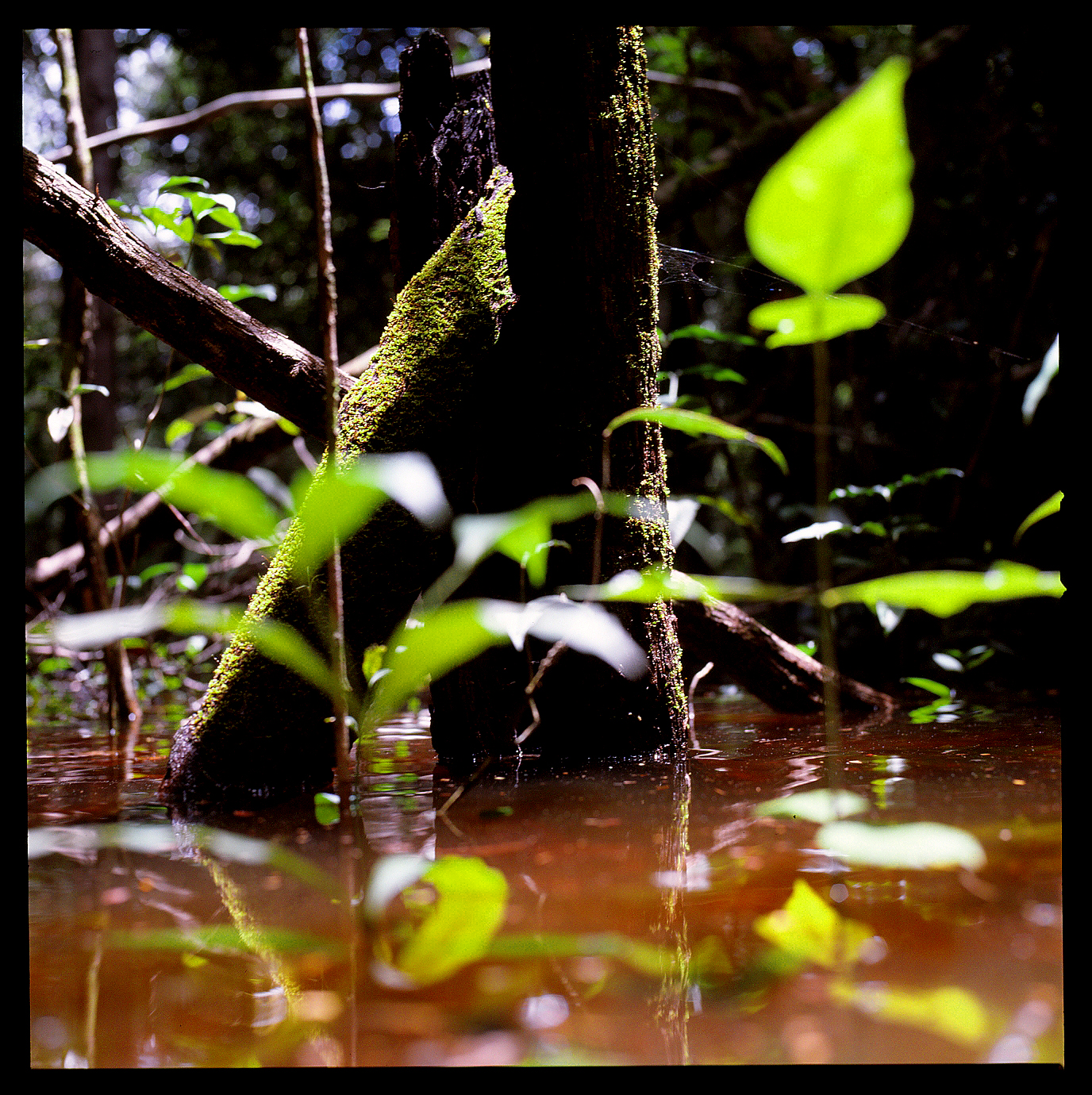
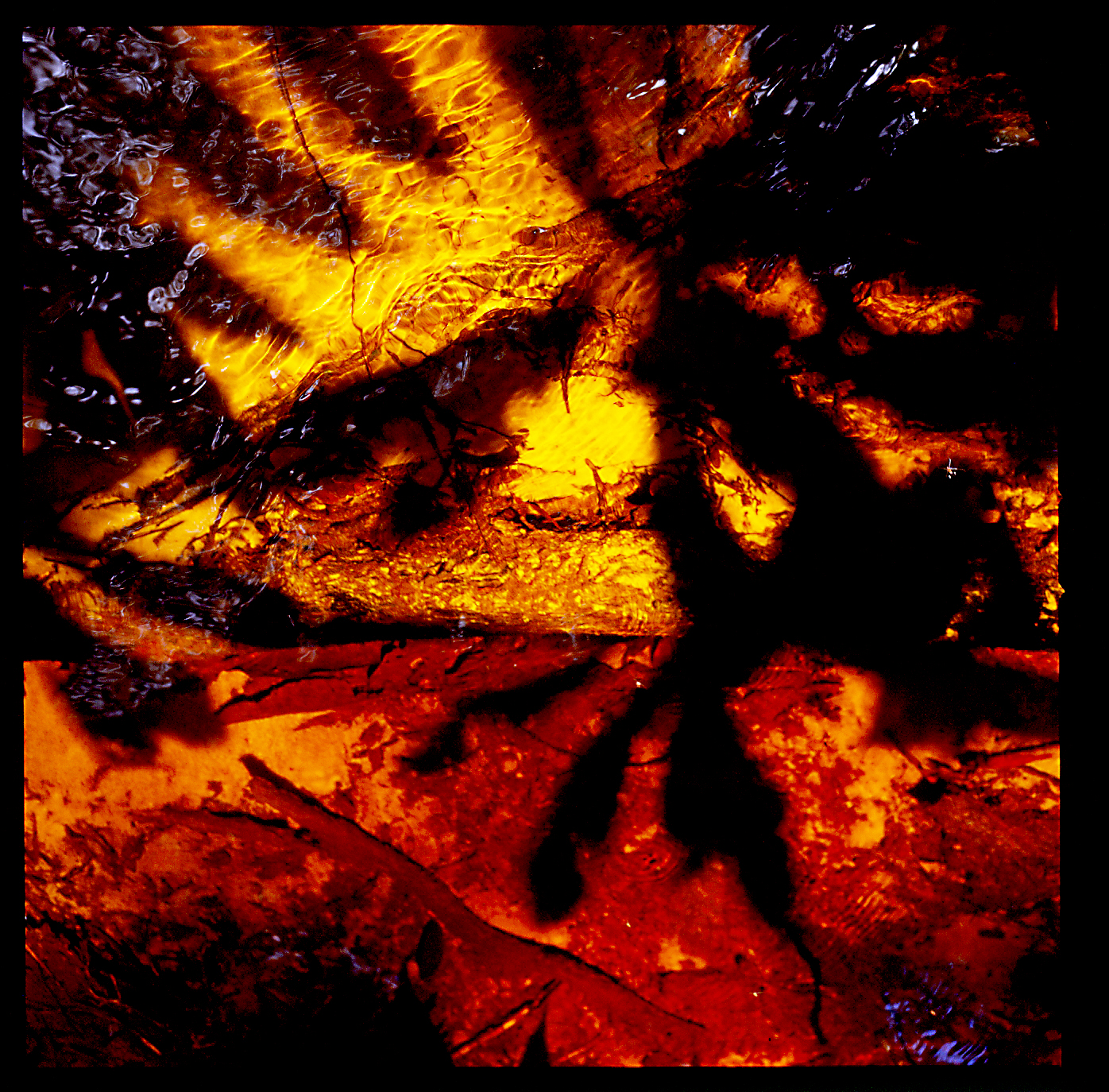
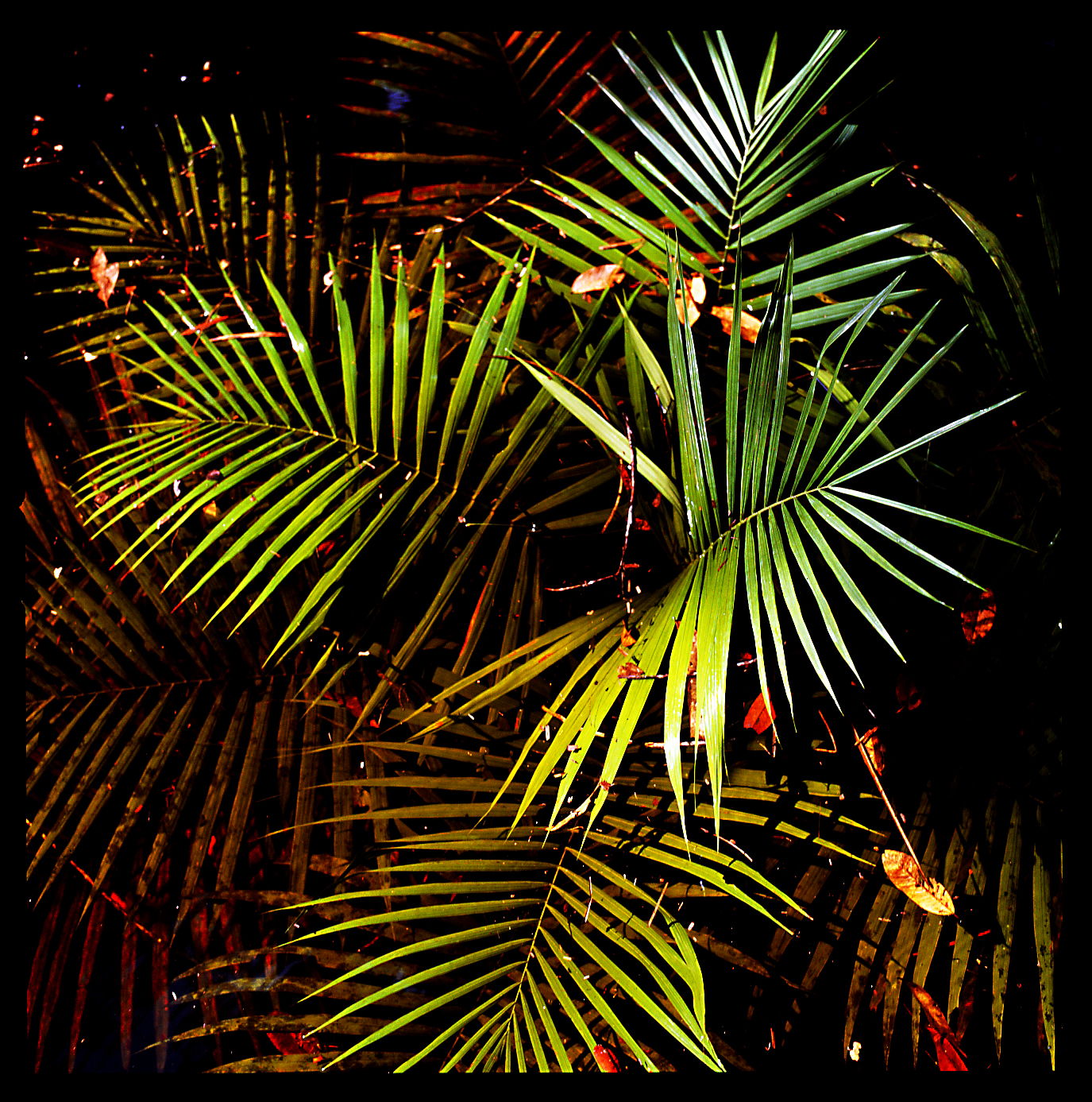
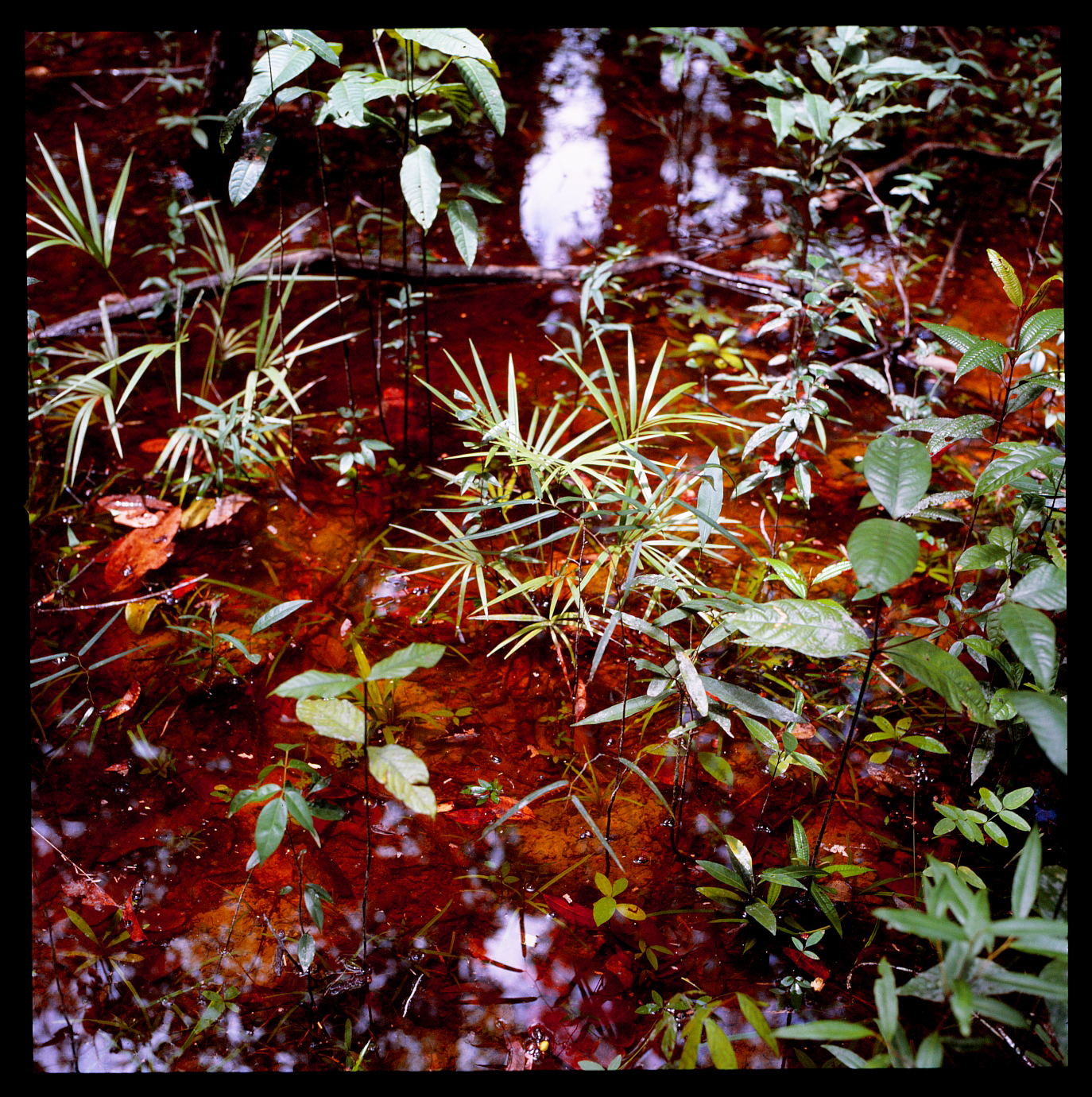

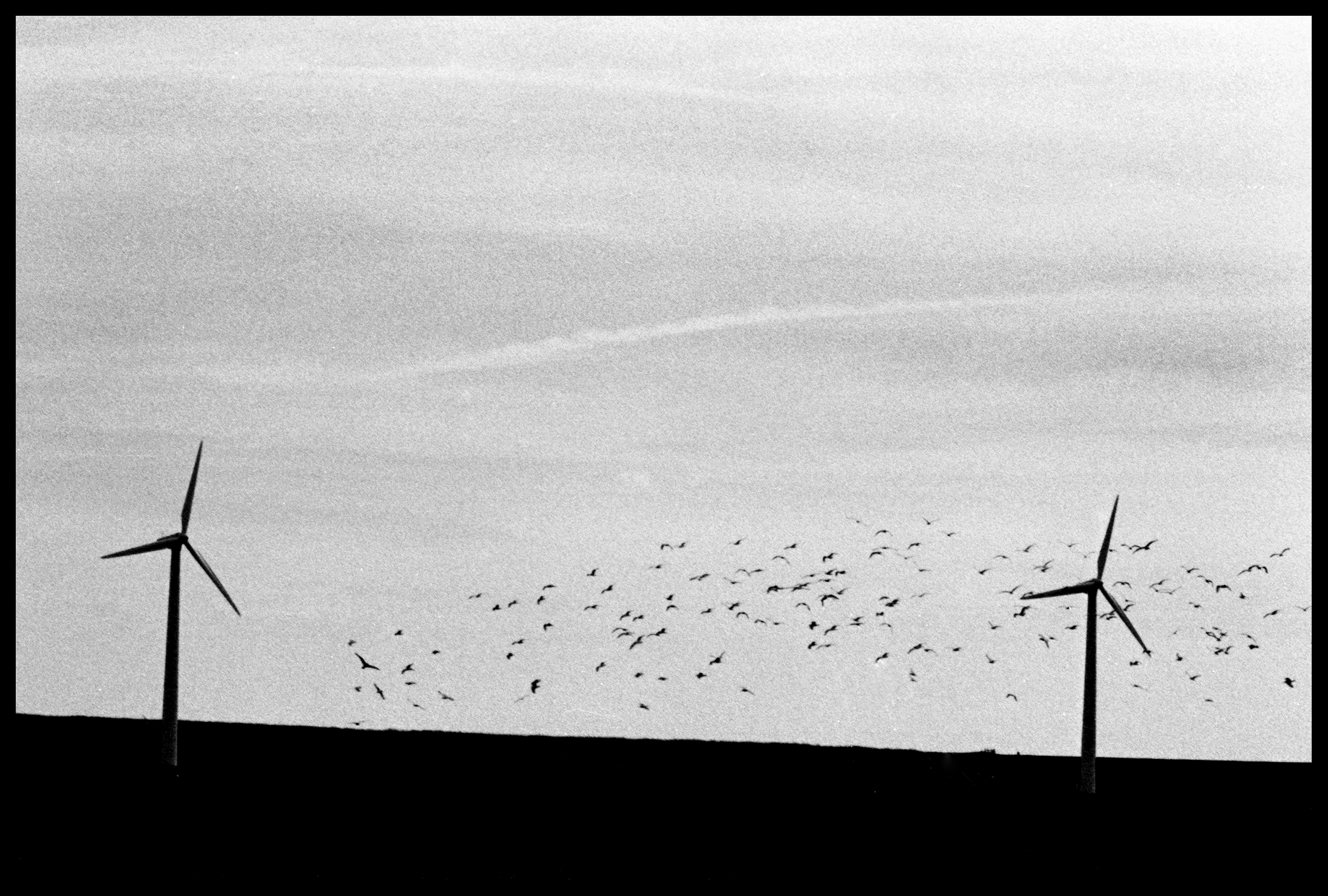
Holandsko 1998
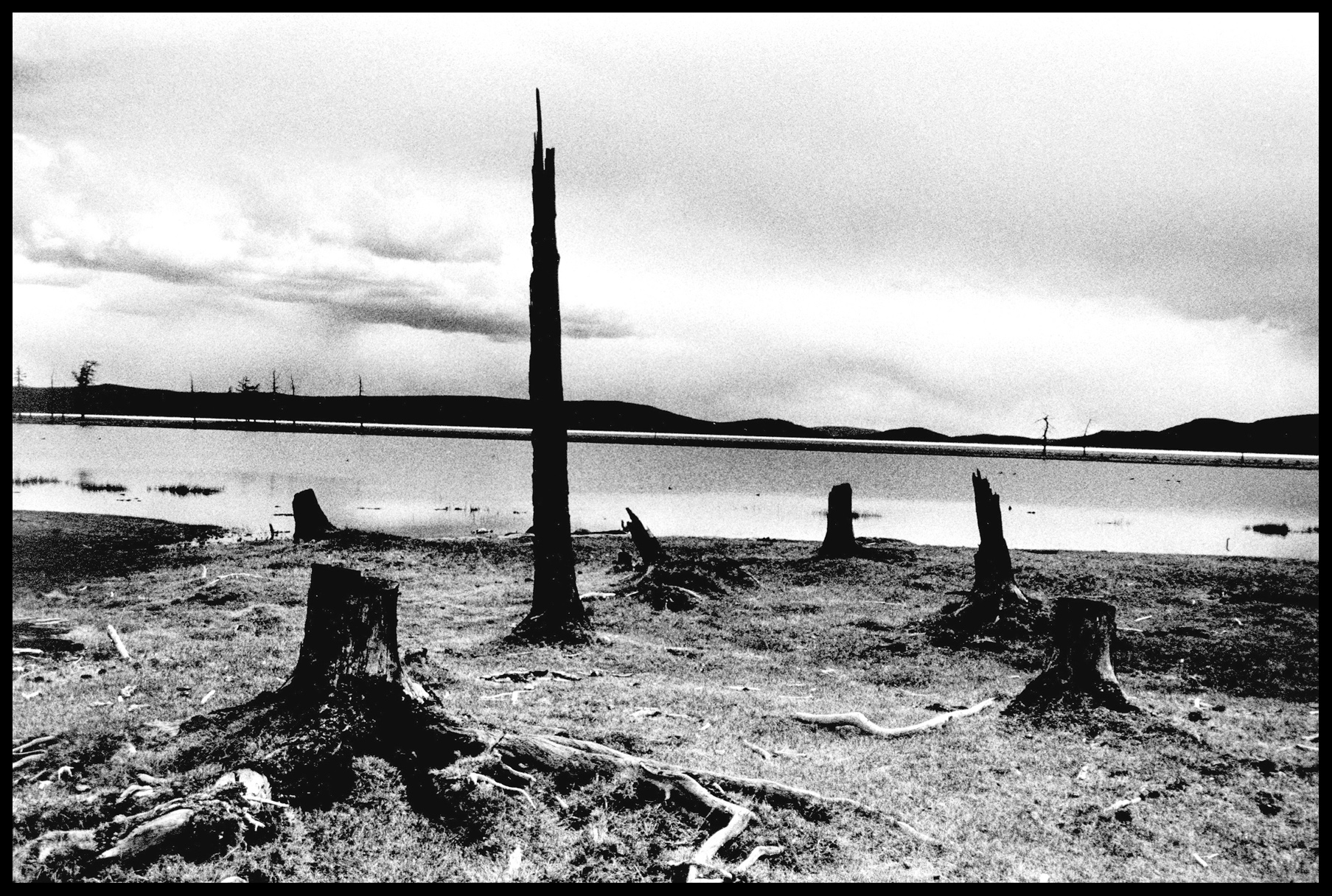
Mongolsko 2004
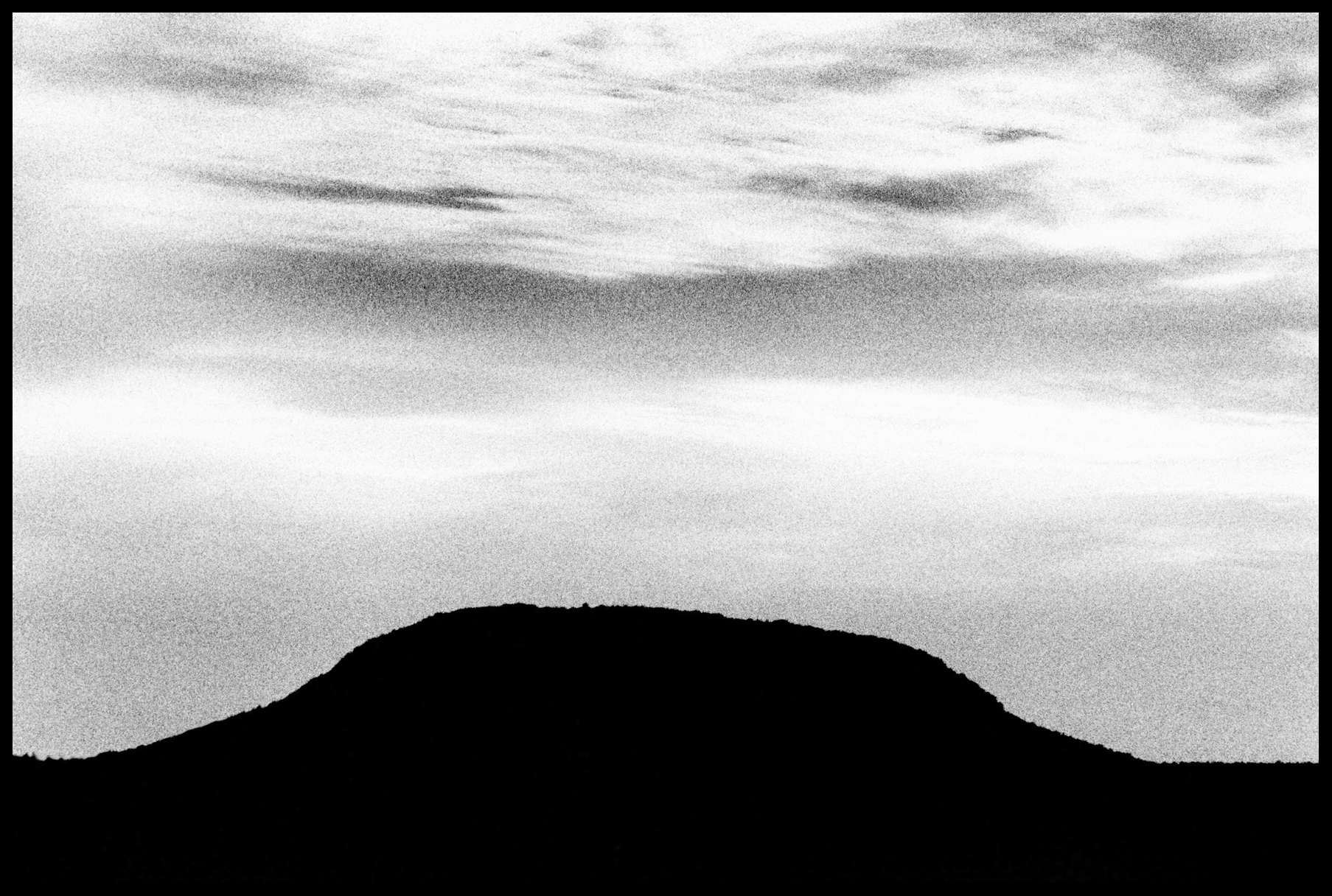
Česko 1998
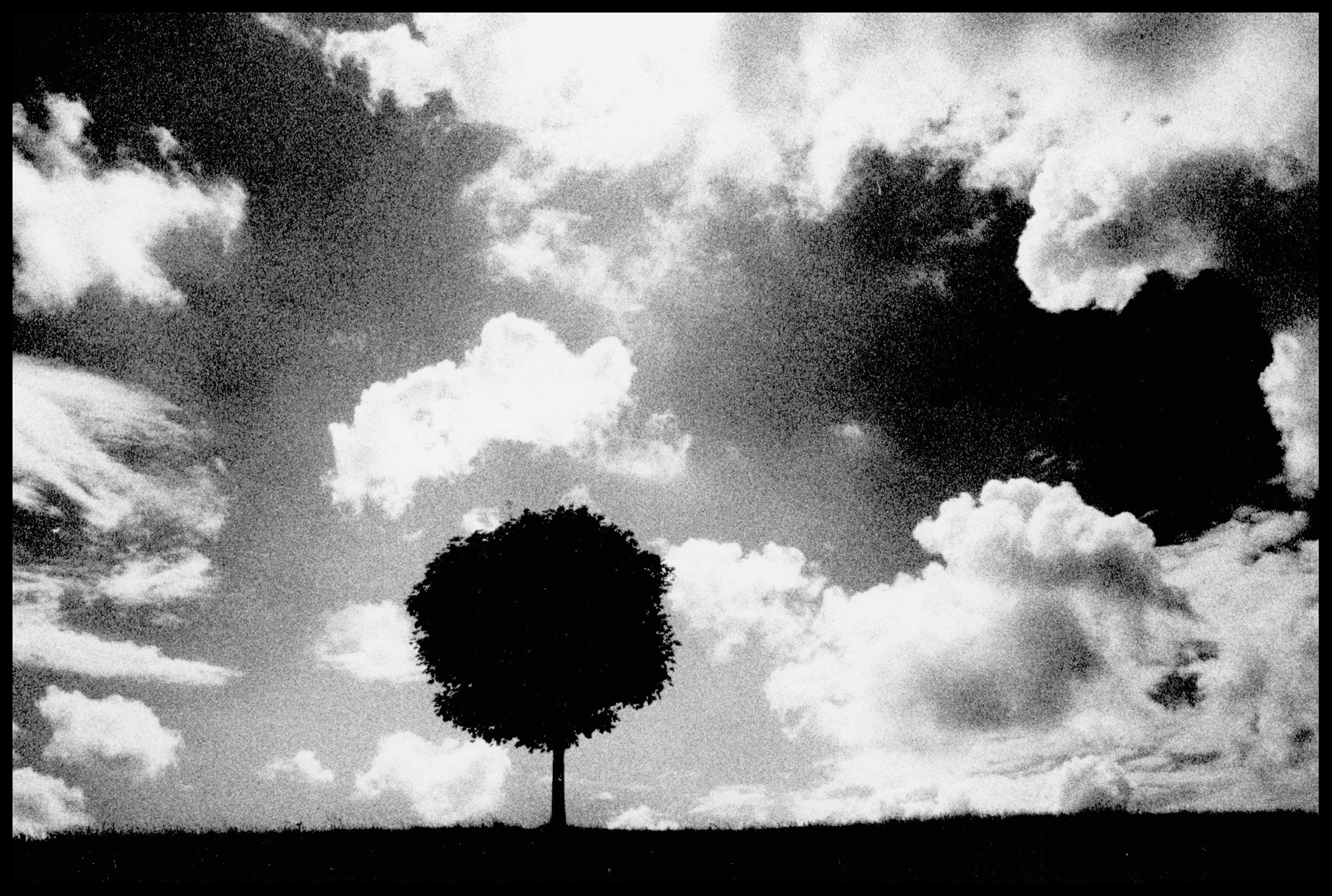
Rakousko 1999

Hasselblad - krajina

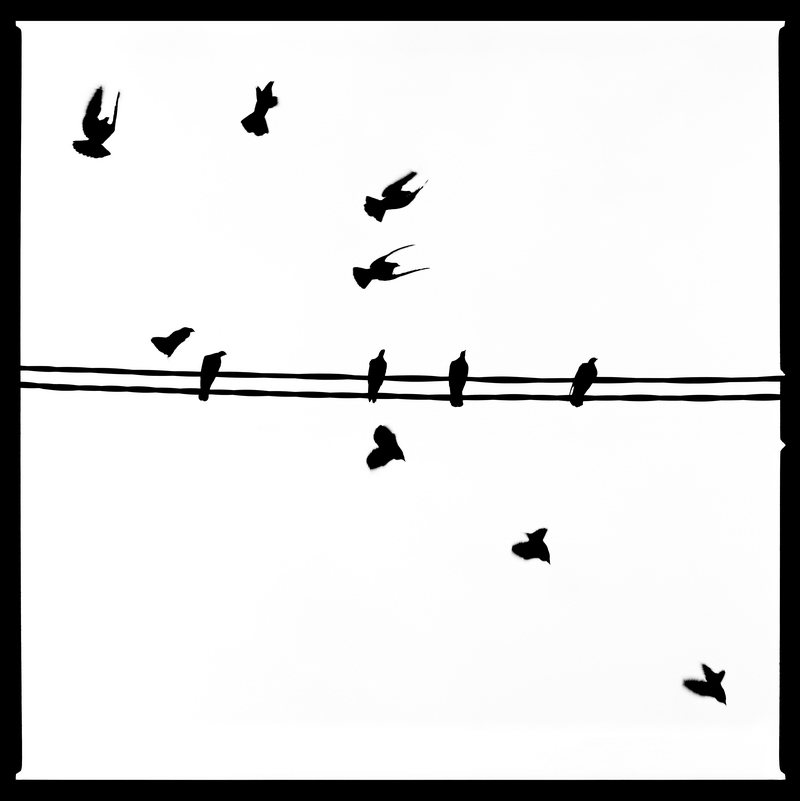
Varšava 2007
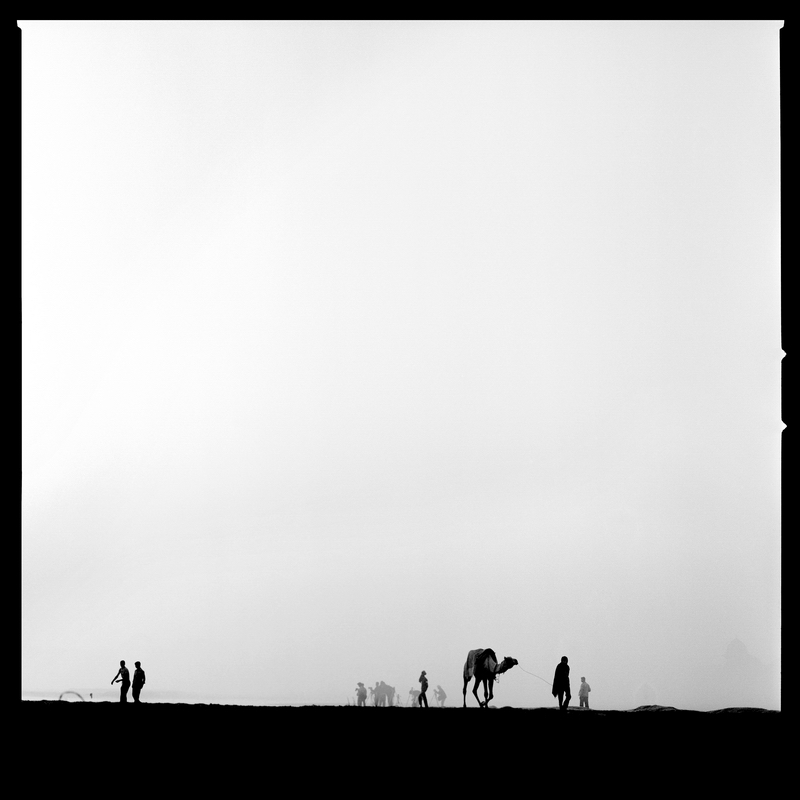
Agra 2008
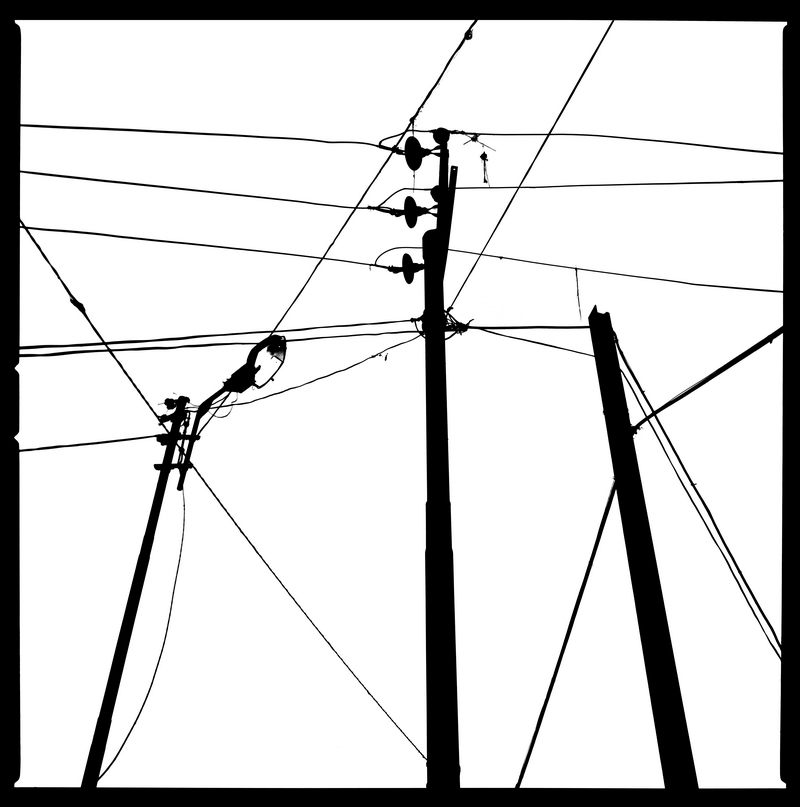
Varánasí 2007
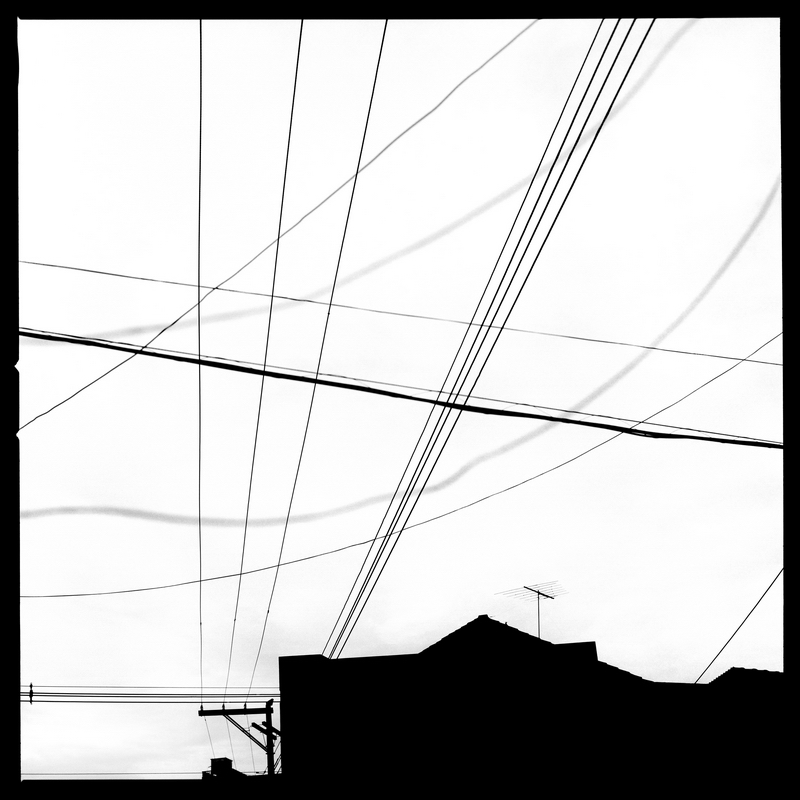
Manaus 2009
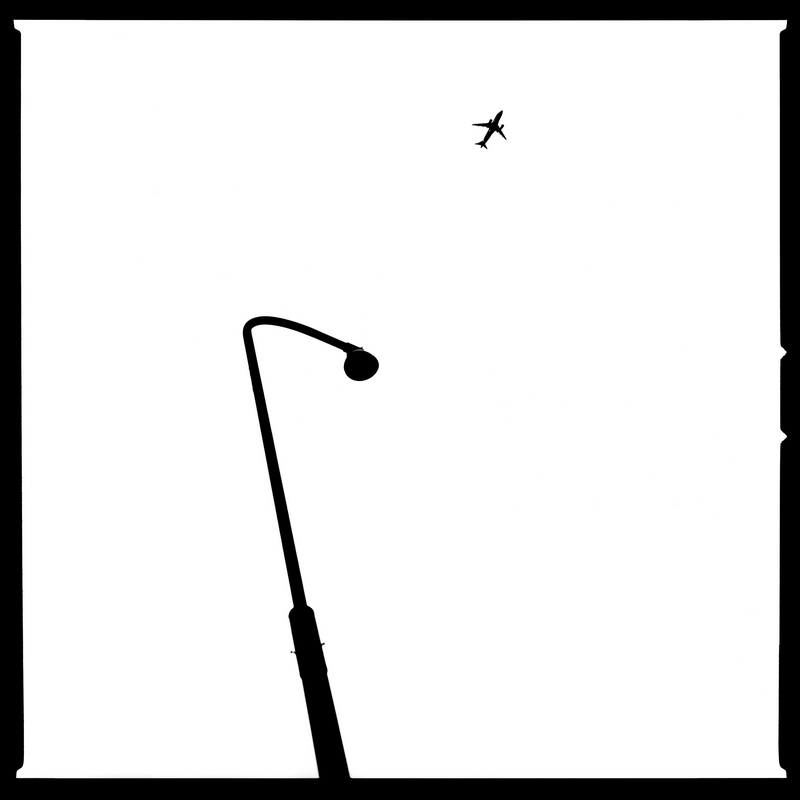
Praha 2007
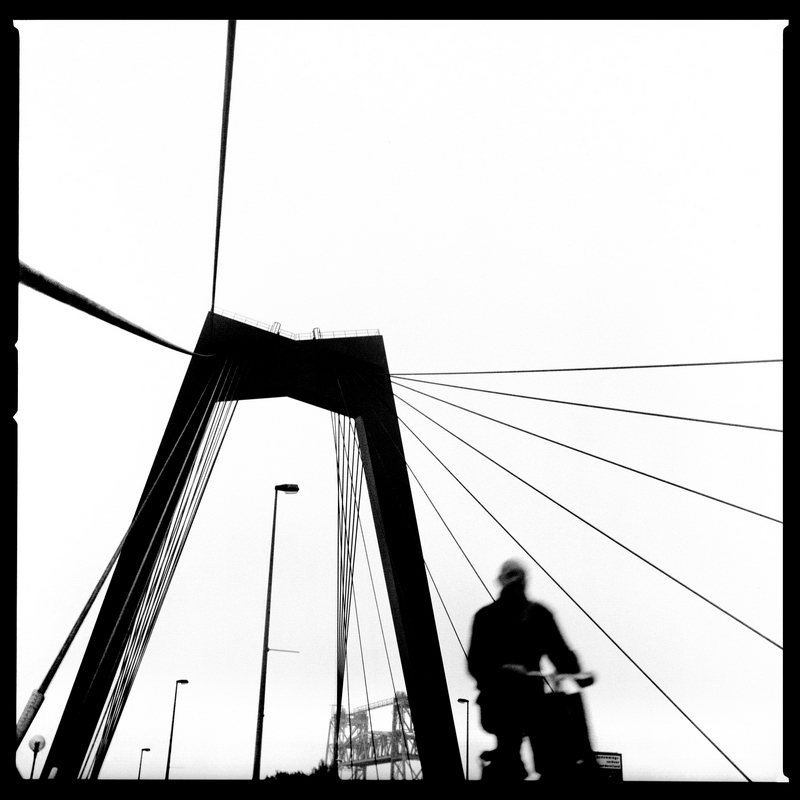
Rotterdam 2009
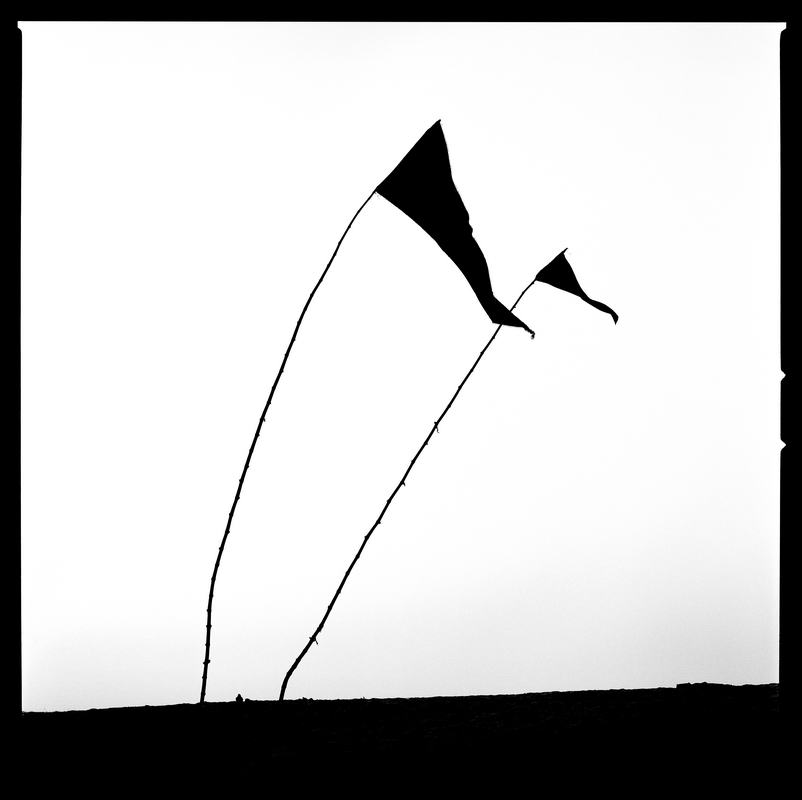
Varánasí 2007
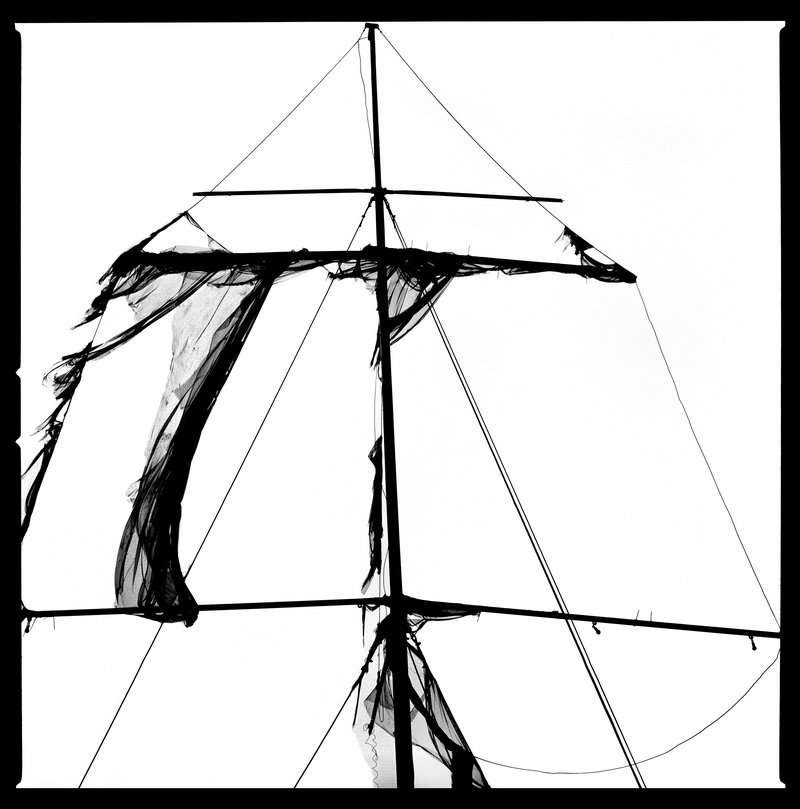
Varšava 2007

Noblex - město

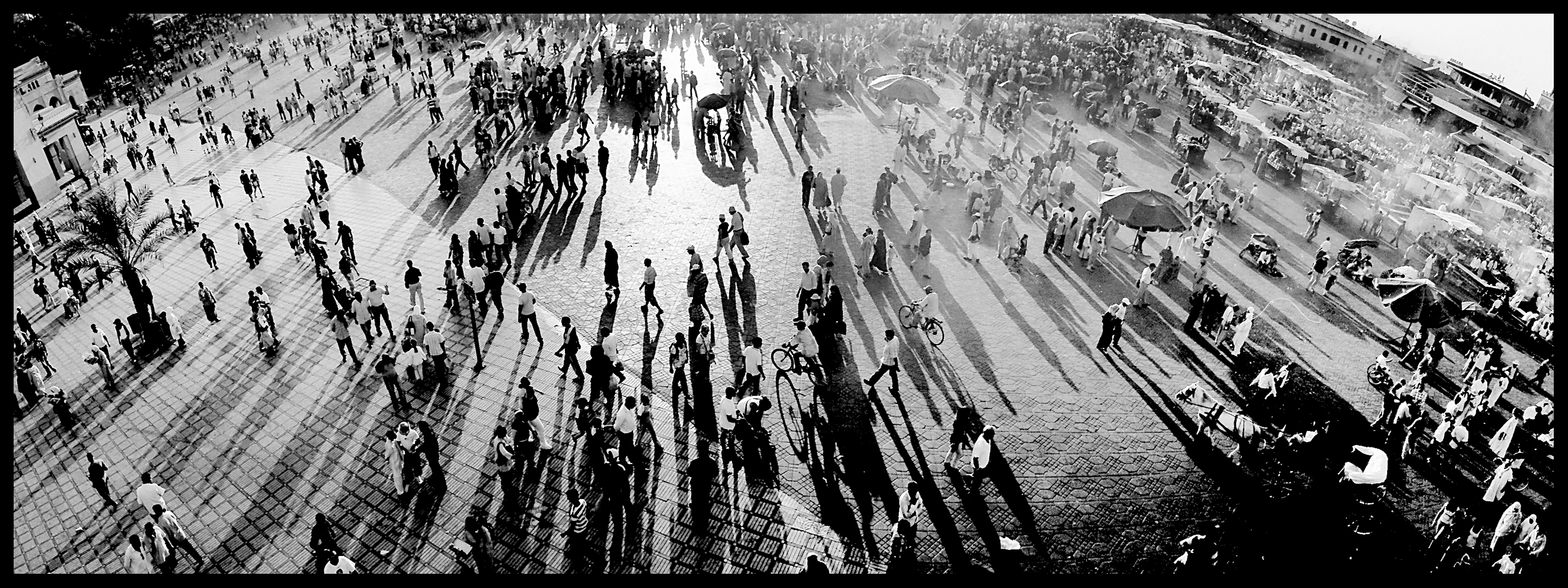
Marakeš 2007
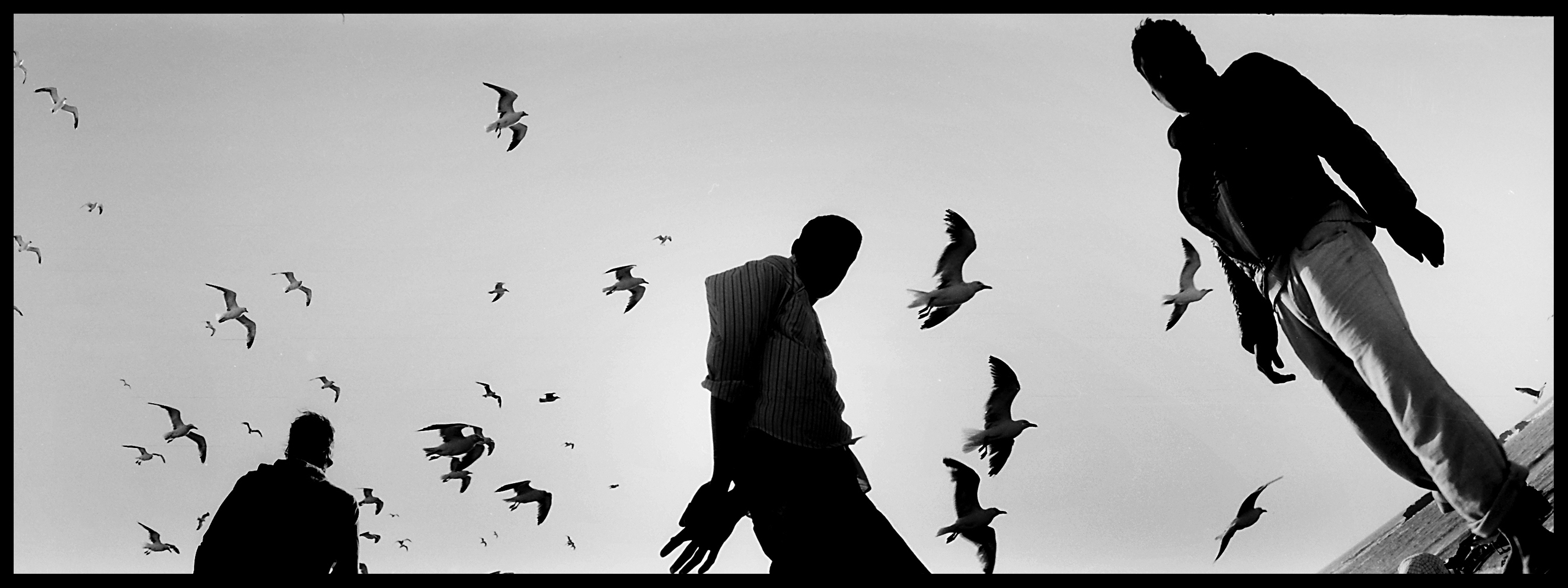
Essaouíra 2007
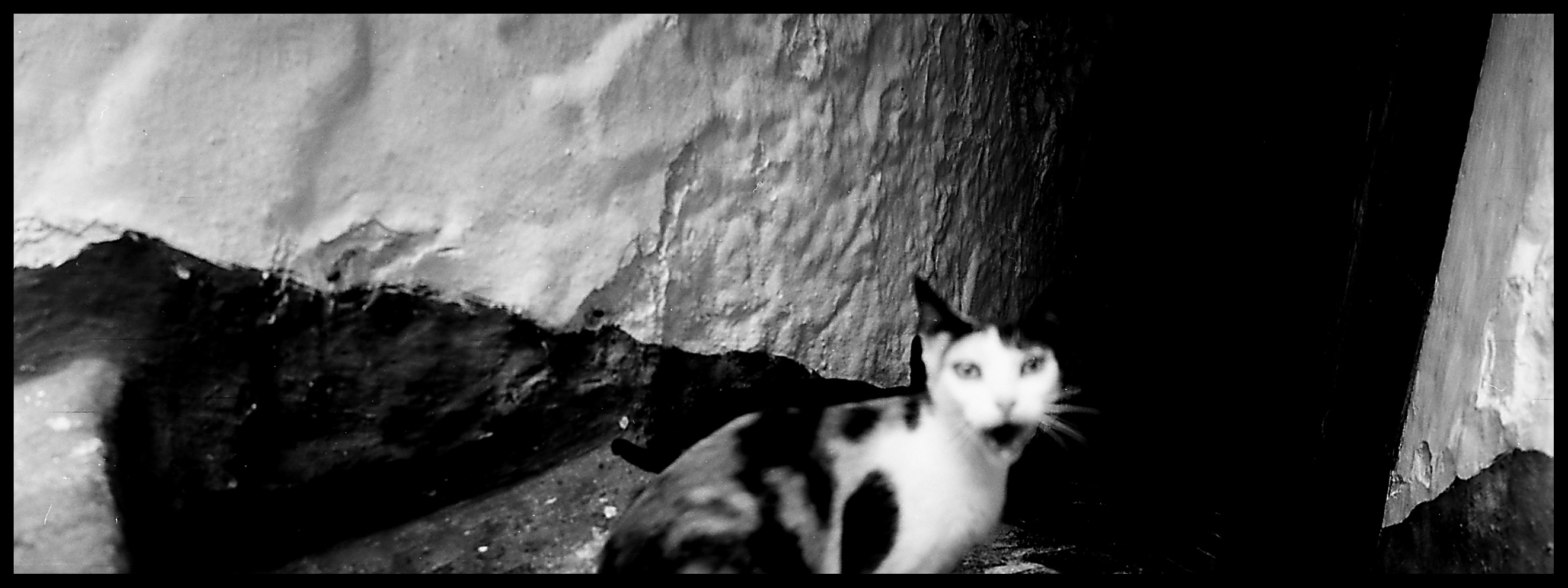
Fes 2007
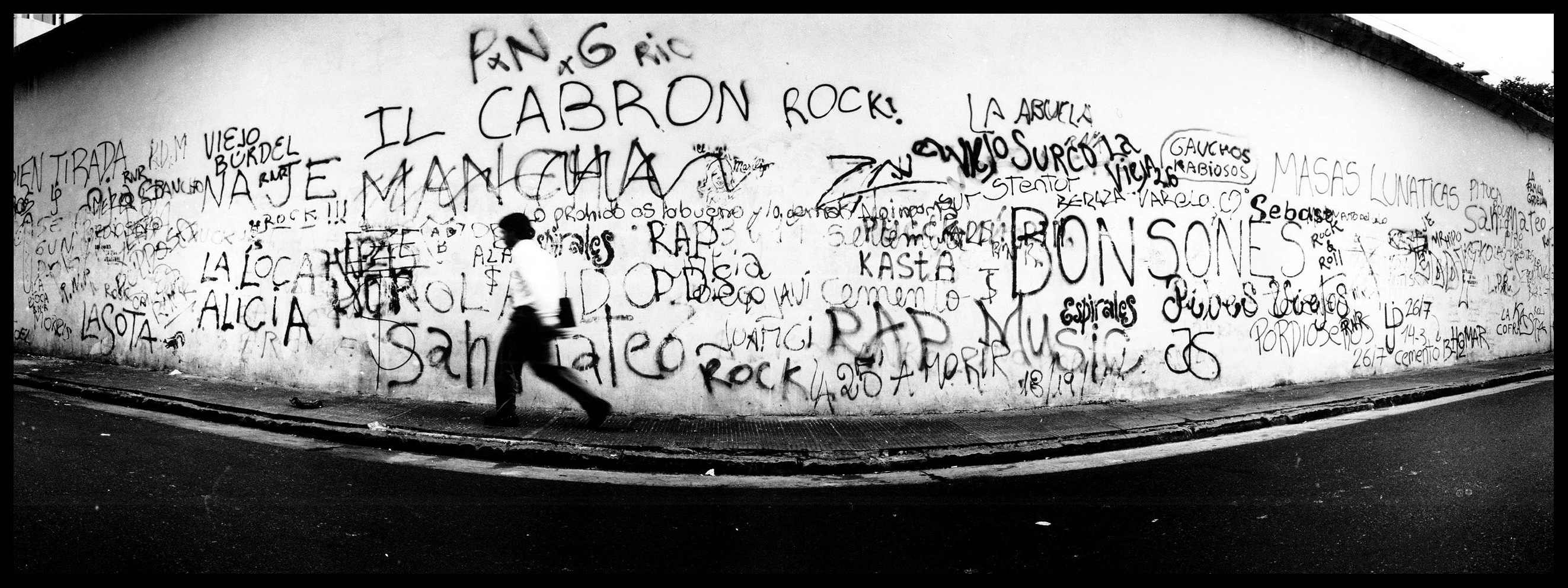
Buenos Aires 2005
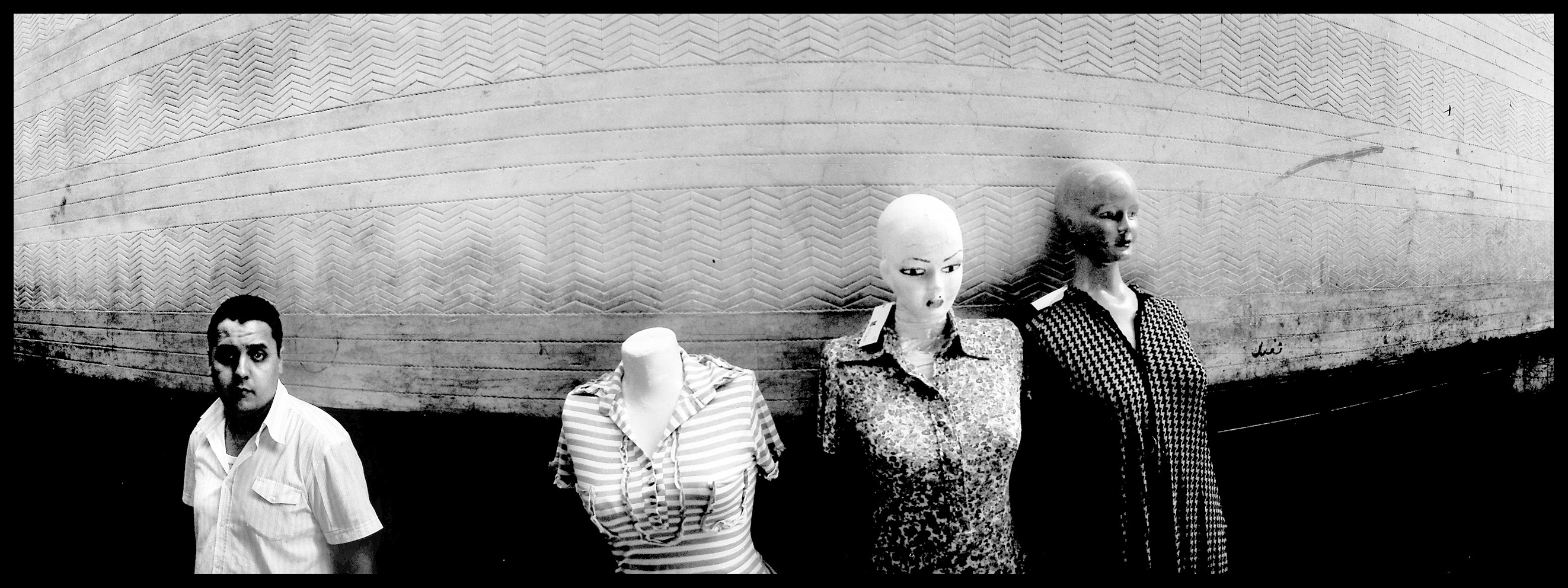
Fez 2007
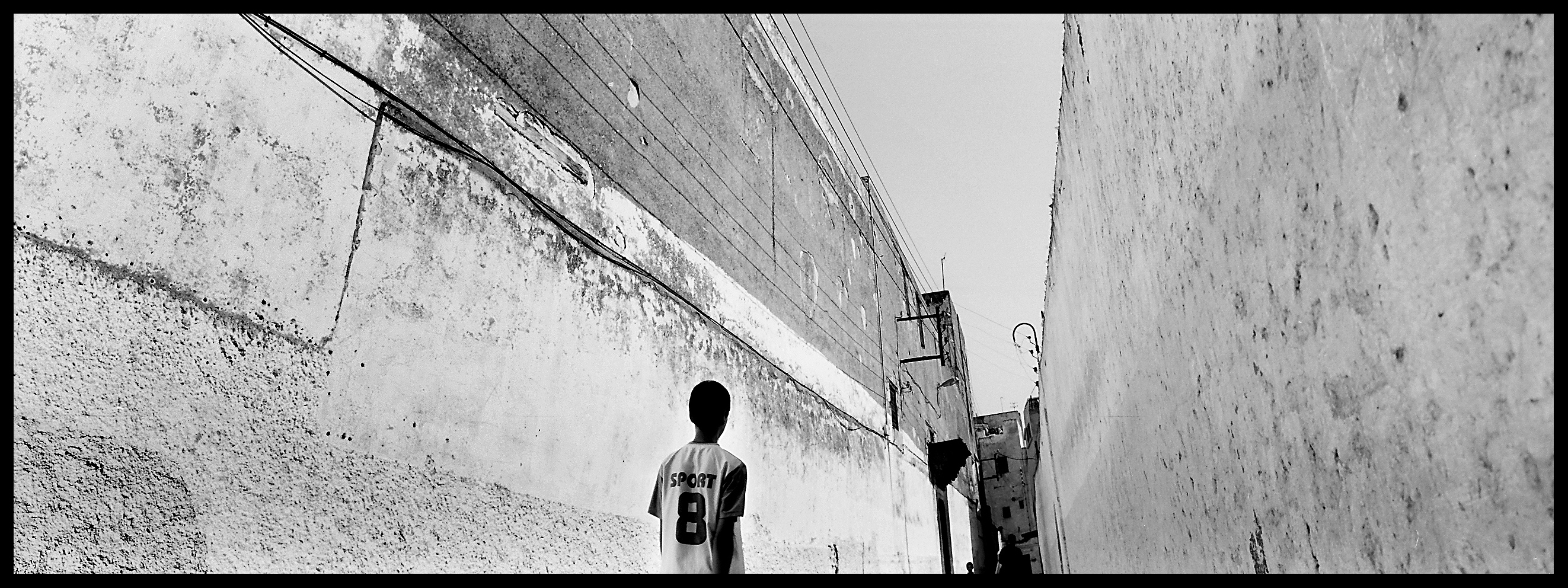
Fez 2007
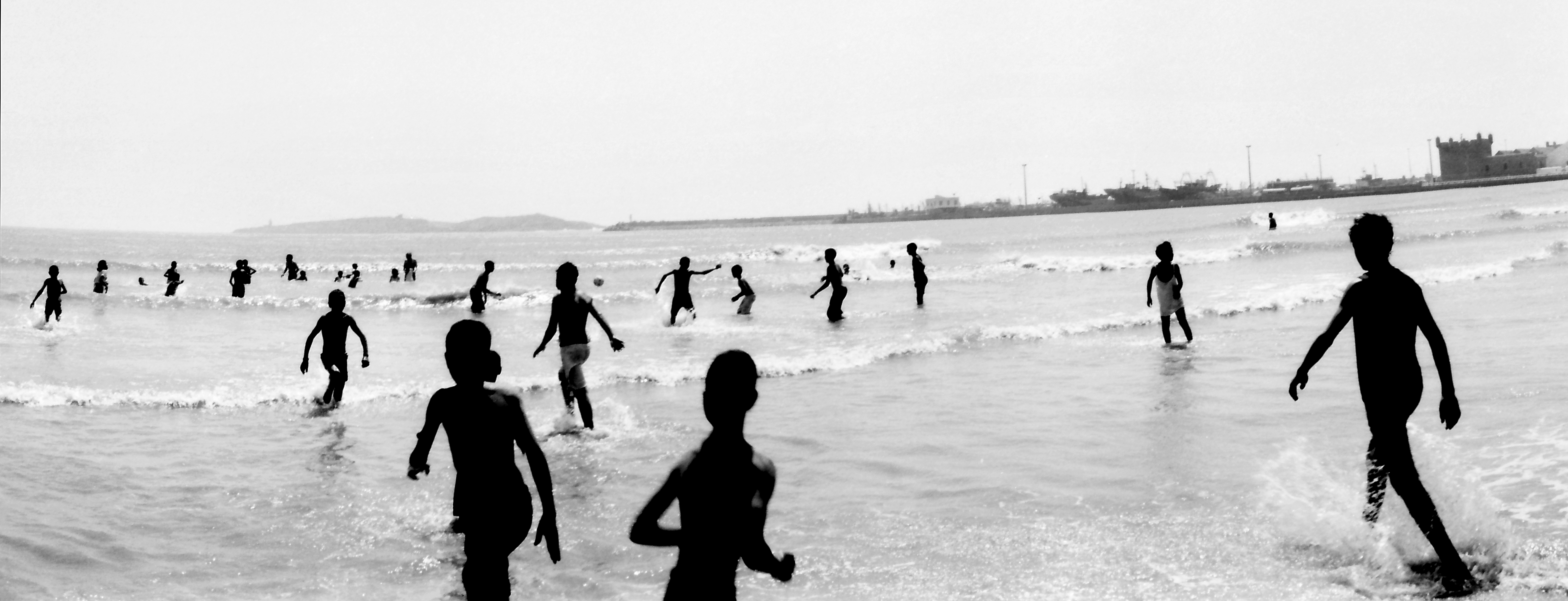
Essaouíra 2007
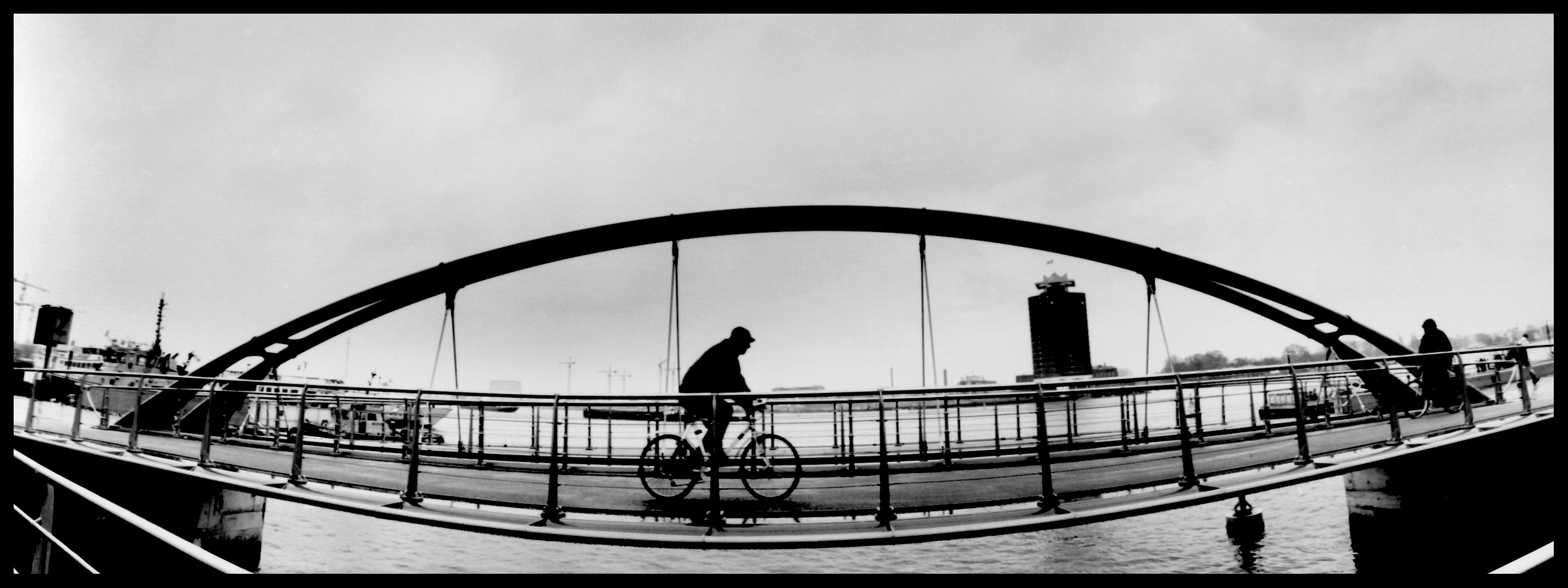
Amsterdam 2006
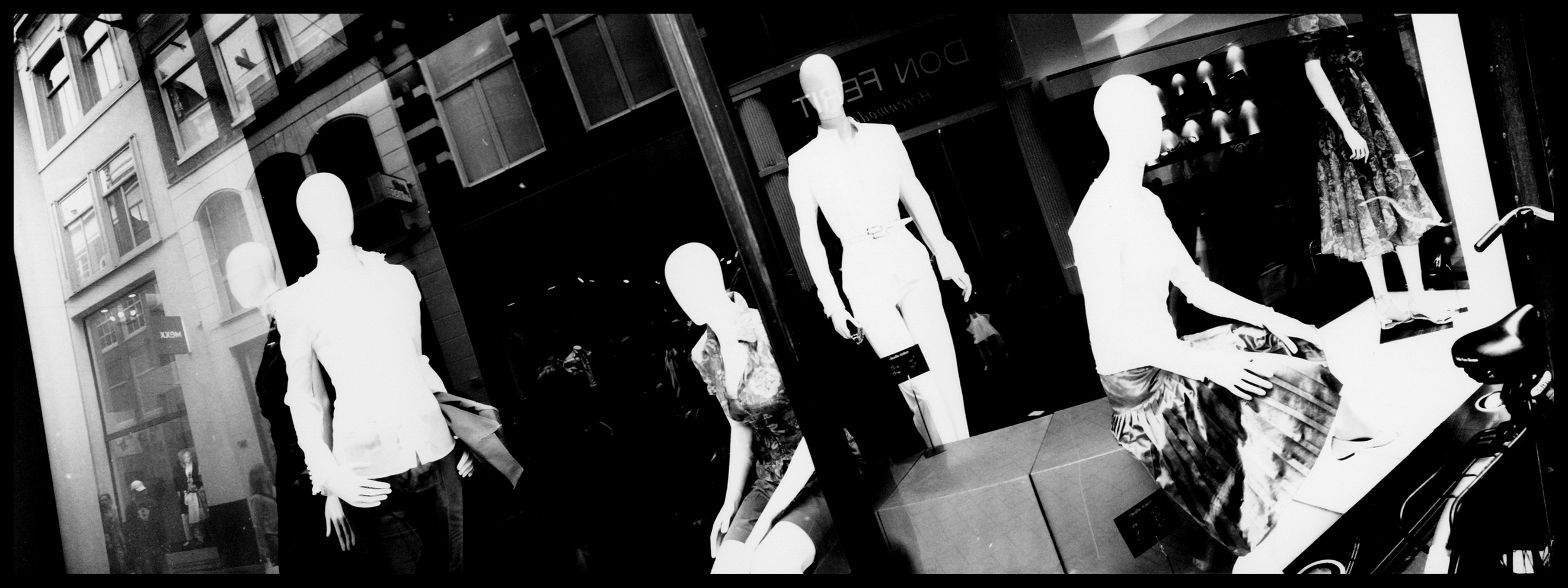
Amsterdam 2006
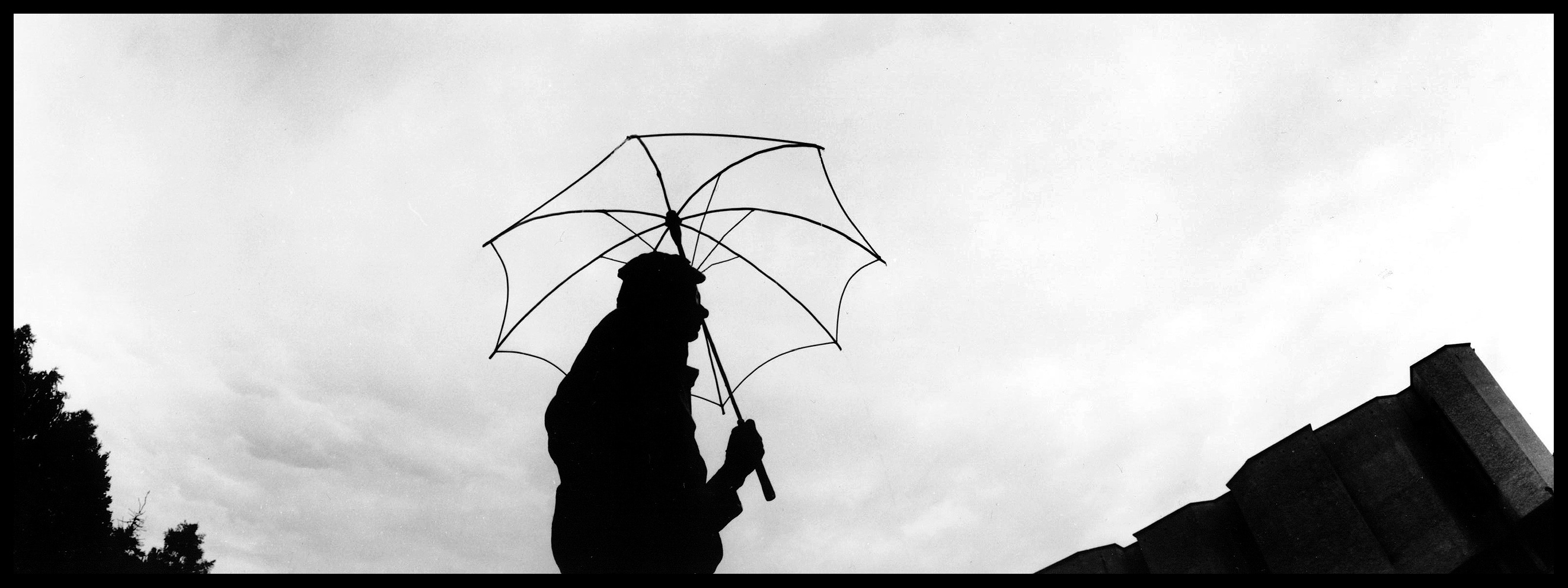
Medzilaborce 2005
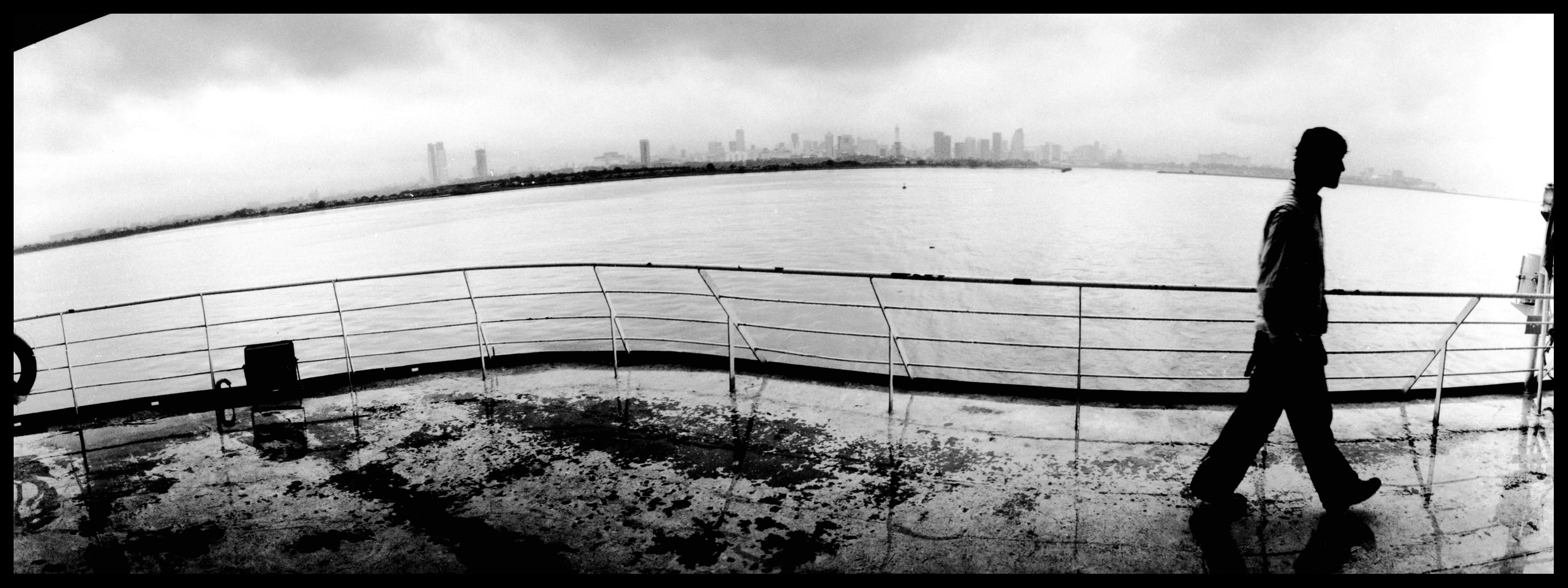
Buenos Aires 2005
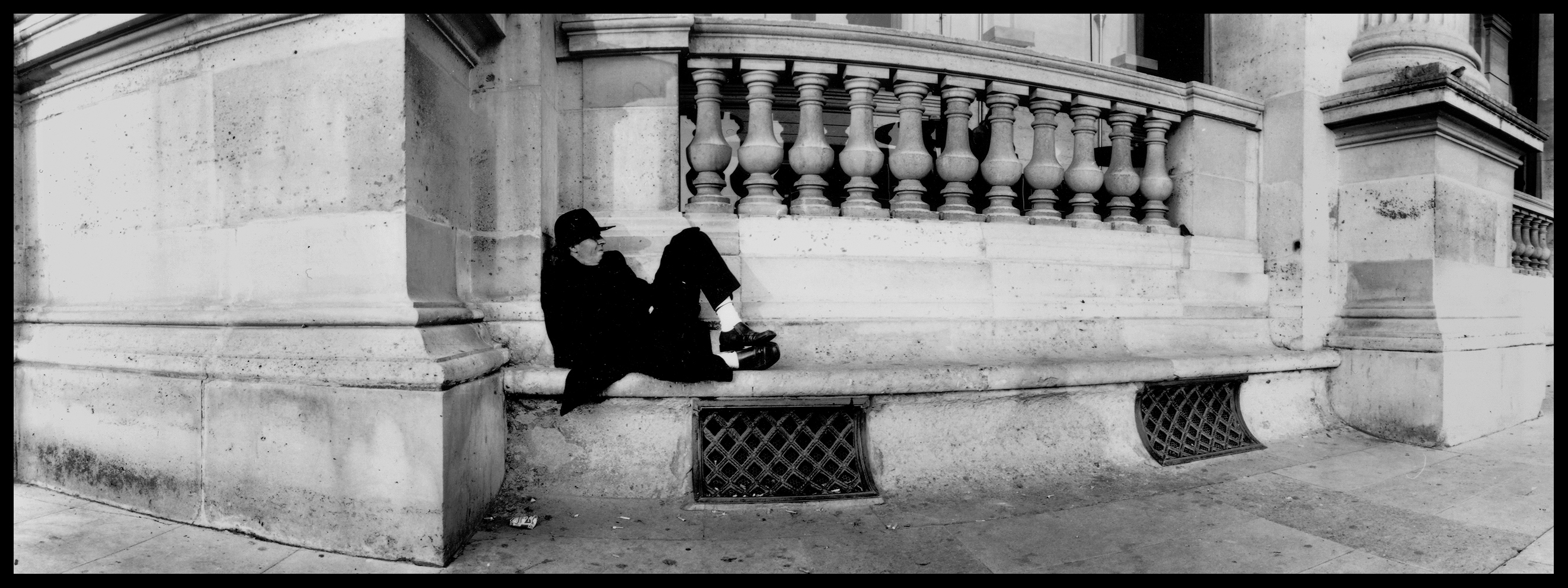
Paříž 2005

Noblex - krajina

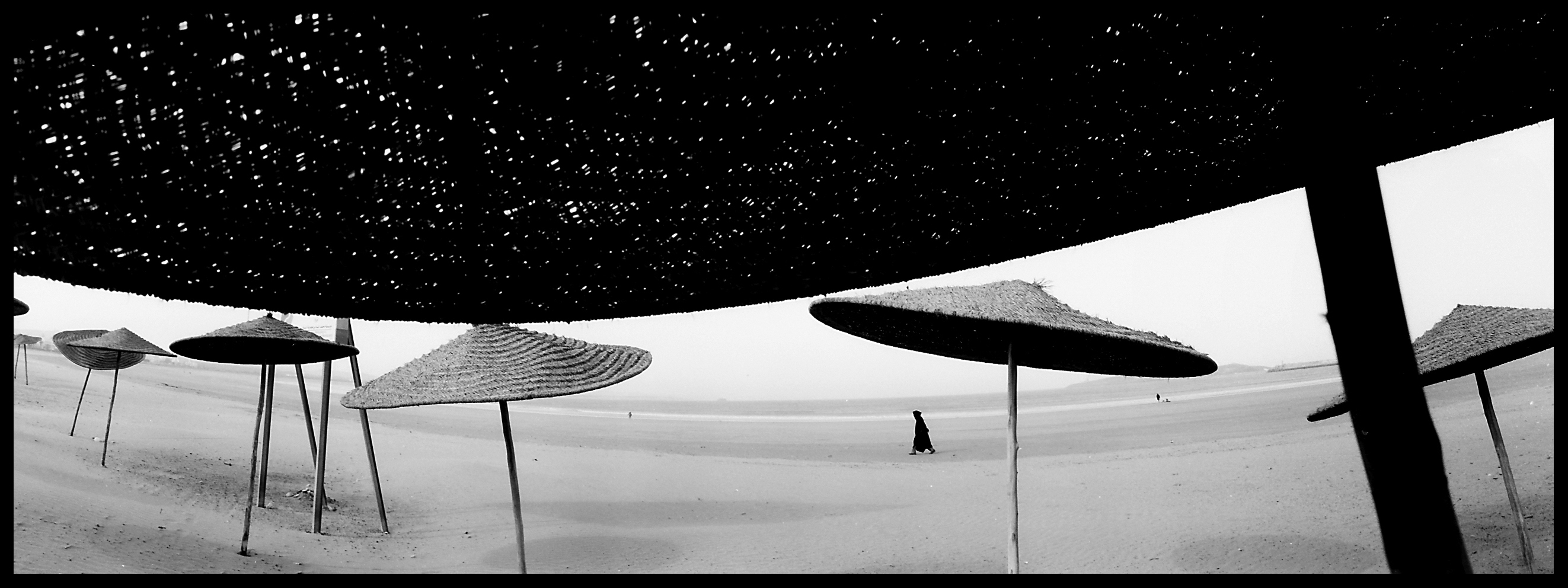
Essaouíra 2007
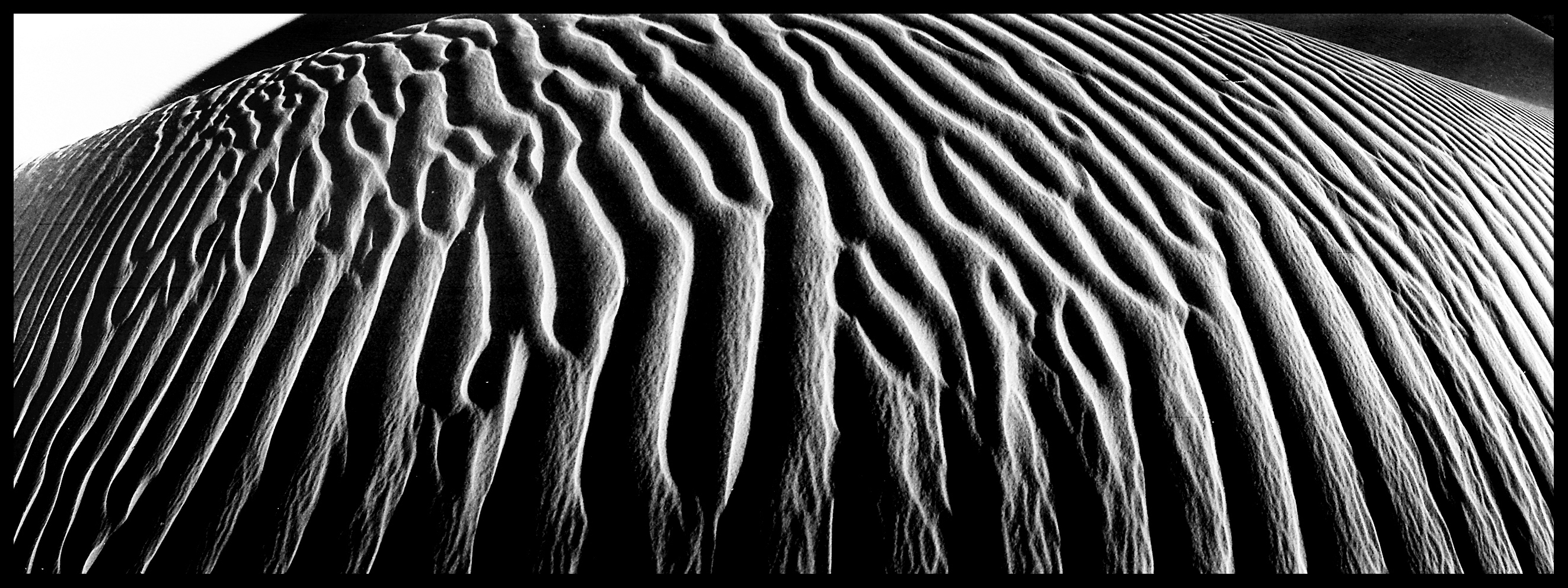
Sahara 2007
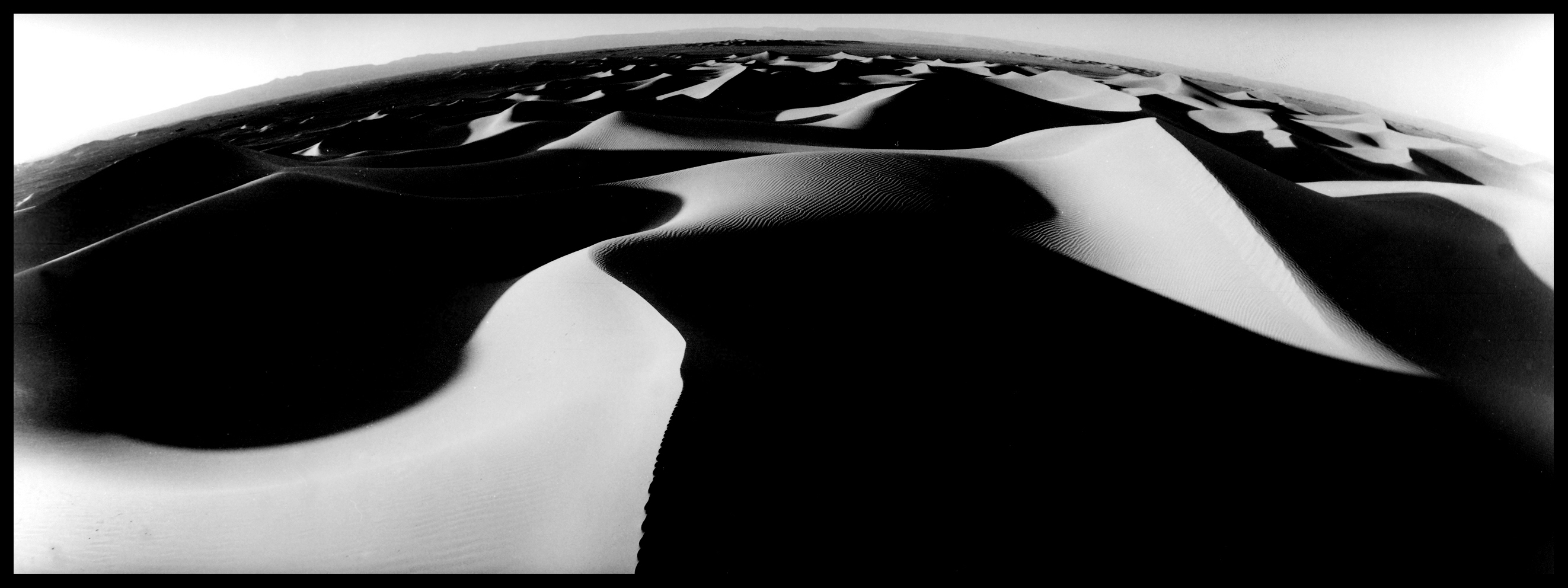
Sahara 2007
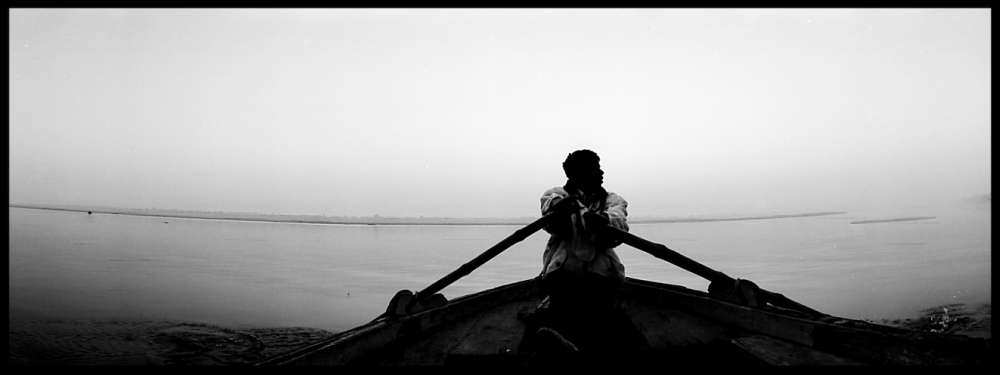
Varánasí 2007
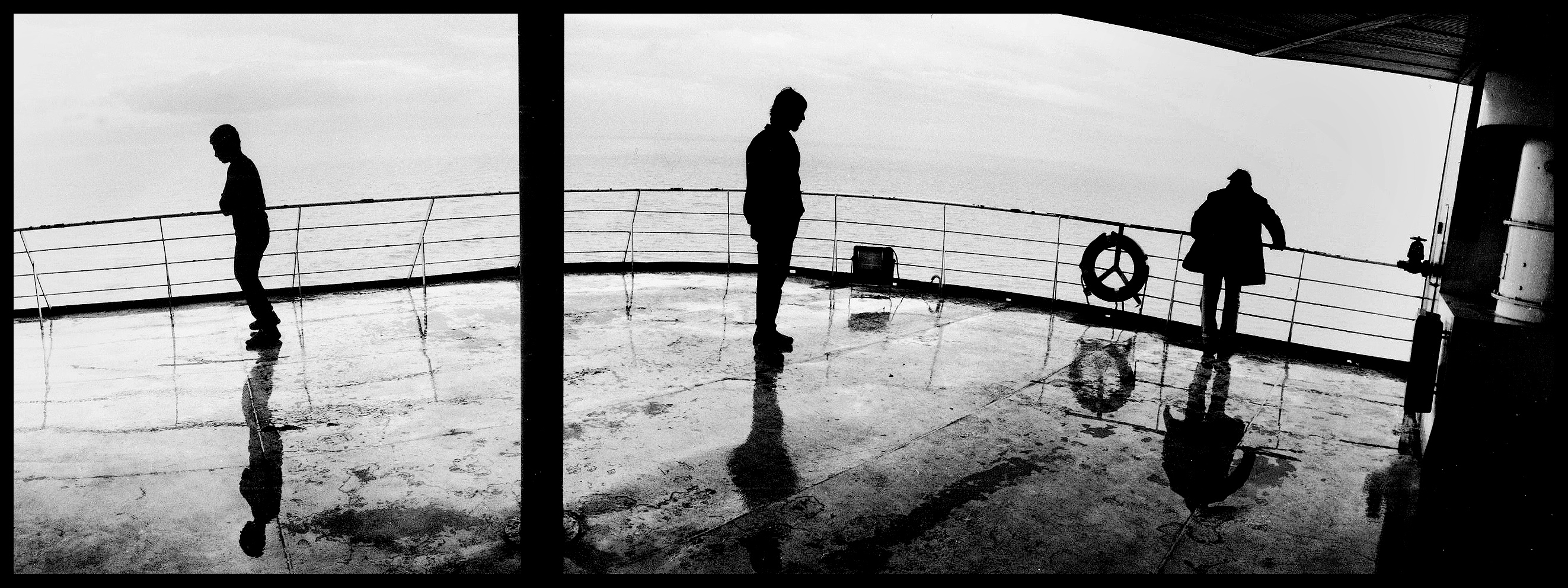
Colonia del Sacramento 2005
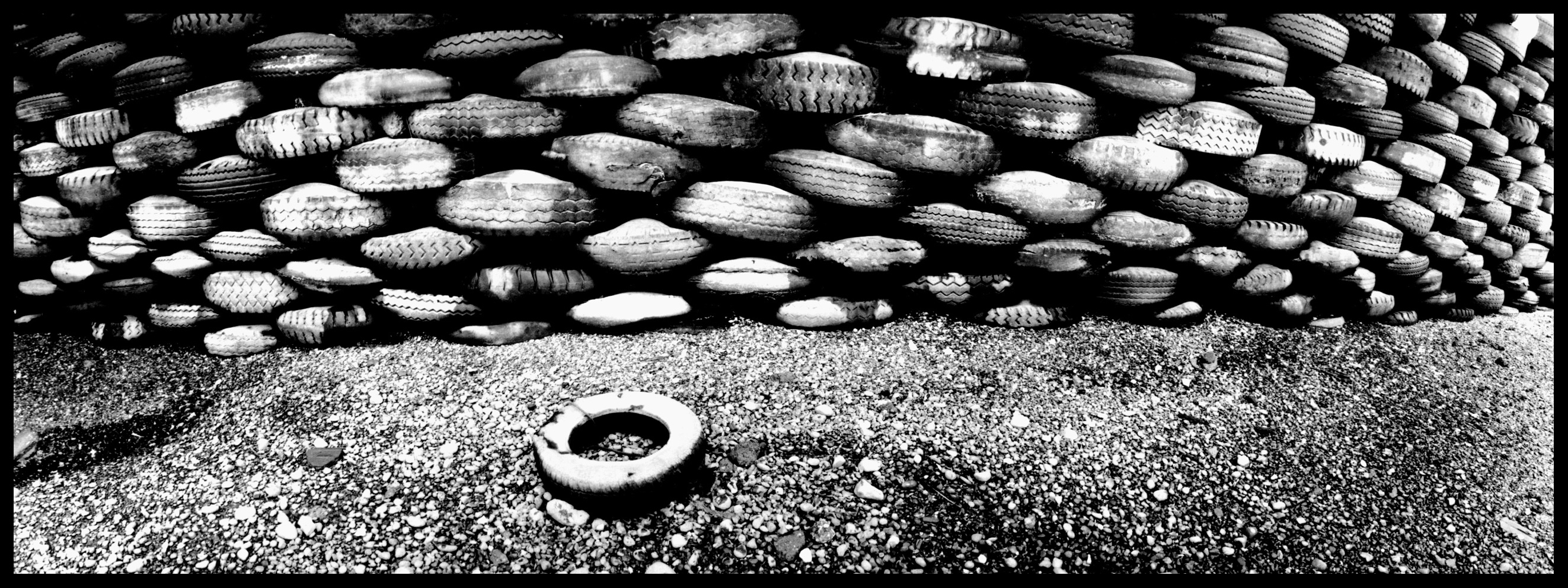
Patagonie 2005
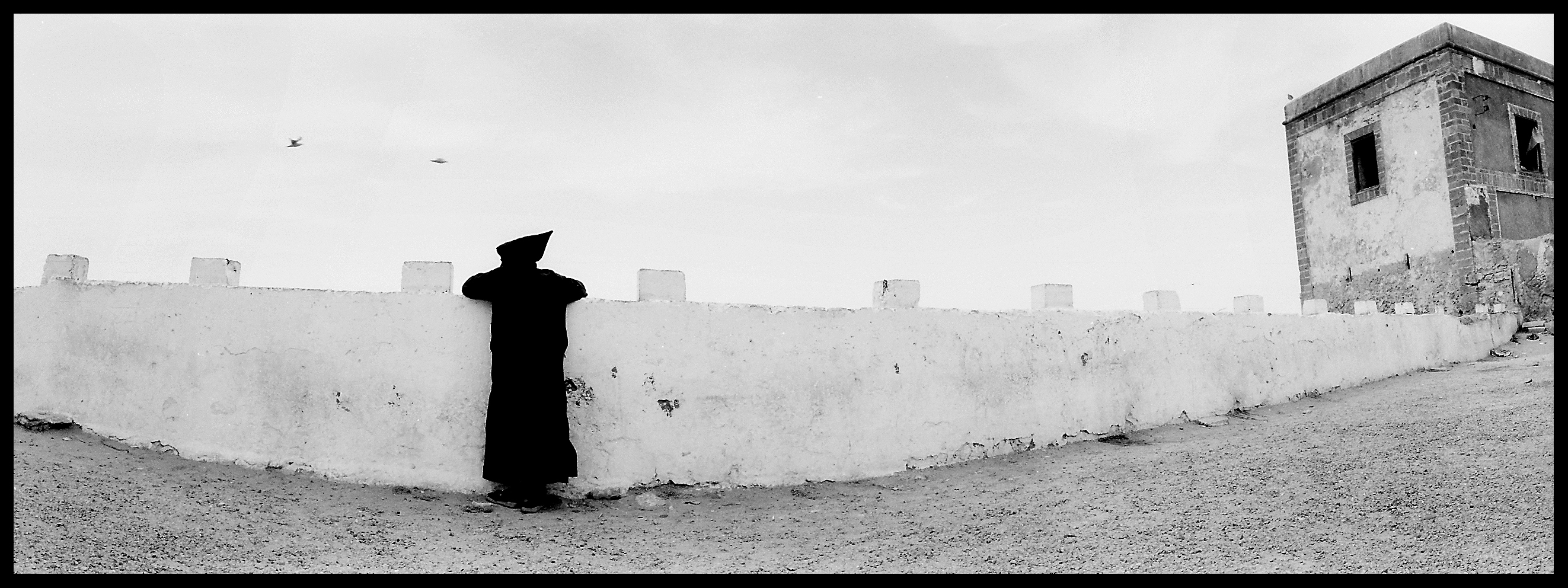
Essaouíra 2007
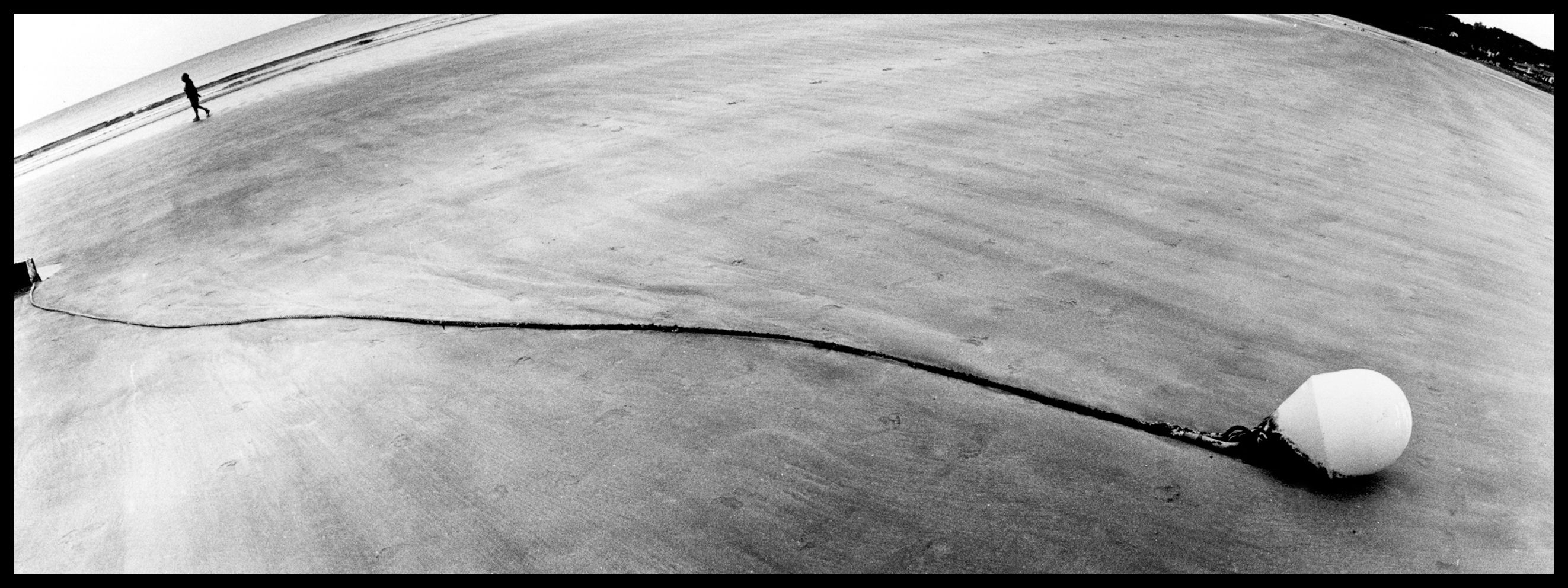
Terragona 2003
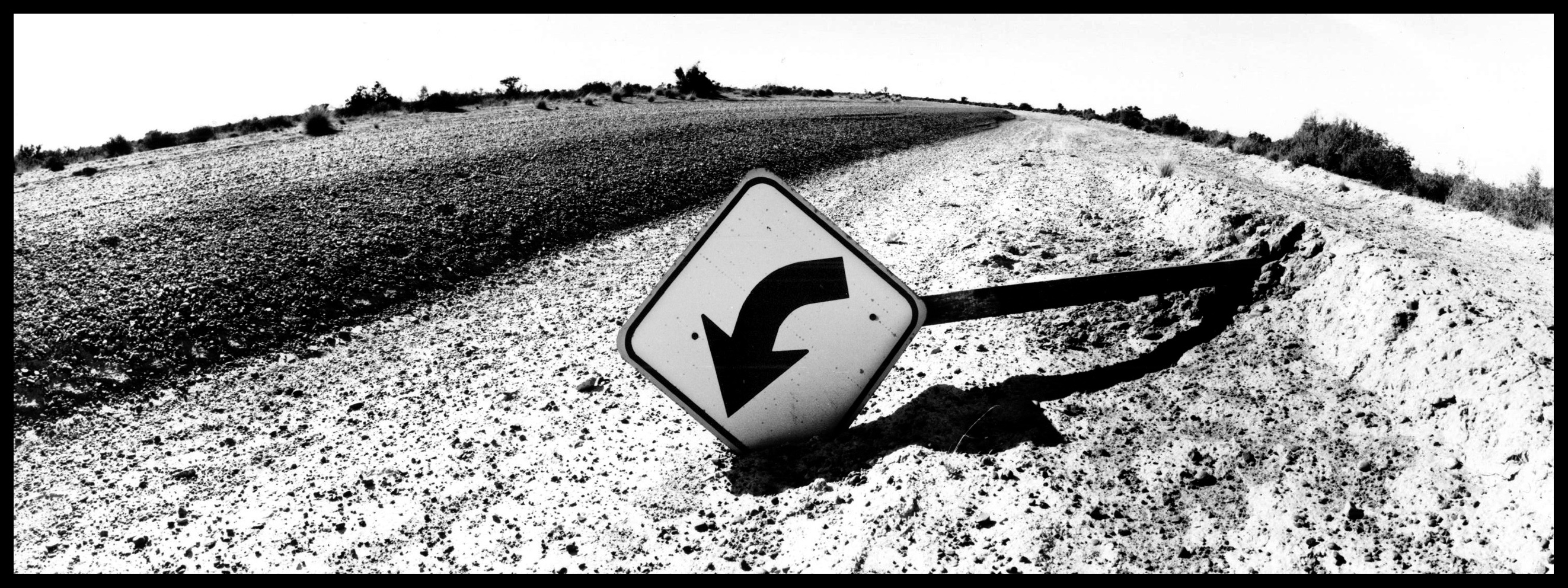
Patagonie 2005
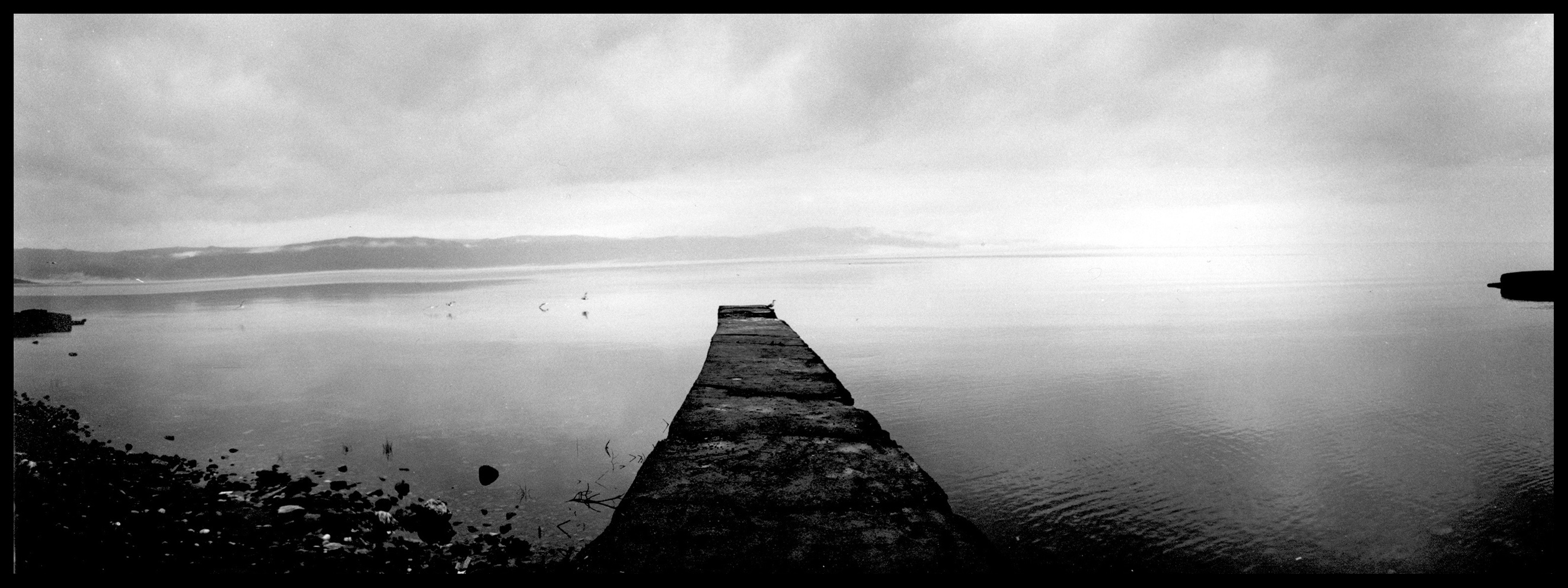
Bajkal 2004
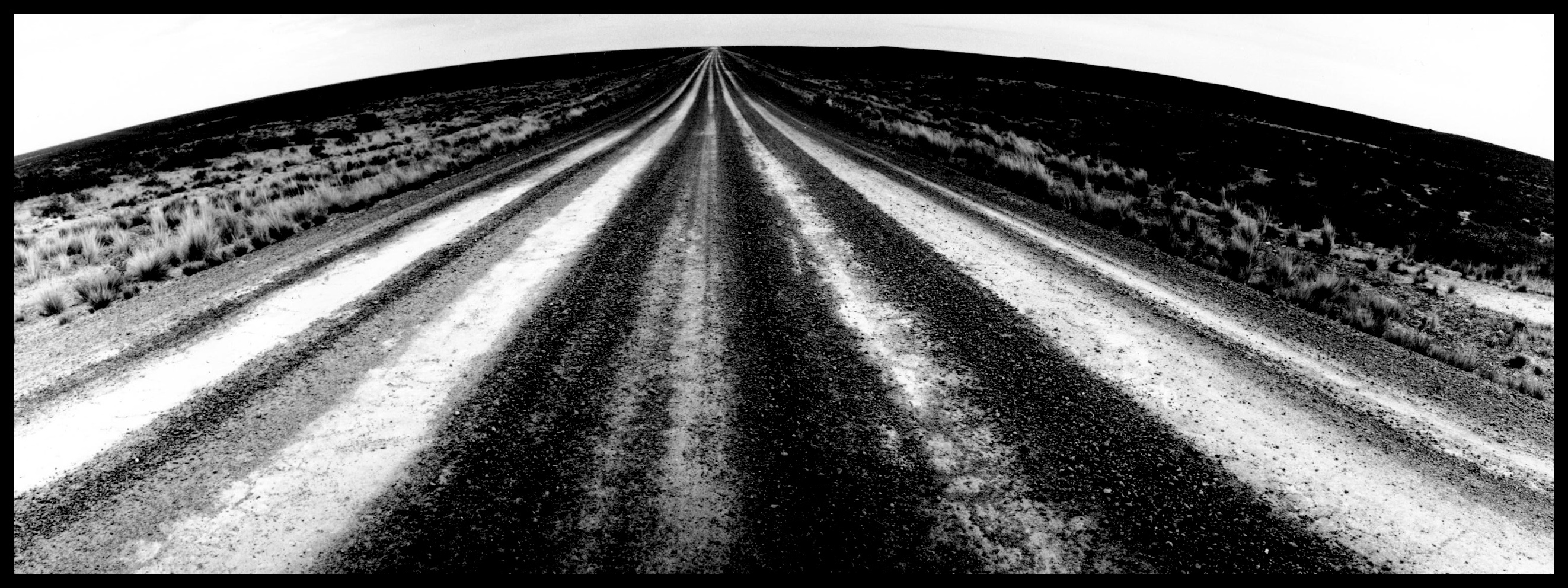
Patagonie 2005
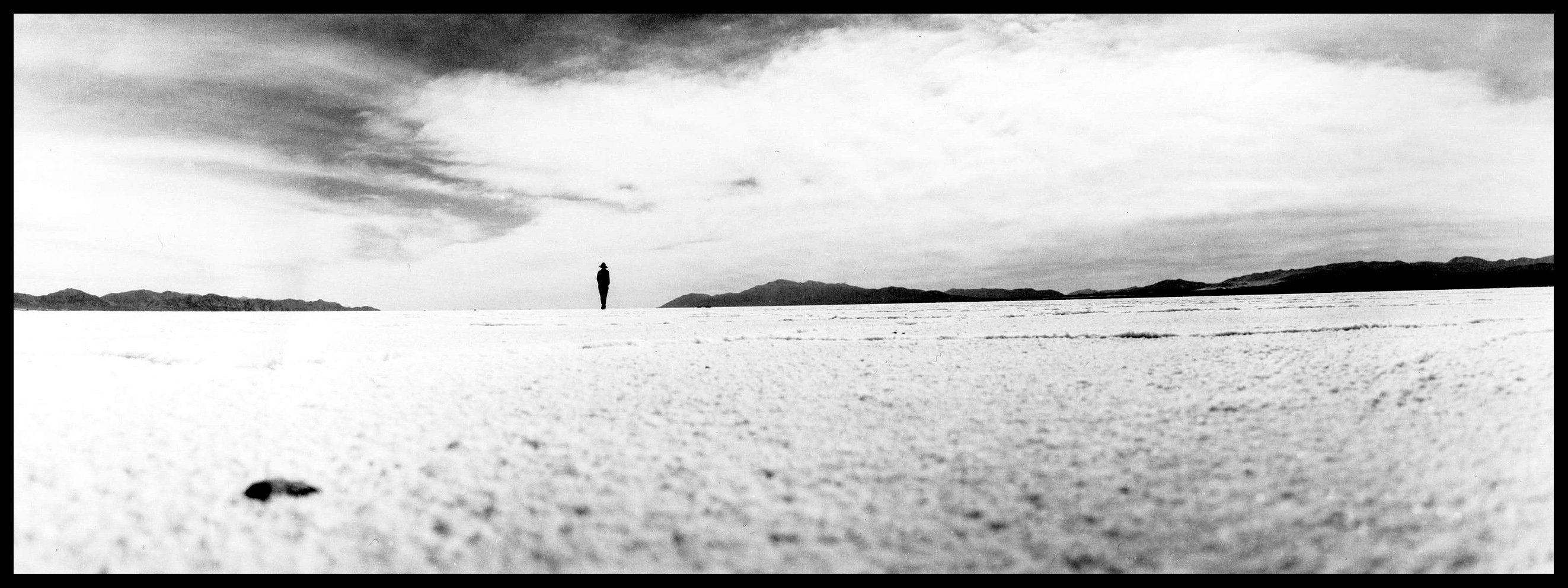
Salta 2005

Yashica
- Amsterdam 2011
- Bukurešť 2011
- Amsterdam 2011
- Bukurešť 2011

Vitamíny
Prales (Brazílie 2009)
Nikon FE - město
- Paříž 2005
- Paříž 2005
- Praha 2002
- Paříž 2005
- Praha 2000
- Praha 1999
- Praha 1999
- Paříž 2005

Nikon FE - krajina
- Holandsko 1998
- Mongolsko 2004
- Česko 1998
- Rakousko 1999

Nikon FE - dokument

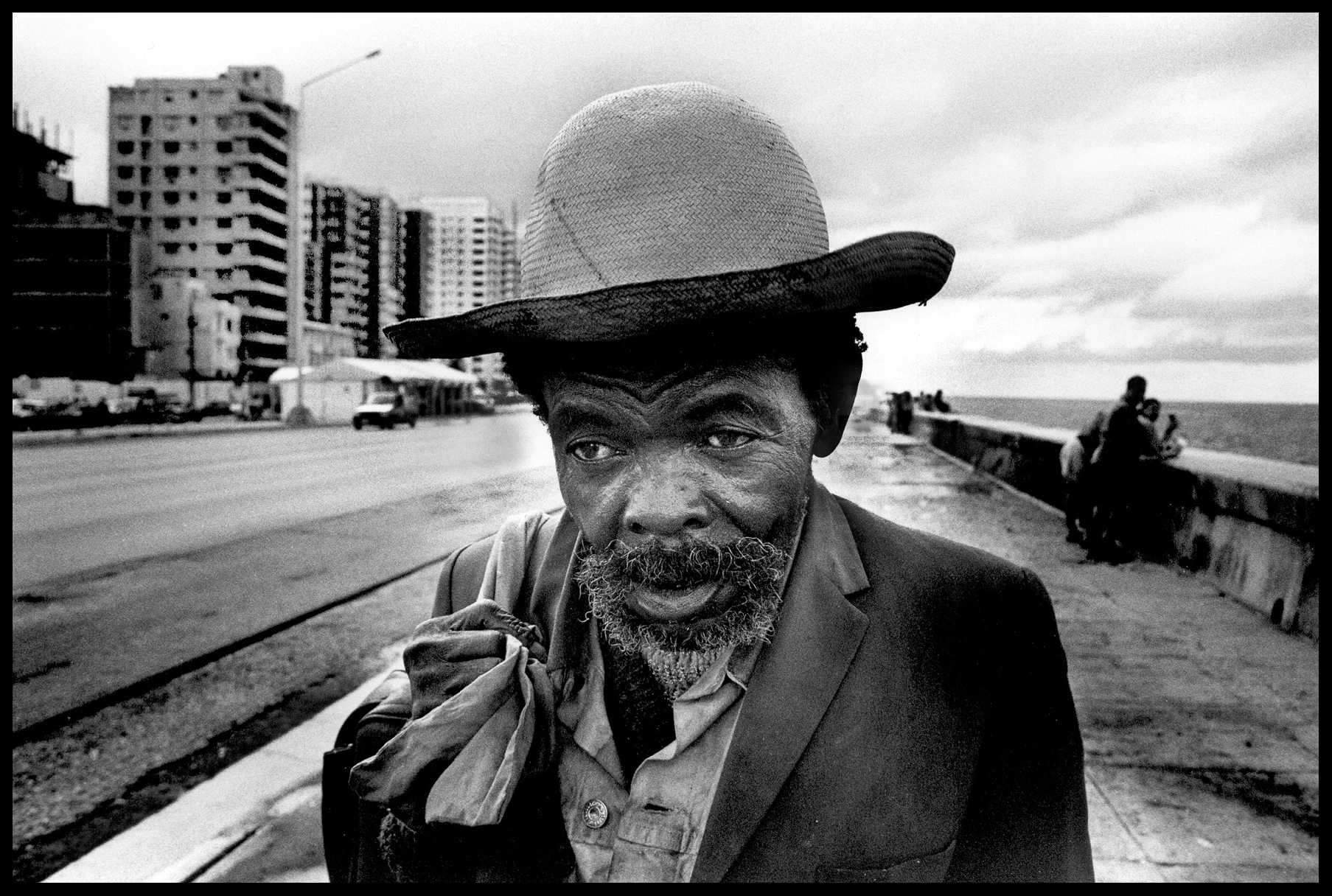
Havana 2001
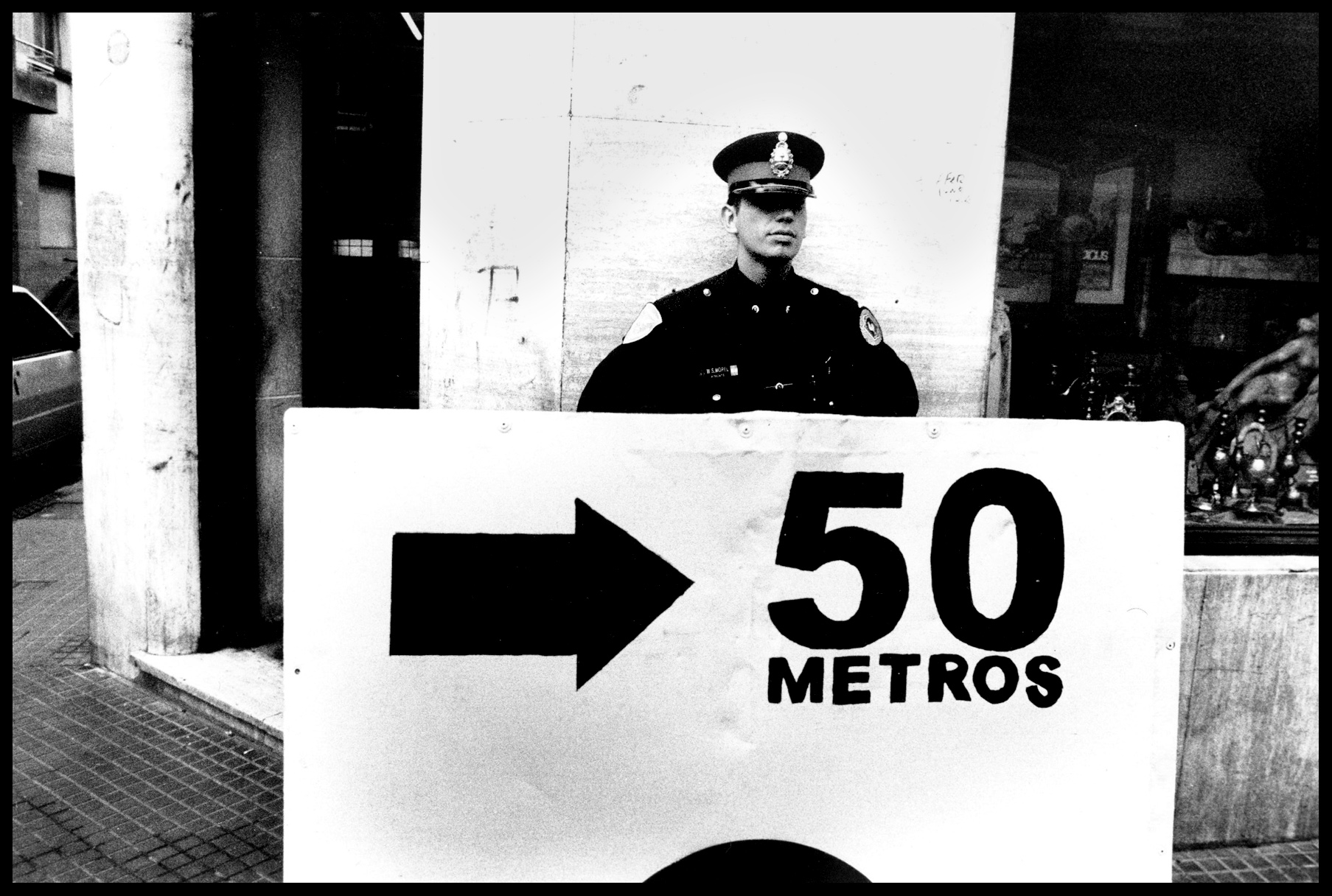
Buenos Aires 2005
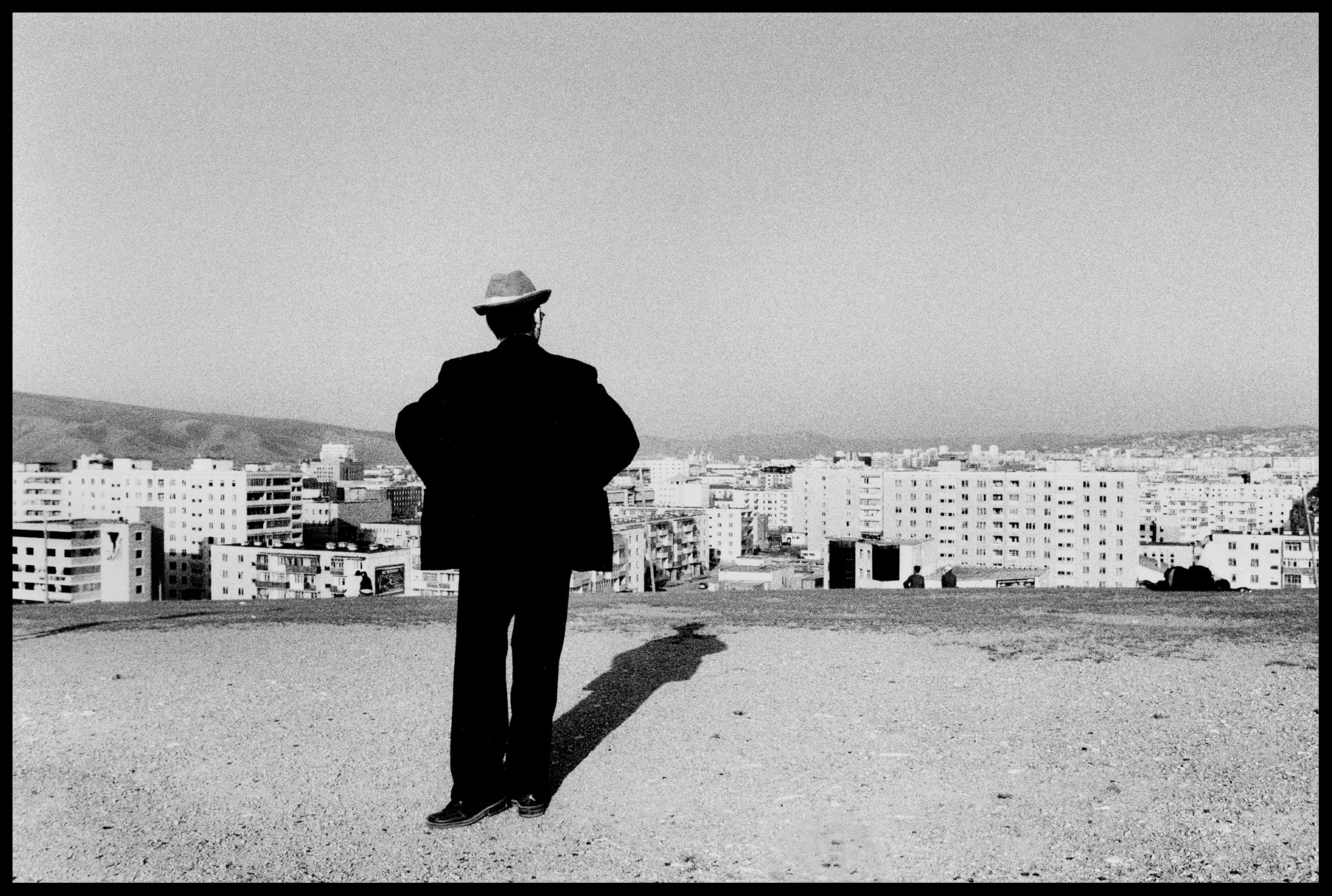
Ulanbatar 2004
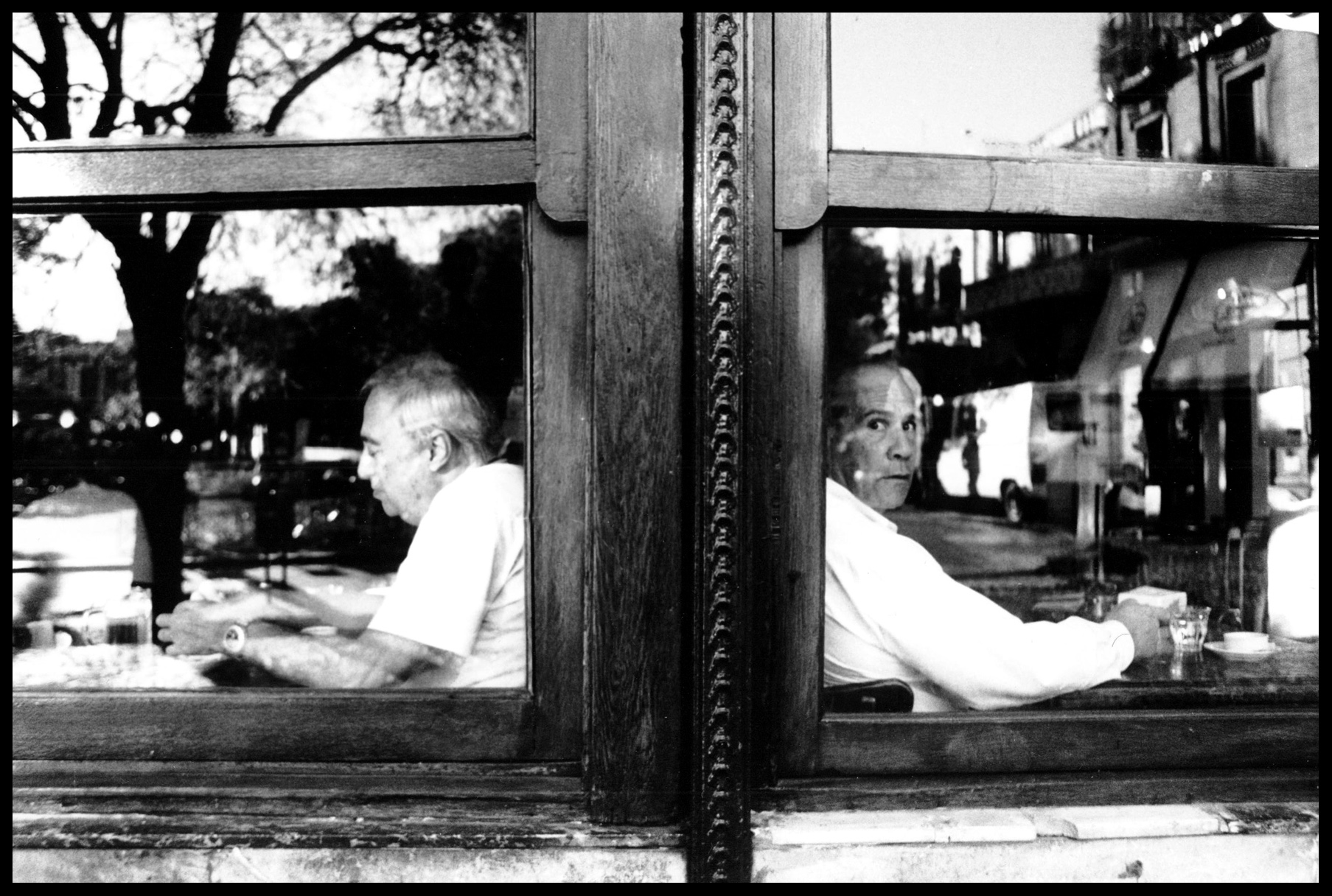
Buenos Aires 2005
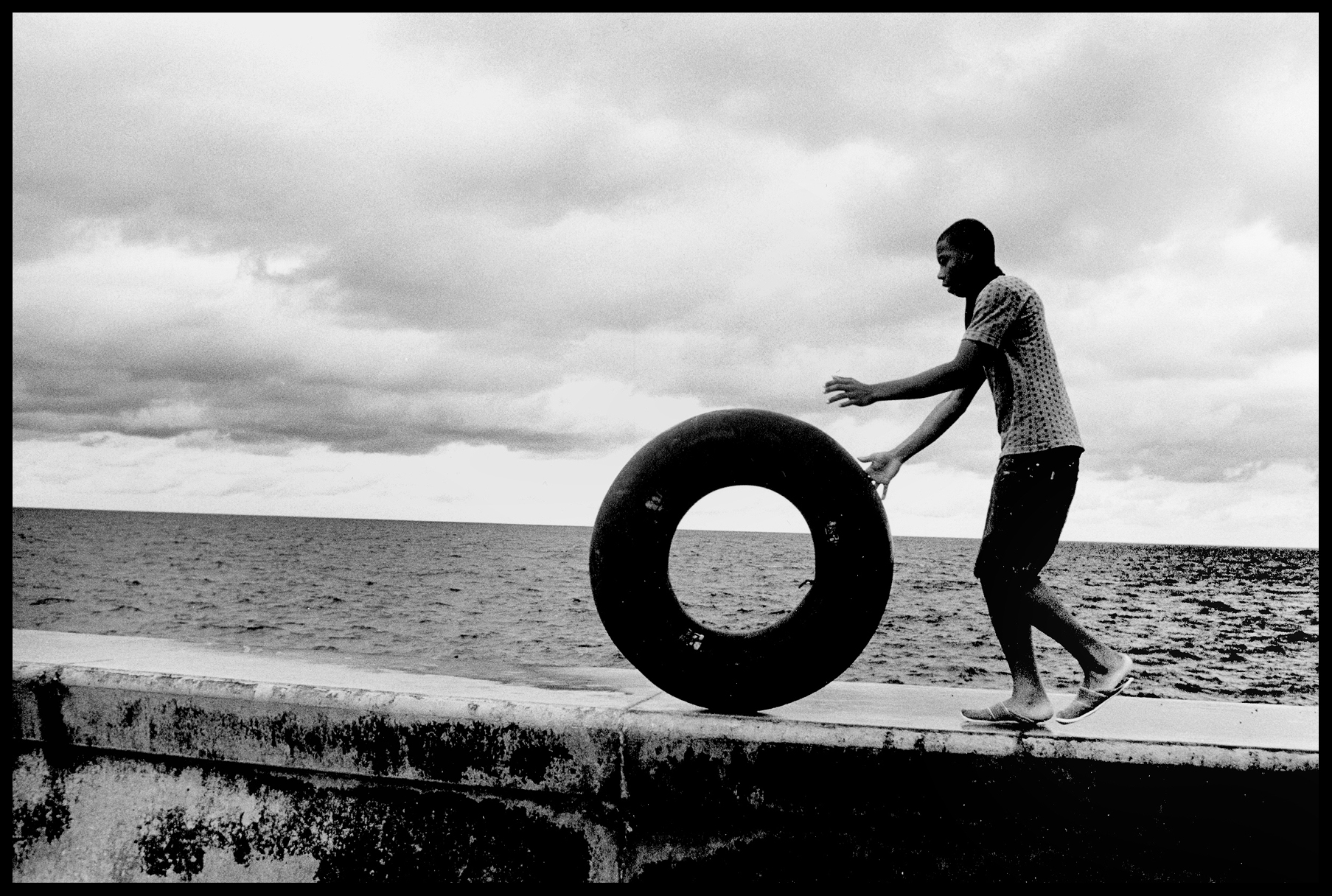
Havana 2001
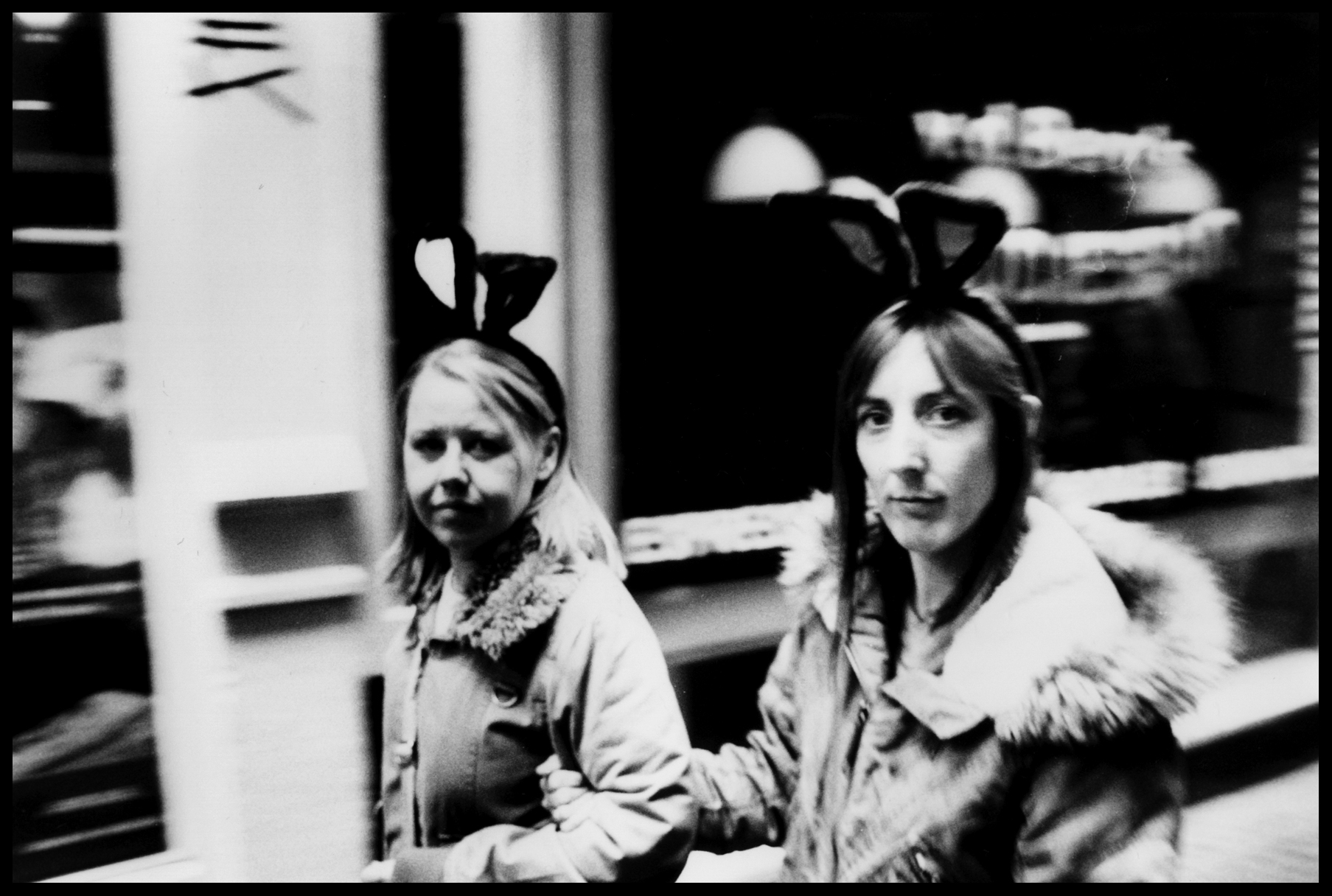
Amsterdam 1998
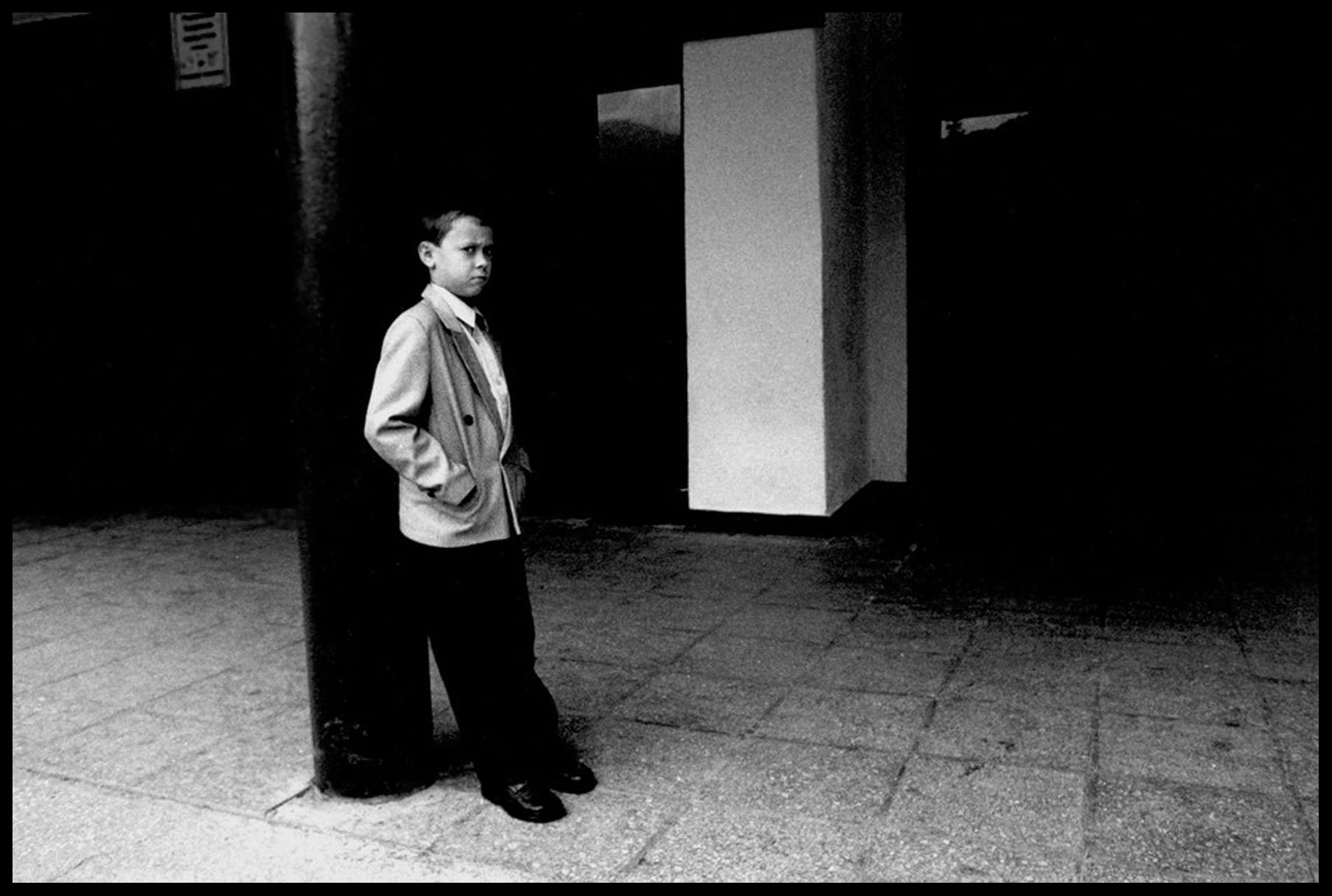
Rachiv 2002
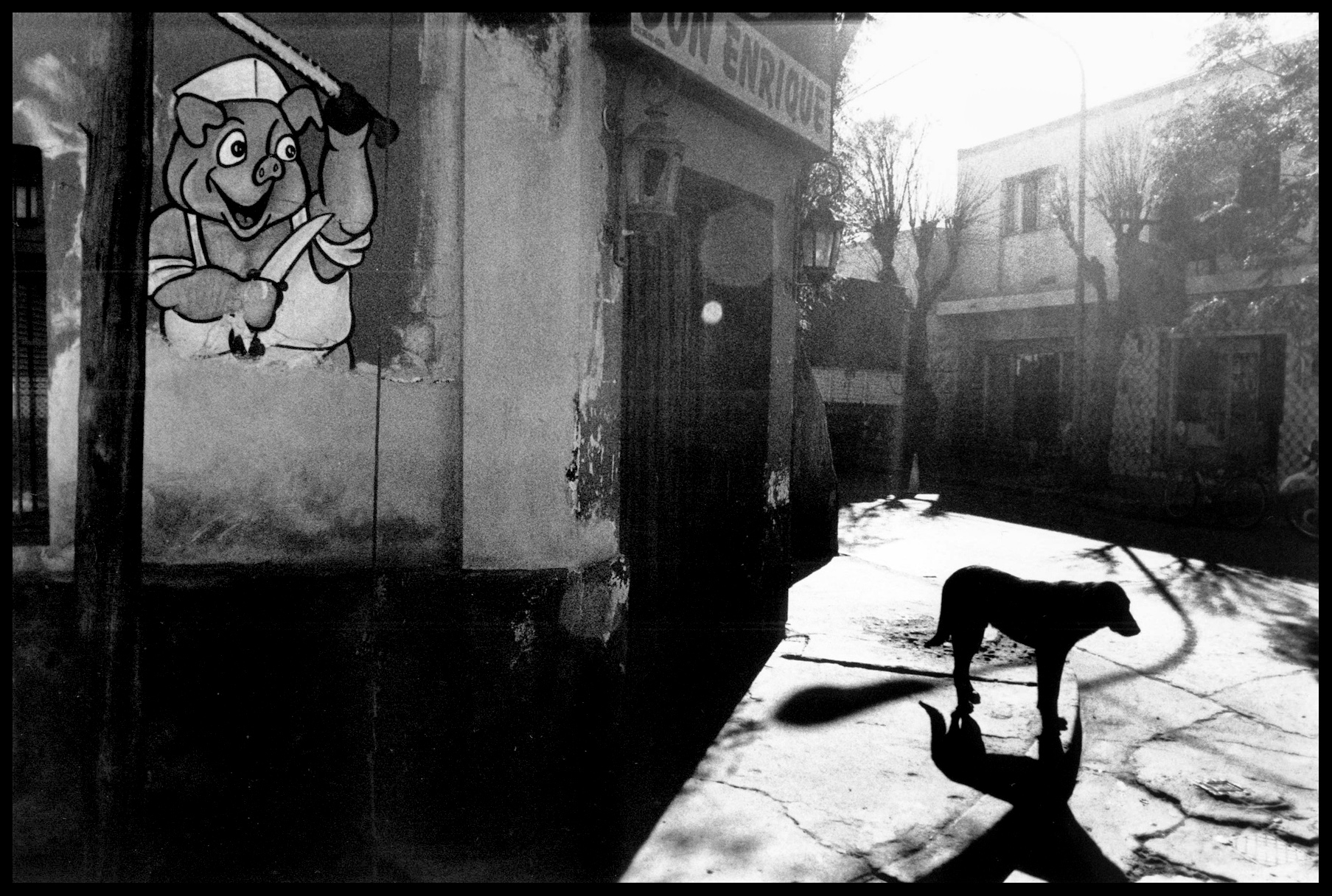
Salta 2005